# 100 berühmte Ansichten von Edo

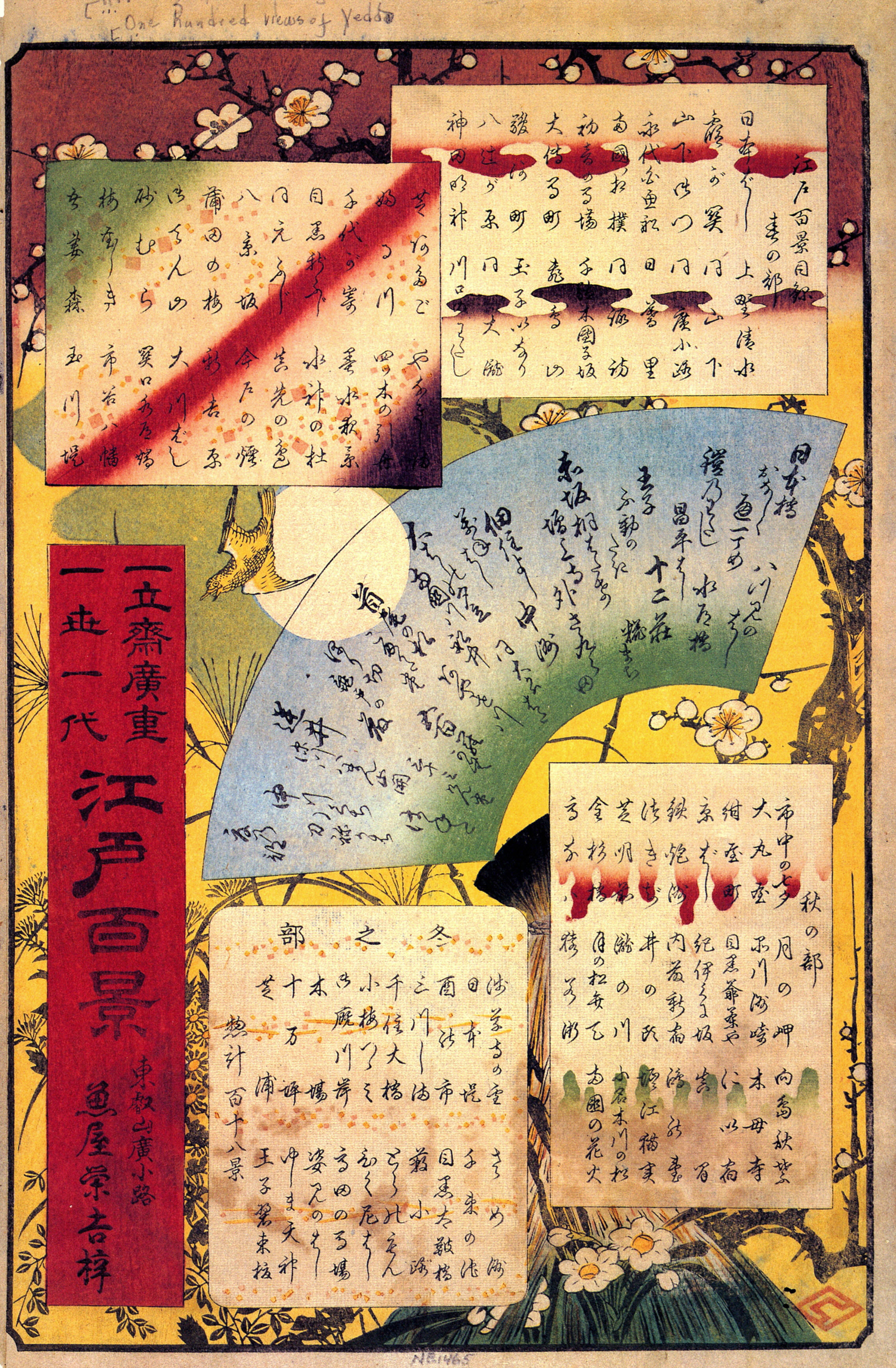
Inhaltsverzeichnis der Serie, von Gengyo Miyagi entworfen, 1858

Die 100 berühmten Ansichten von Edo (japanisch 名所江戸百景, Meisho Edo hyakkei) sind eine Farbholzschnittserie des japanischen Malers und Farbholzschnittkünstlers Utagawa Hiroshige. Die Serie, die entgegen dem Wortlaut des Titels aus insgesamt 119 Drucken und einem Titelblatt besteht, gilt als das Hauptwerk des Künstlers. Er selbst bezeichnete die Drucke dieser Serie als seine beste Arbeit, die sein künstlerisches Vermächtnis darstellen sollte.

## Vorbemerkung
In den Jahren 1829–1836 erschien ein illustrierter Führer Bilder berühmter Orte von Edo (江戸名所図会, Edo meisho zue), der von Saitō Yukio (1737–1799) im Jahr 1790 begonnen und von seinem Sohn Yukitaka und seinem Enkel Yukinari überarbeitet und ergänzt worden war. Die insgesamt 20 Bände des siebenteiligen Führers wurden von Hasegawa Settan (1778–1848) akkurat illustriert. Bilder und Text beschreiben ausführlich die großen Tempel und Schreine, aber auch eine ganze Reihe berühmter Geschäfte, Teehäuser, Restaurants usw. Dazu kommen Landschaften und malerische Partien in der Stadt und Umgebung.
Hiroshige, der in seinen 100 berühmten Ansichten eine Reihe Motive aus diesem Führer übernahm, stellte auf einzelnen Farbholzschnitten nicht nur Edo, sondern auch dessen Umgebung dar. Grob geschätzt betreffen etwa die Hälfte der Blätter die Stadt selbst, die kleinere Hälfte die Umgebung. Aber auch die Stadt erscheint auf den Drucken Hiroshiges sehr grün, von vielen Flüssen und Kanälen durchzogen. Das endlose gleichförmige Häusermeer wäre allerdings auch ziemlich langweilig gewesen.

## Hiroshiges 100 Ansichten
Für die Serie existiert ein auf den 10. Monat des Pferdejahres (1858) datiertes Inhaltsverzeichnis (Mokuroku), das vom Verleger Sakanaya Eikichi (Uoya Eikichi) bei Gengyo Miyagi (Baisotei Gengyo) in Auftrag gegeben worden war und das als Deckblatt gebundener Gesamtausgaben der Serie diente, die ab dem genannten Datum gedruckt wurden. Dieses Inhaltsverzeichnis gruppiert die Blätter der Serie nach den vier Jahreszeiten und gibt ihnen eine bestimmte Reihenfolge, auch wenn sich tatsächlich nicht jedes Blatt einer Jahreszeit zuordnen lässt. Die meisten Darstellungen der Serie in der Literatur folgen der Reihenfolge des Mokuroku; Kunsthistoriker halten die Reihenfolge jedoch für gekünstelt und für eine nachträgliche „Erfindung“ des Verlegers. Von Hiroshige selbst war keine bestimmte Reihenfolge vorgesehen und die Drucke sind nicht fortlaufend nummeriert. In diesem Artikel wird die Anordnung in der Geidai-Collection übernommen. Die Blätter werden dort in der Reihenfolge ihrer Entstehung, beginnend mit dem 2. Monat im Jahre 1856, vorgestellt.
Einige der bekanntesten Blätter der Serie, u. a. die von Vincent van Gogh in Ölfarben nachempfundenen – Abendschauer über der großen Brücke in Atake (Nr. 92) und Garten der Pflaumenbäume in Kameido (Nr. 97) – wurden von Hiroshige erst zum Ende hin geschaffen.
Drei Blätter, die Nummern 116 bis 118, sind wie das Mokuroku auf den 10. Monat 1858 datiert und damit einen Monat nach Hiroshiges Tod, der nach japanischem Kalender im 9. Monat des Jahres verstorben war. Wegen stilistischer Feinheiten und kleiner Unterschiede bei den Signaturen werden diese drei Drucke seinem Schüler Shigenobu zugeschrieben, der von seinem Lehrer den Namen übernommen hat und in der Literatur als Hiroshige II. bekannt ist. Sicher von Hiroshige II. ist das Blatt 119, das erst im 4. Monat 1859 erschien. In Sammelausgaben der Serie ersetzte der Druck nach seinem Erscheinen das Blatt „Paulownien in Akasaka“ (Nr. 9); die Gründe dafür sind unbekannt, möglicherweise sind die alten Druckplatten verlorengegangen.
Die Übersetzung der originalen Bildbeschriftung (man findet diese z. B. in der japanischen oder englischen Darstellung) versucht einen Kompromiss zwischen Orts- und Sachangaben. Die Endung -yama weist auf einen Berg hin, -zaka auf einen Hangweg, -gawa auf einen Fluss und -hashi/-bashi auf eine Brücke. Ergänzungen sind in Klammern gesetzt, die eckigen Klammern geben das Entstehungsjahr gefolgt vom Monat an.

## Erläuterungen zu einzelnen Blättern

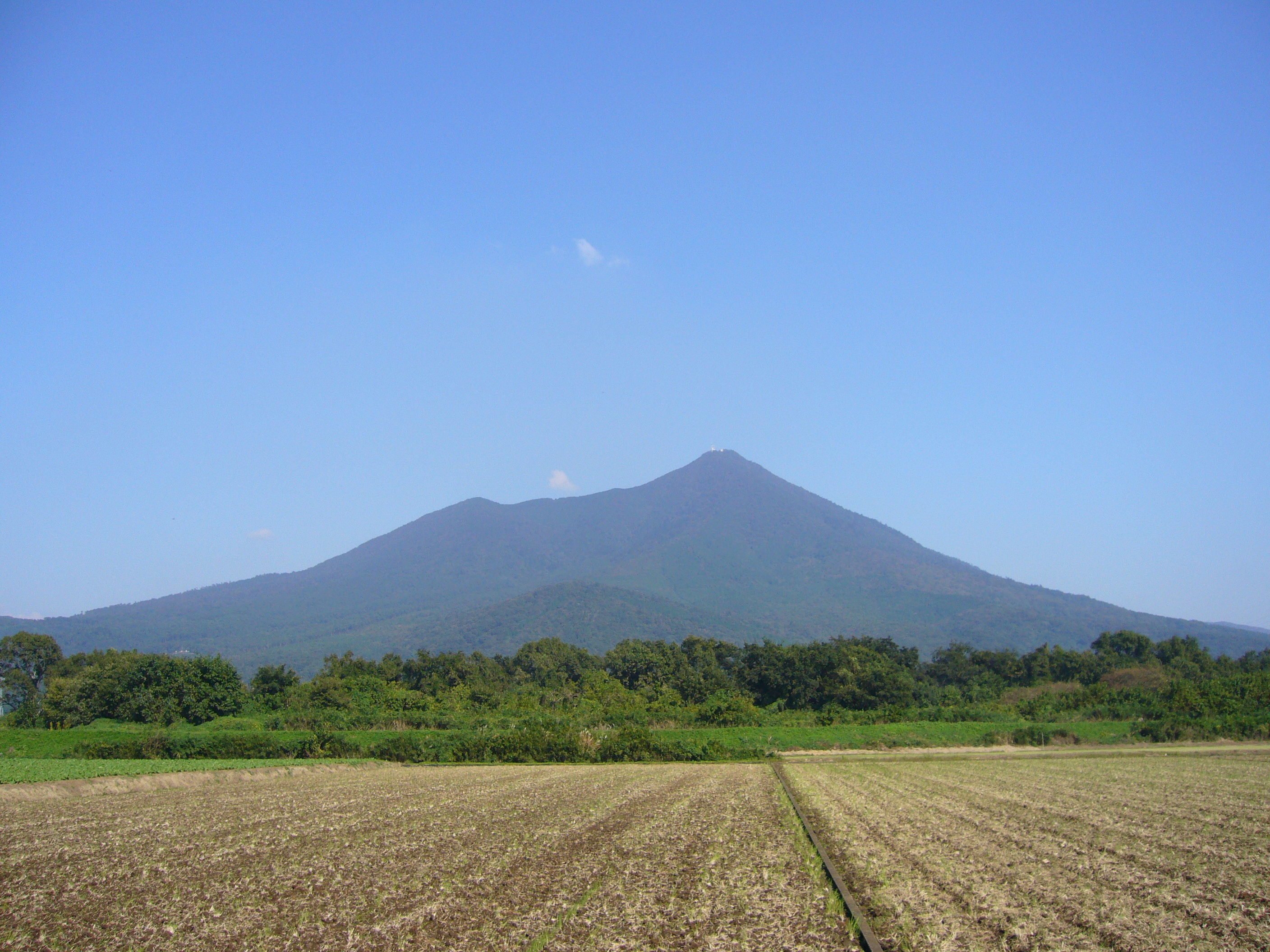
Tsukuba (Präfektur Ibaraki)

- Beim Blick über die Stadt nach Südwesten ist gelegentlich der 100 km entfernte Fuji auf den Blättern zu sehen. Bei Blicken nach Nordosten sieht man (z. B. auf Blatt 17) einen Berg mit einer Doppelspitze: das ist der 876 m hohe Tsukuba, der nur 60 km entfernt ist. Er ist kein Vulkan, auch kein erloschener.
- (1) Das Blatt heißt zwar Blumen (= Kirschblüte) am Deich des Tama-gawa, es handelt sich jedoch um den Tamagawa-jōsui, um einen Kanal, der vom Tama-gawa abzweigt und zur Verbesserung der Wasserversorgung Edos zwischen 1653 und 1654 gebaut worden war. Berühmt war und ist die Kirschblüte in der Nähe des Kanals bei Koganei.
- (26) Der Kameido-Schrein ist dem Gelehrten Sugawara no Michizane (845–903) gewidmet. Die Anlage ist mit der großen und kleinen Trommelbrücke eine Kopie des Hauptschreins in Dazaifu (Kyūshū). Der Schrein wurde im Zweiten Weltkrieg zerstört, ist aber (verändert) wiederaufgebaut worden. Berühmt ist die Glyzinienblüte.
- (28) Kinryūsan in Asakusa. Das Tempeltor auf diesem schönen Winter-Blatt führt zu dem volkstümlich Asakusa-dera (浅草寺) genannten, im Bilde nicht sichtbaren, Tempel. Sein Bergname (山号) ist Kinryū, Goldener Drache. Der Tempel ist zwar nicht der bedeutendste in der Stadt, aber sicherlich der populärste.
- (32) Die Shubi-Kiefer am Ommaya-/Oumaya-Ufer (御厩) ist ein beliebtes Ukiyo-e-Thema: Bei Bootsfahrten rastete man gerne in weiblicher Begleitung unter der Kiefer an einer schwer einsehbaren Stelle der Bakufu-Hafenanlagen am Sumida-Fluss. Shubi heißt „von Kopf bis Fuß“, was sich möglicherweise nicht auf die Kiefer, sondern auf die Boots-Insassen bezieht. Die alten Hafenanlagen sind längst verschwunden, aber man findet an der Stelle eine (kürzlich neu gepflanzte) Kiefer.
- (81) Der Sazaidō des 500-Rakan-Tempels war ein zweistöckiges Gebäude, von dem man eine schöne Aussicht hatte. Seinen volkstümlichen Namen[Anm. 4], d. i. „Schnecken-Halle“, hat er von der Wendeltreppe im Inneren. Hiroshige stellt den Turm korrekter dar, als Hokusai in seinen 36 Ansichten: Hokusai erweitert den Umgang, um einen schönen Vordergrund zu schaffen. Wegen des ständigen Hochwassers wurde der Tempel später an dieser Stelle aufgegeben. Er existiert noch in verkleinerter Form im Bezirk Meguro.

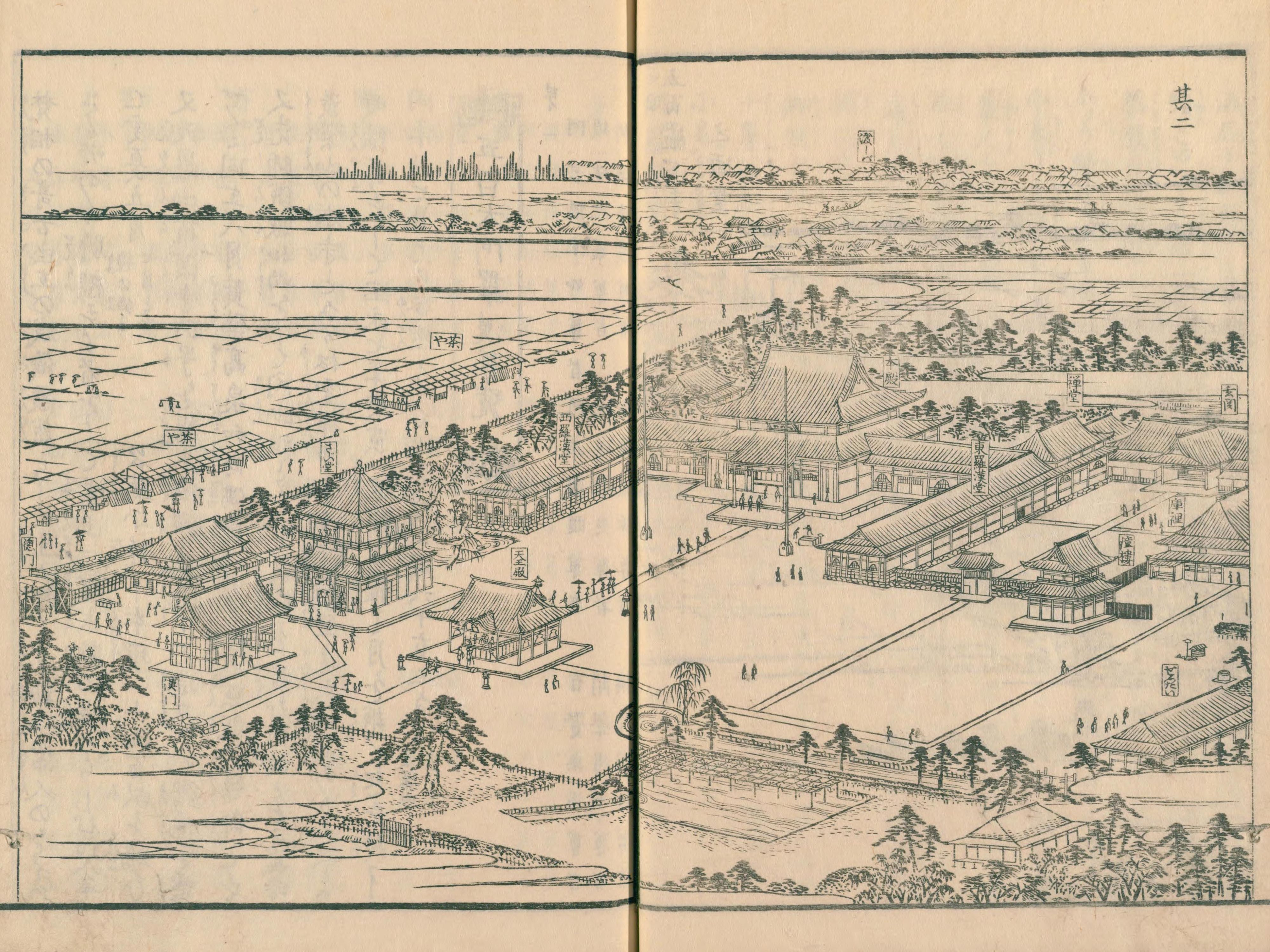
Sazaidō im „Edo meisho zue“
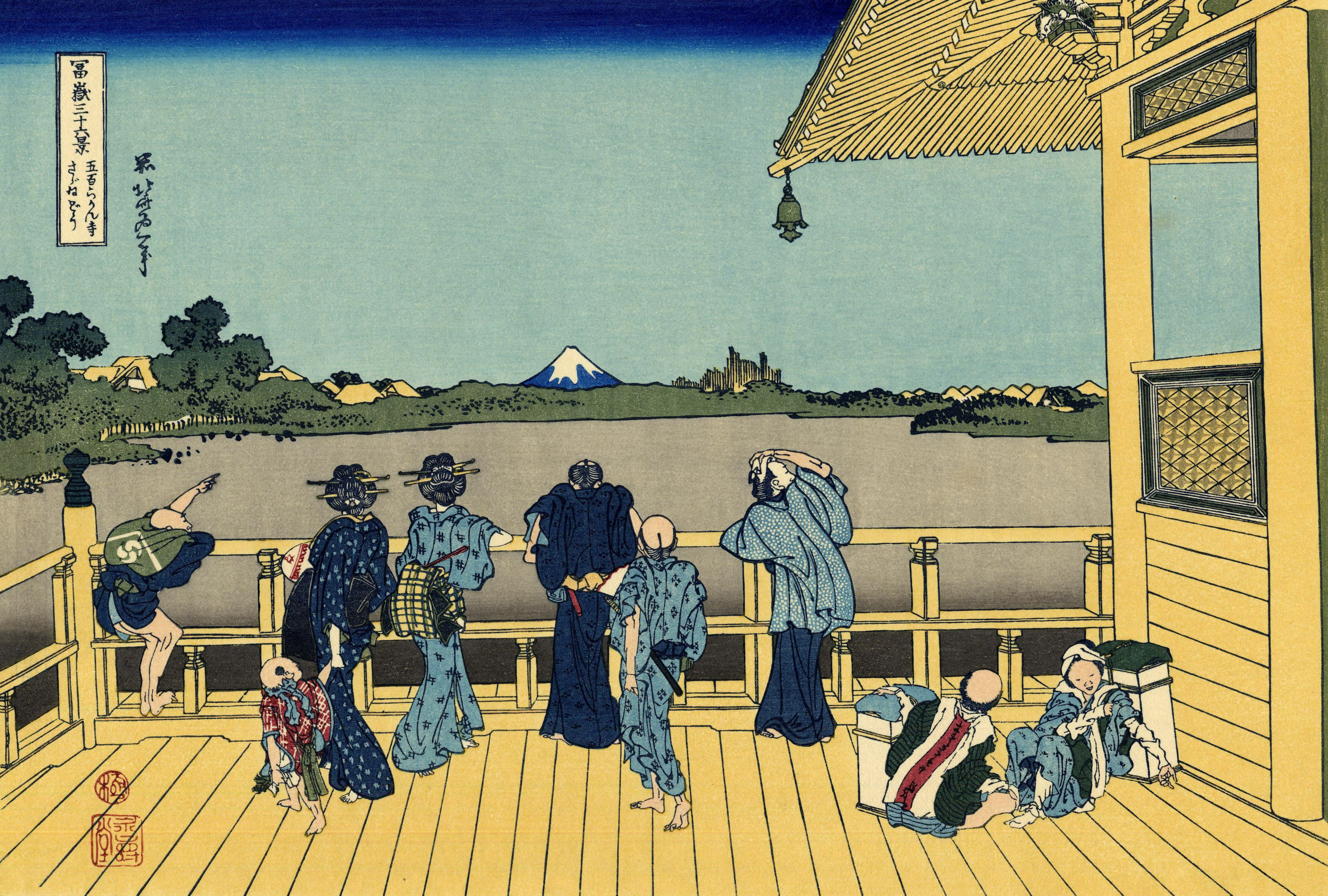
Sazaidō in Hokusais „36 Ansichten des Berges Fuji“
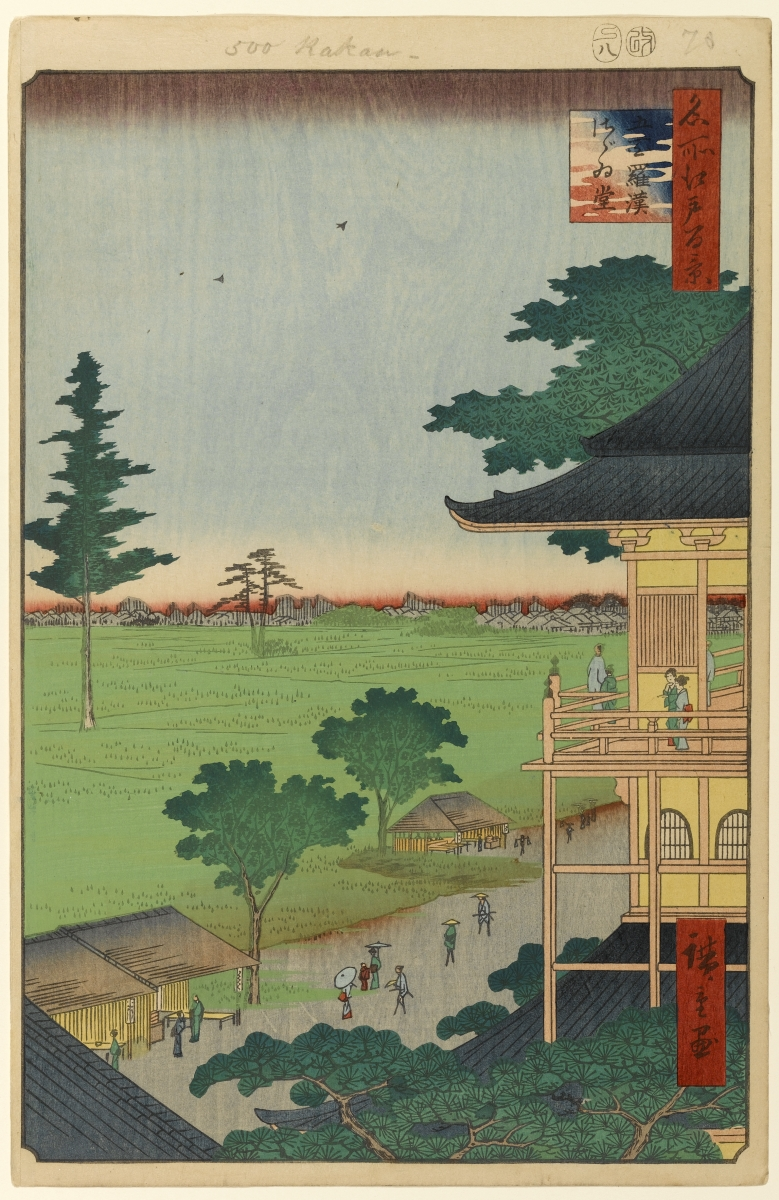
Sazaidō
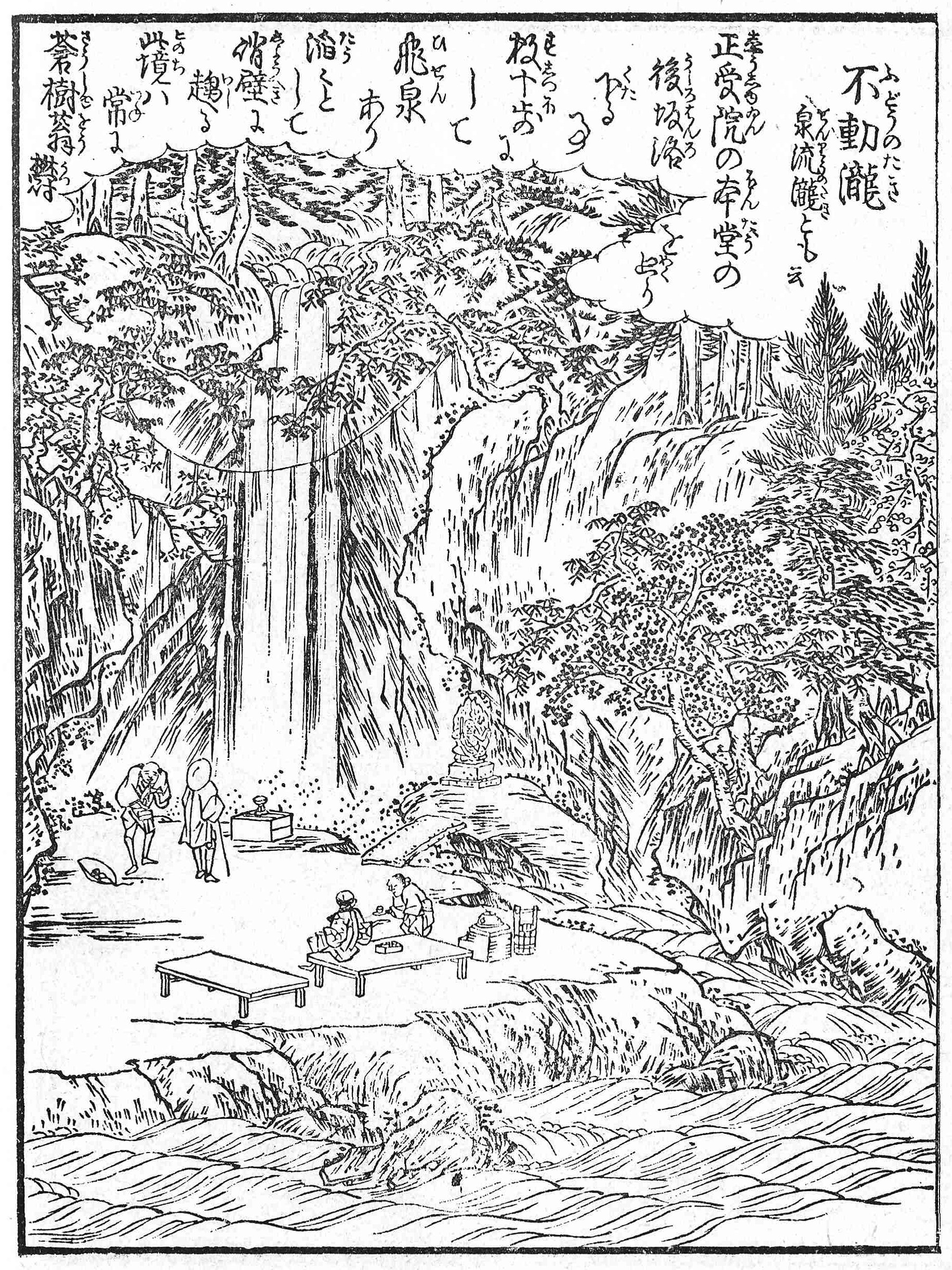
Fudō-Wasserfall im „Edo meisho zue“
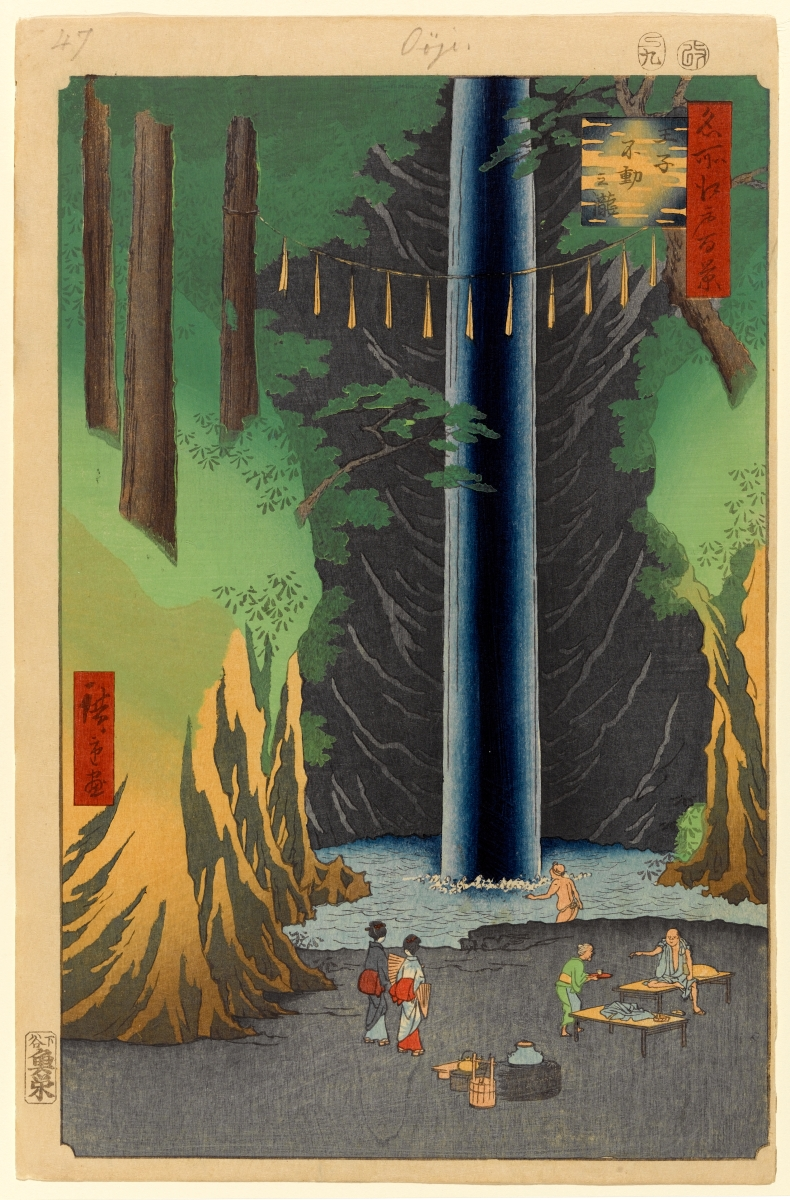
Fudō-Wasserfall

- (91) Der Fudō-Wasserfall in Ōji im heutigen Bezirk Kita hat seinen Namen vom Fudō-myōō, einer buddhistischen Gottheit. Darüber, wie der Wasserfall zu diesem Namen kam, gibt es verschiedene Erklärungen. Geschmückt ist er oben mit einem shimenawa, einem shintoistischen Symbol: In der Edo-Zeit gab es kaum Berührungsängste zwischen Buddhismus und Shintoismus. Der Wasserfall existiert heute nicht mehr.
- (97) Der alte Baum im Vordergrund des von van Gogh kopierten Pflaumengarten-Blattes war berühmt, weil ein großer Ast sich zu Boden senkte und sich dann wieder hob. Er war als der Sich hinstreckende Drache (臥龍, garyū) bekannt. Leider ging der Baum bei einem Hochwasser Anfang des 20. Jahrhunderts verloren.

## Die 119 Blätter

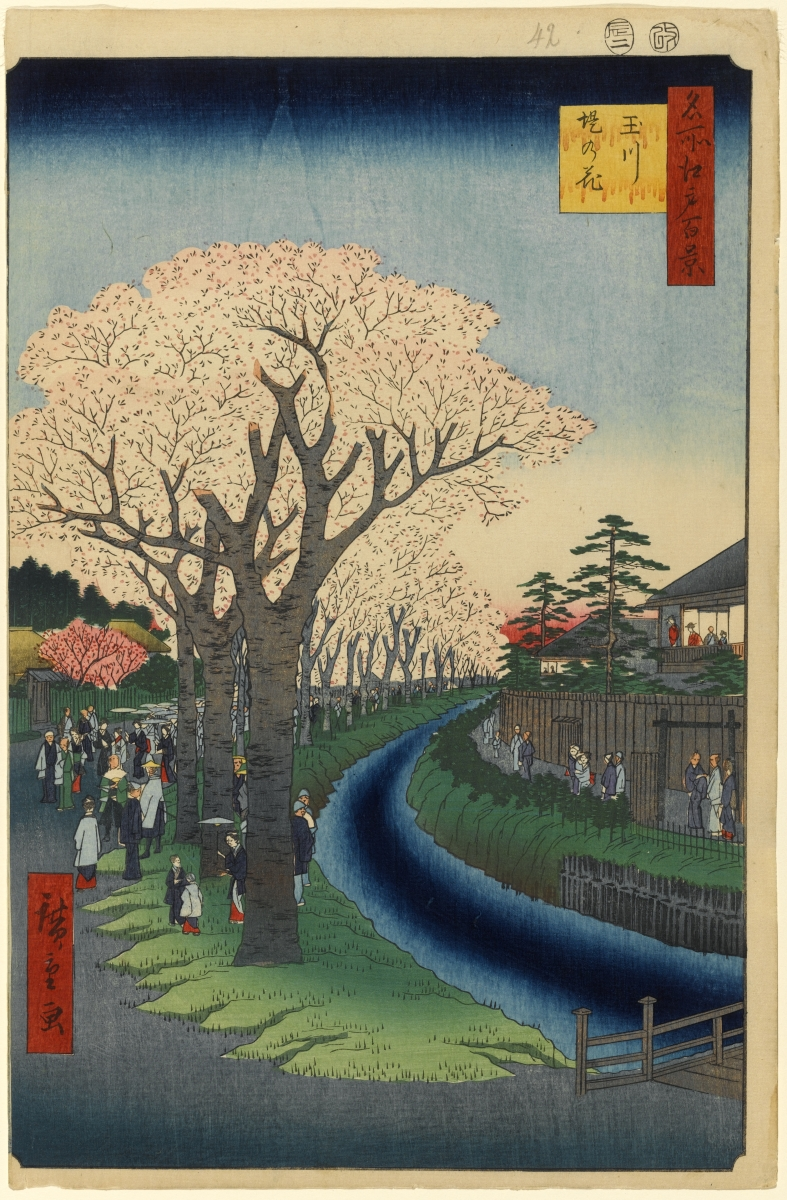
1. Kirschbäume am Tama-[Jōsui]-Deich [1856-02]
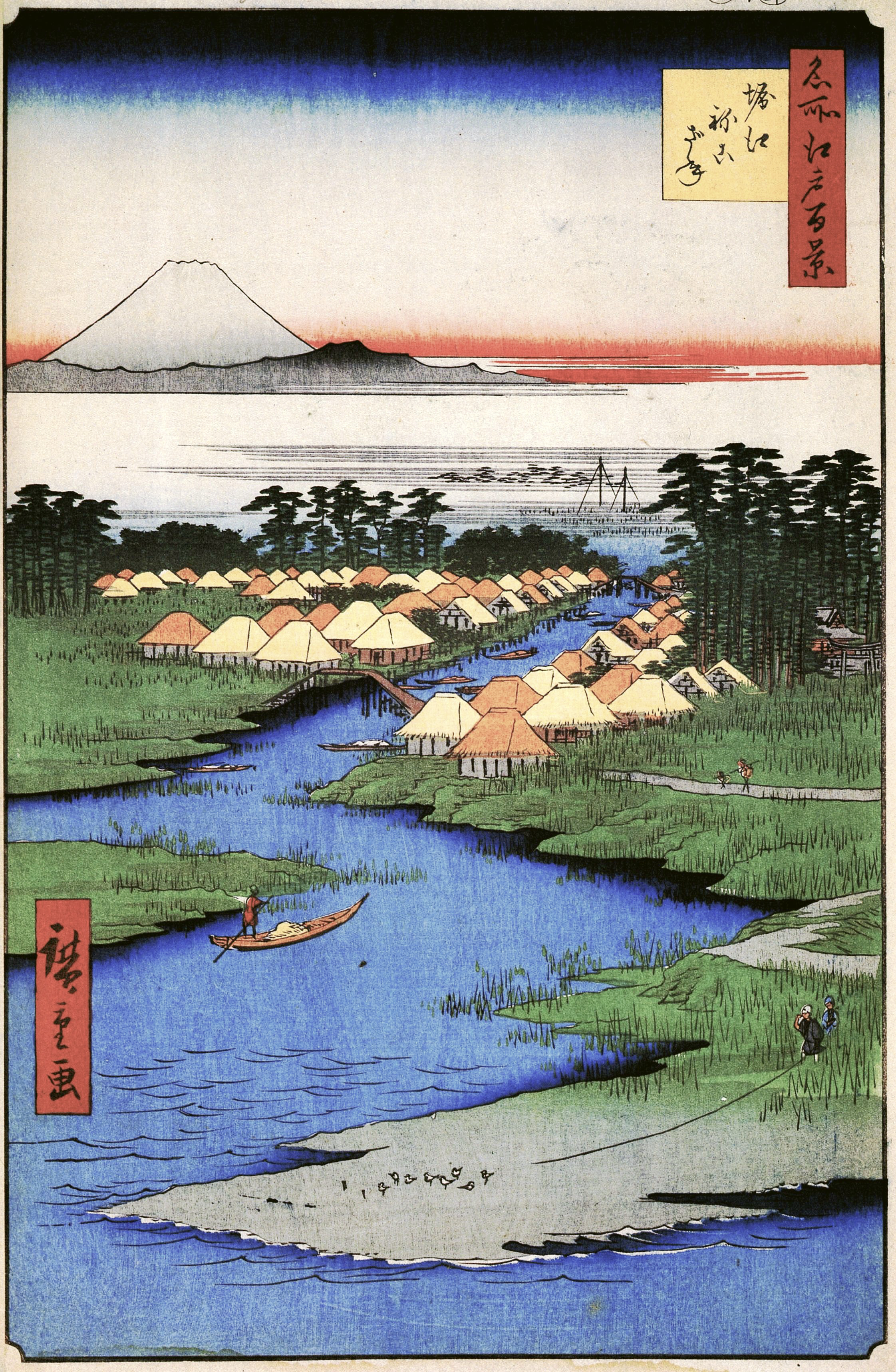
2. Horie und Nekozane
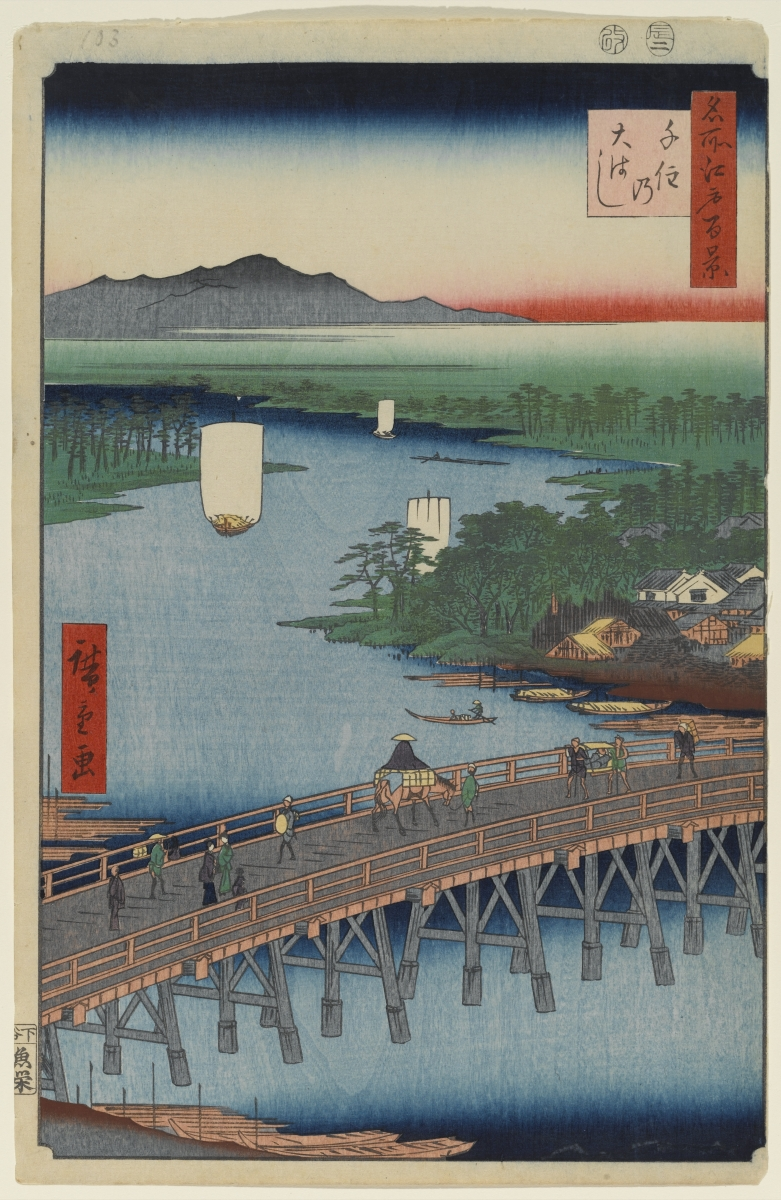
3. Senju Ōhashi
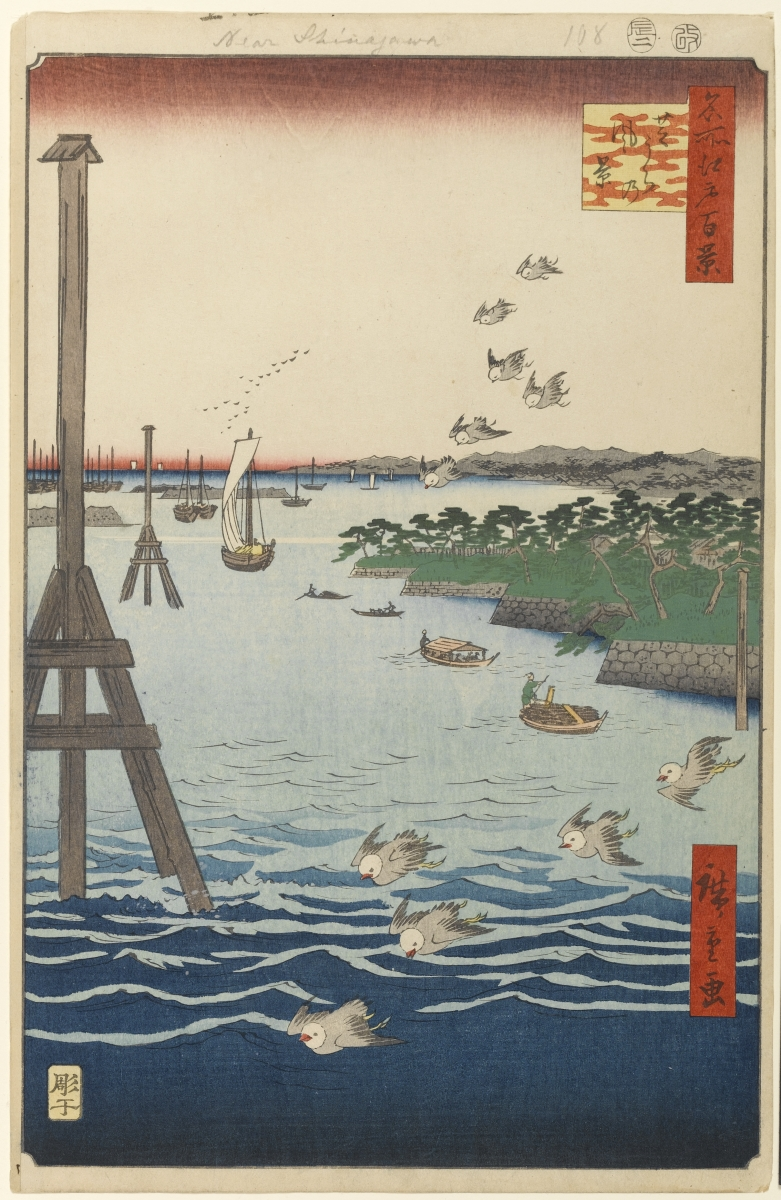
4. Shibaura
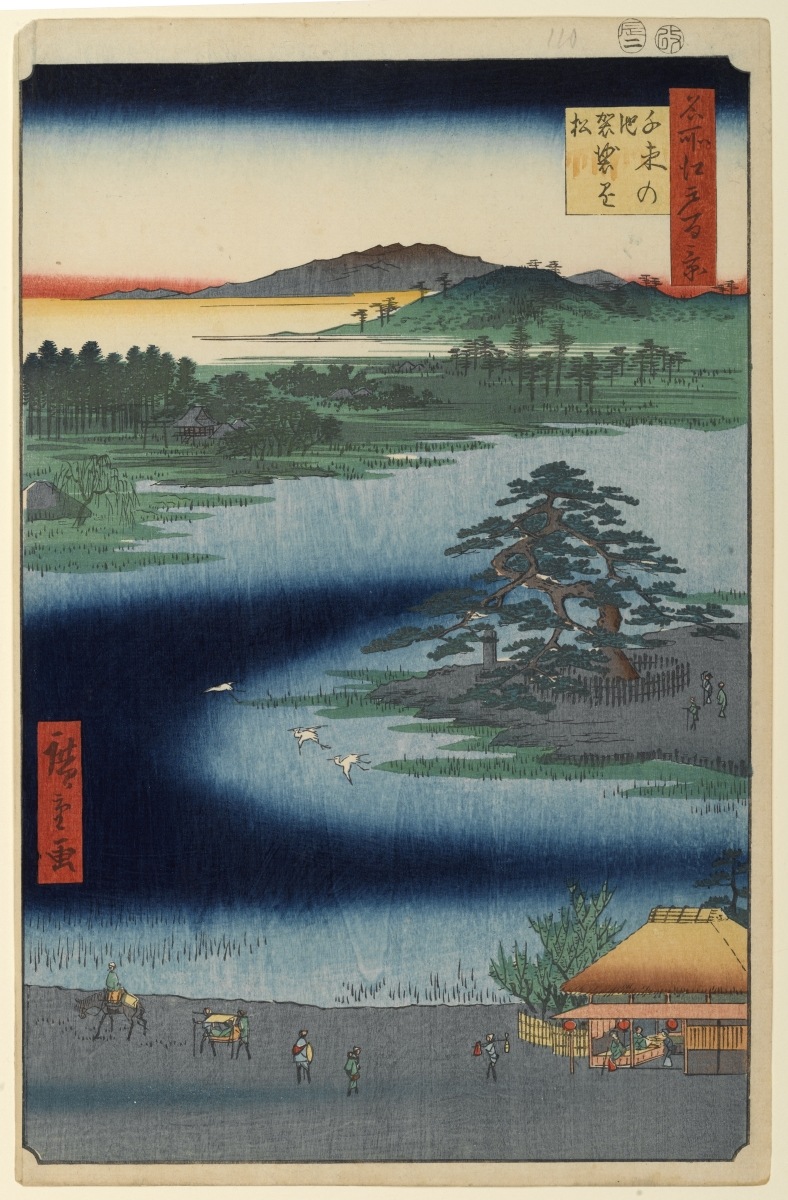
5. Kesakake-Kiefer am Senzoku-Teich
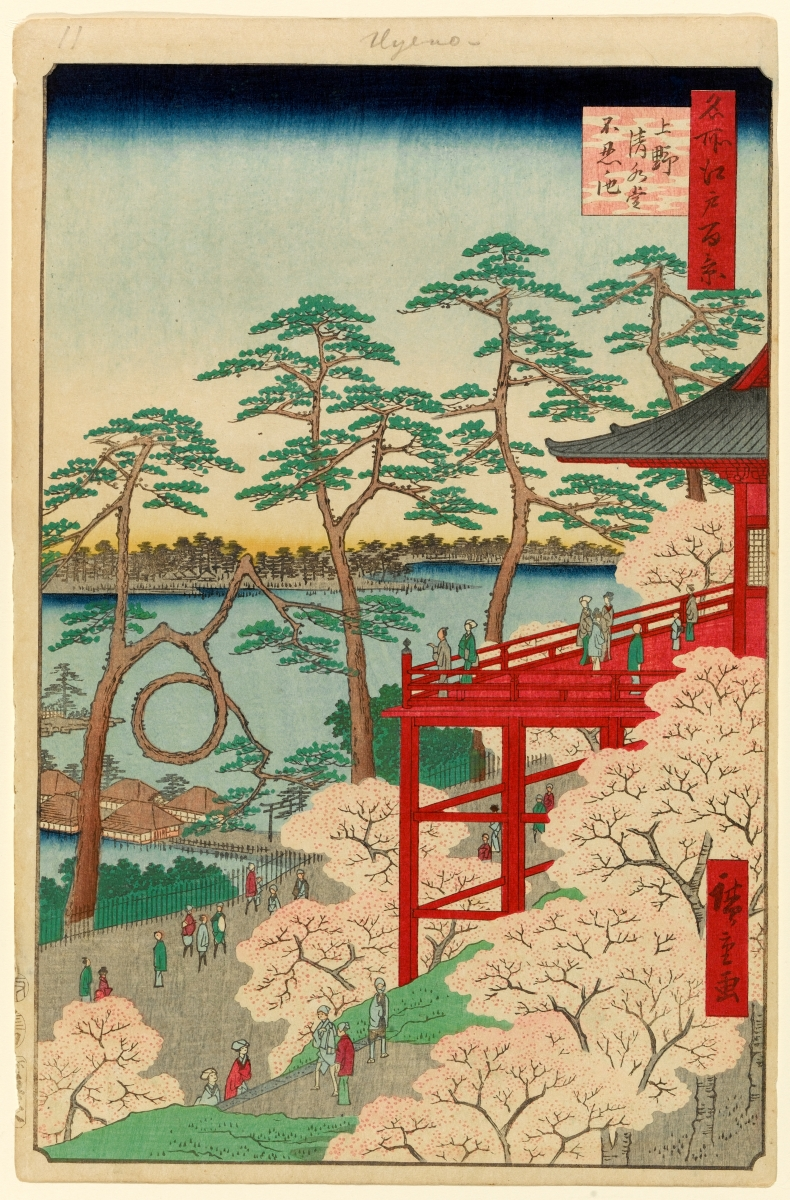
6. Ueno Kiyomizu-Tempel und Shinobazu-Teich [1856-04]
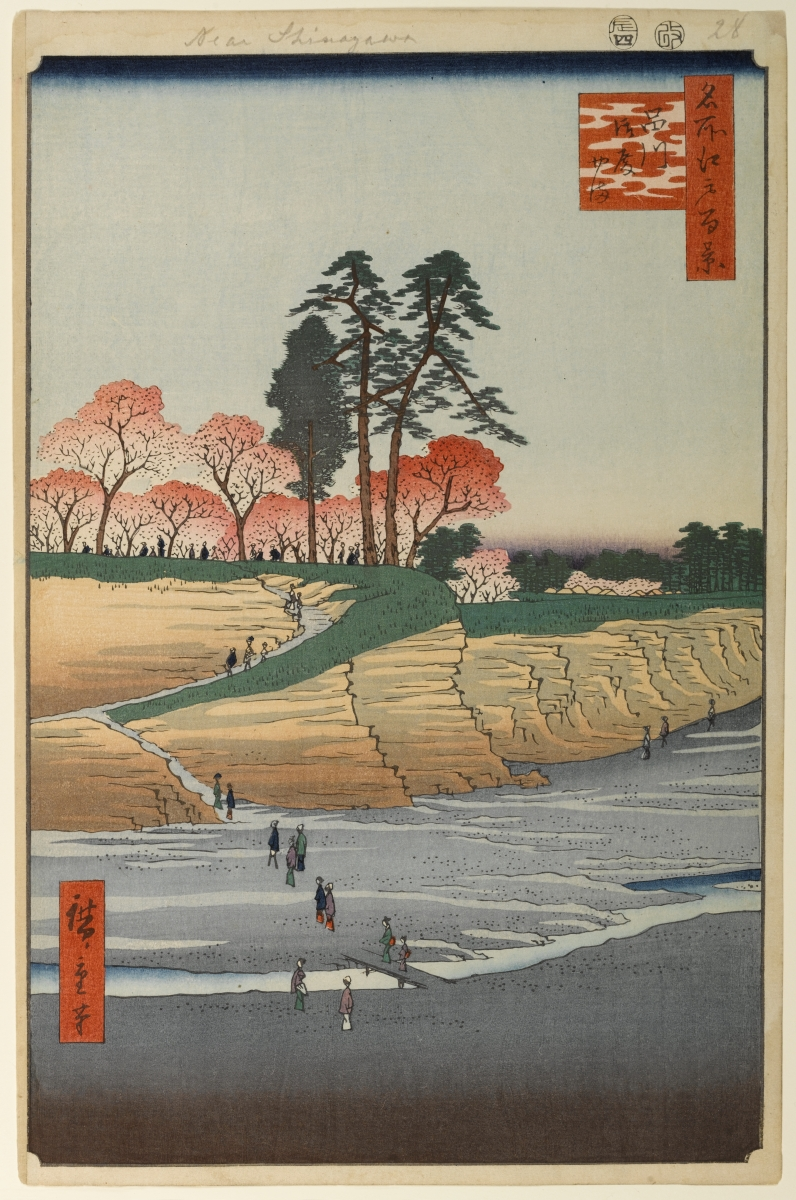
7. Gotenyama in Shinagawa
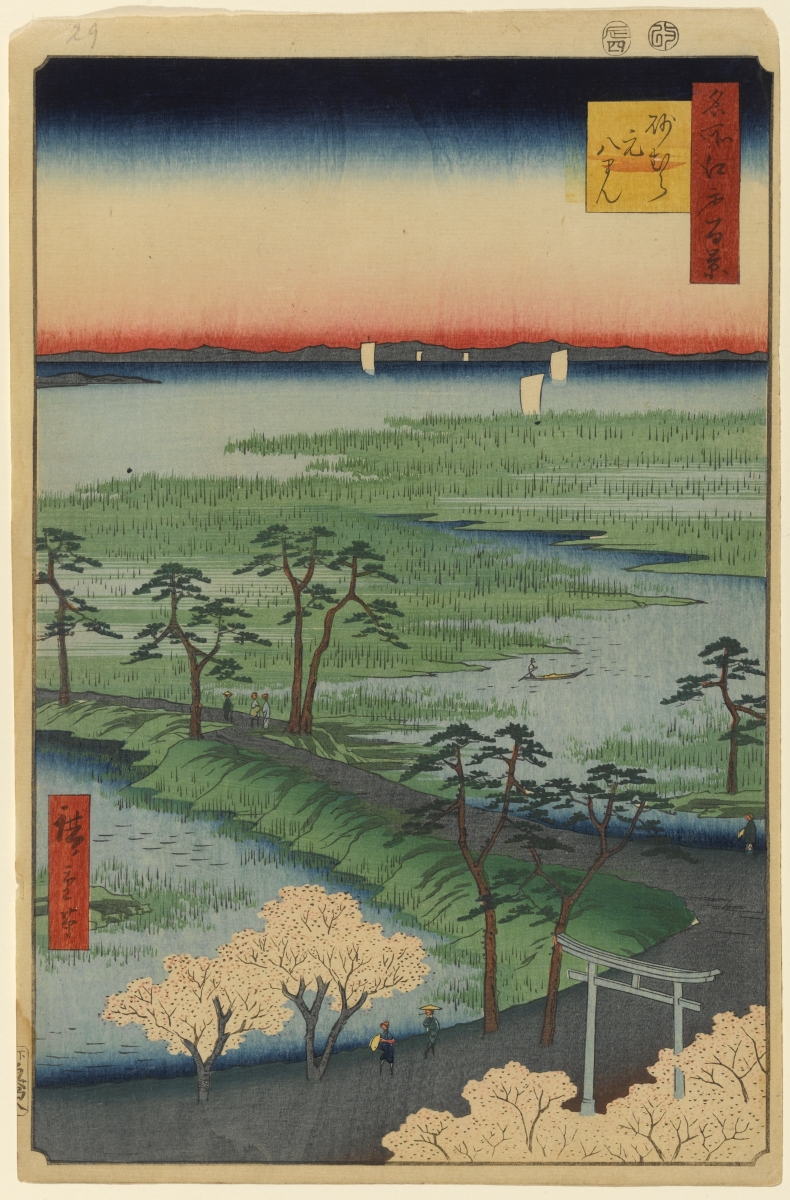
8. Moto-Hachiman bei Sunamura
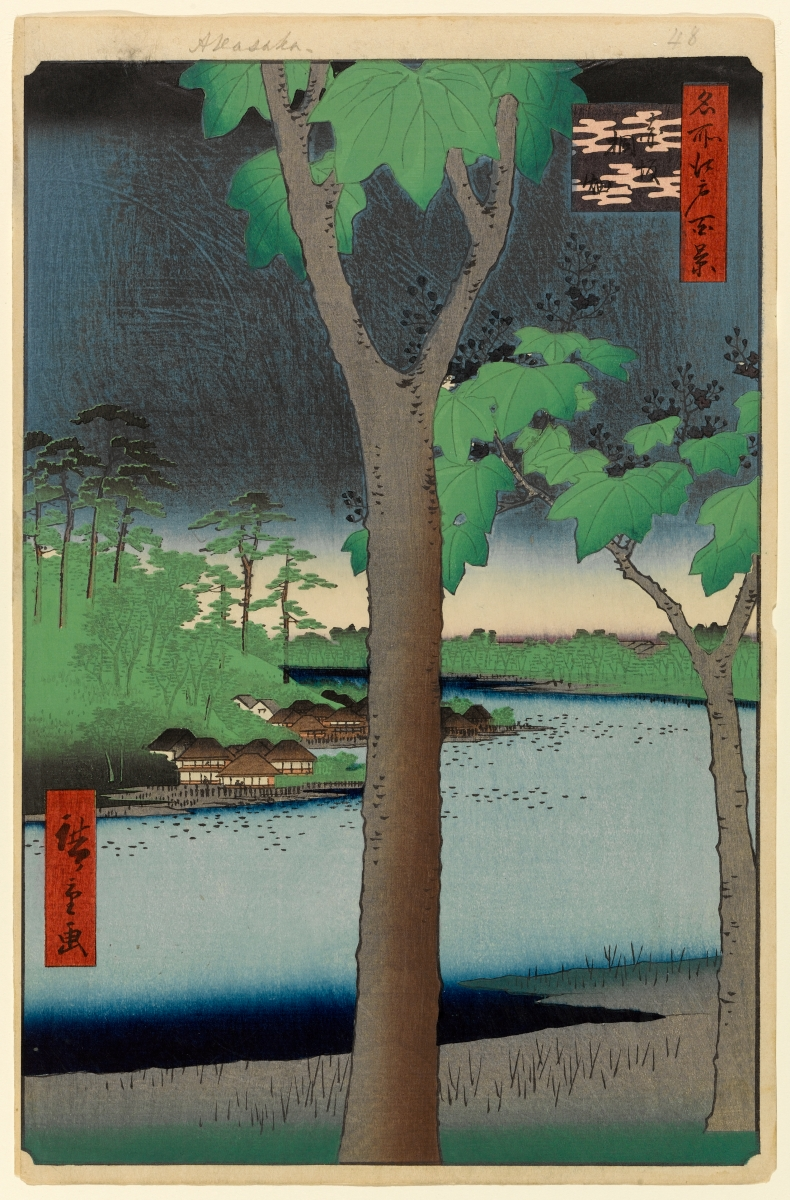
9. Paulownien in Akasaka
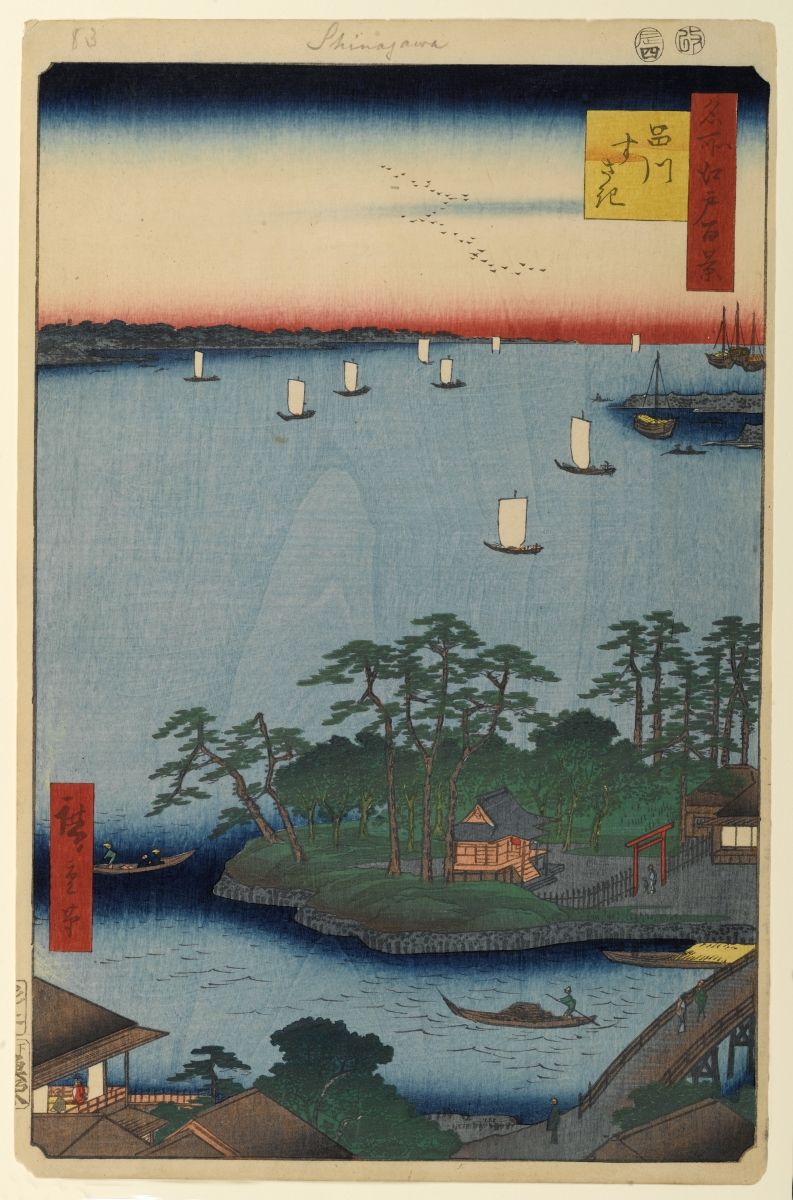
10. Susaki in Shinagawa
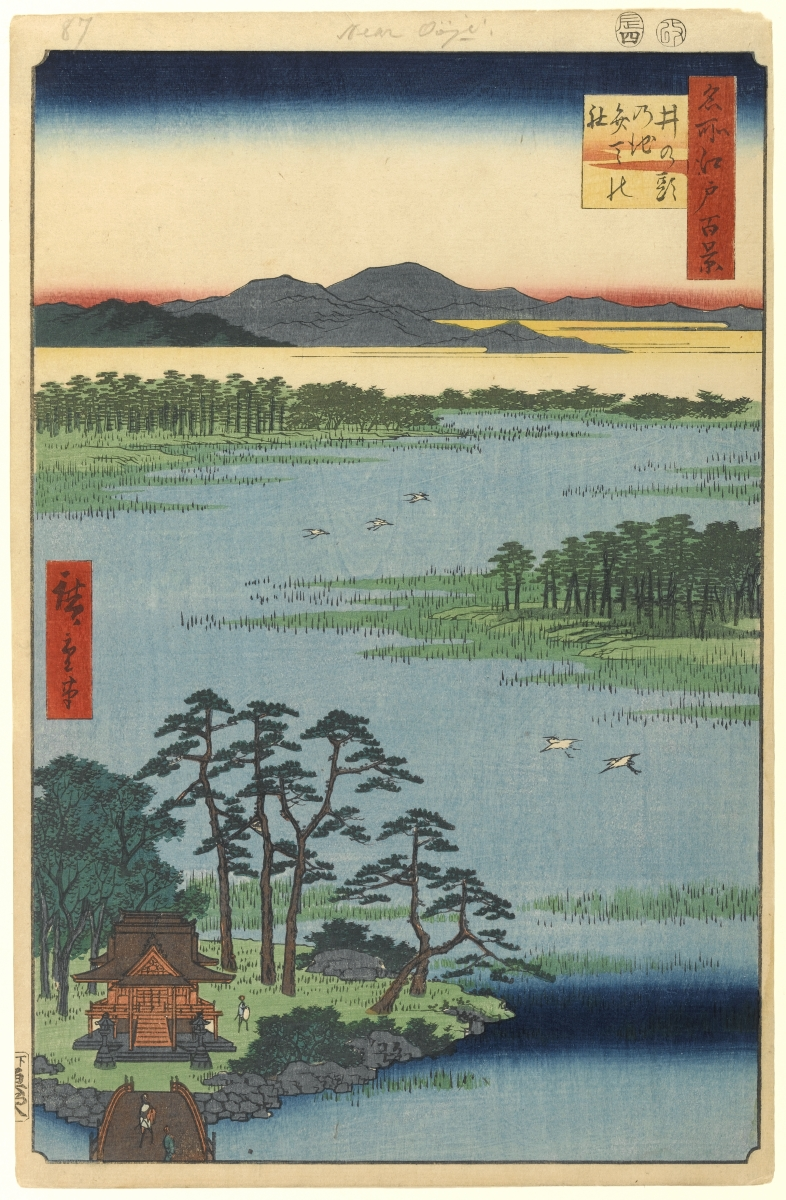
11. Benten-Schrein am Inokashira-Teich
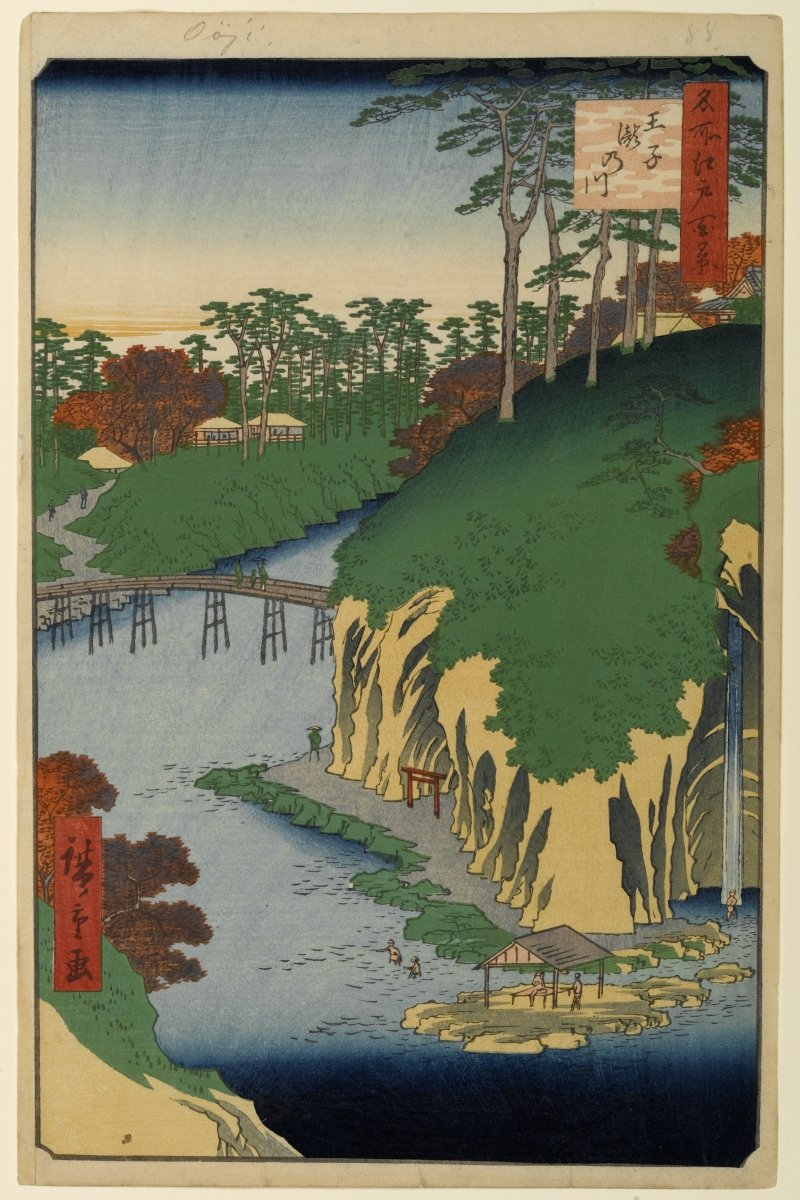
12. Taki-no-gawa in Ōji
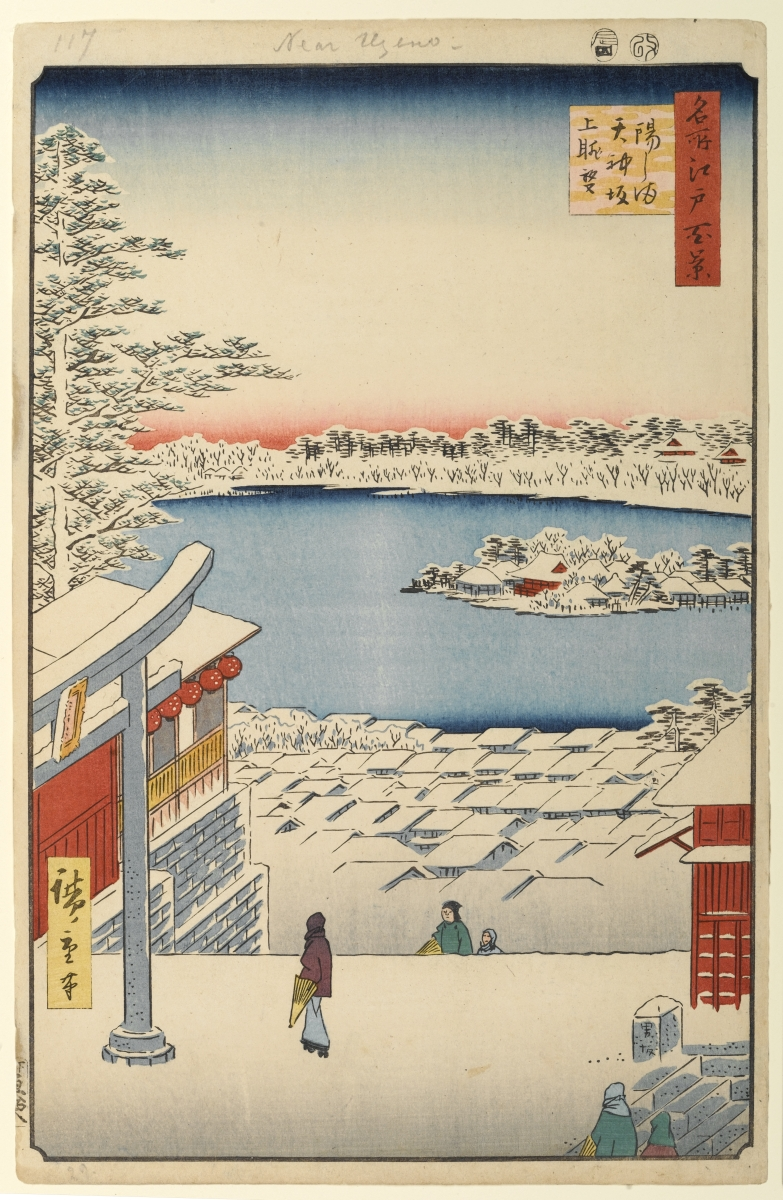
13. Blick vom Yushima-Tenjin-Schrein
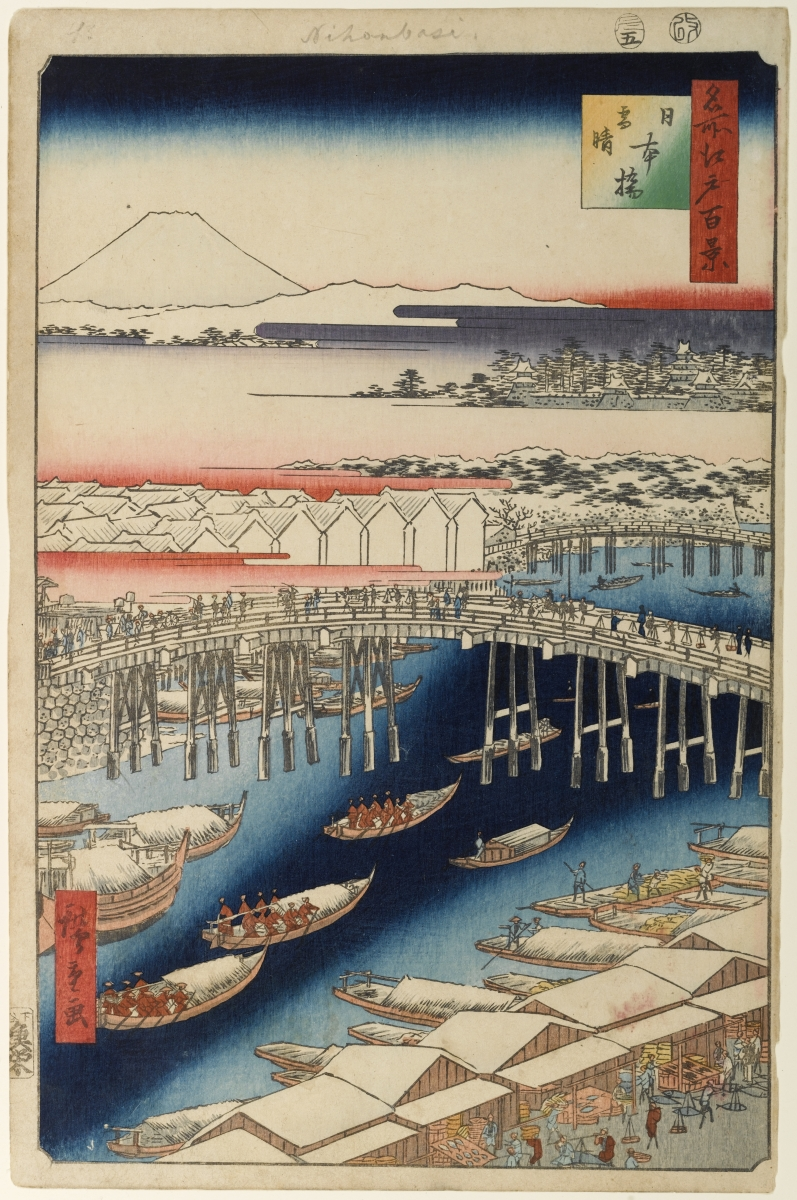
14. Nihonbashi im Schnee bei klarem Wetter [1856-05]
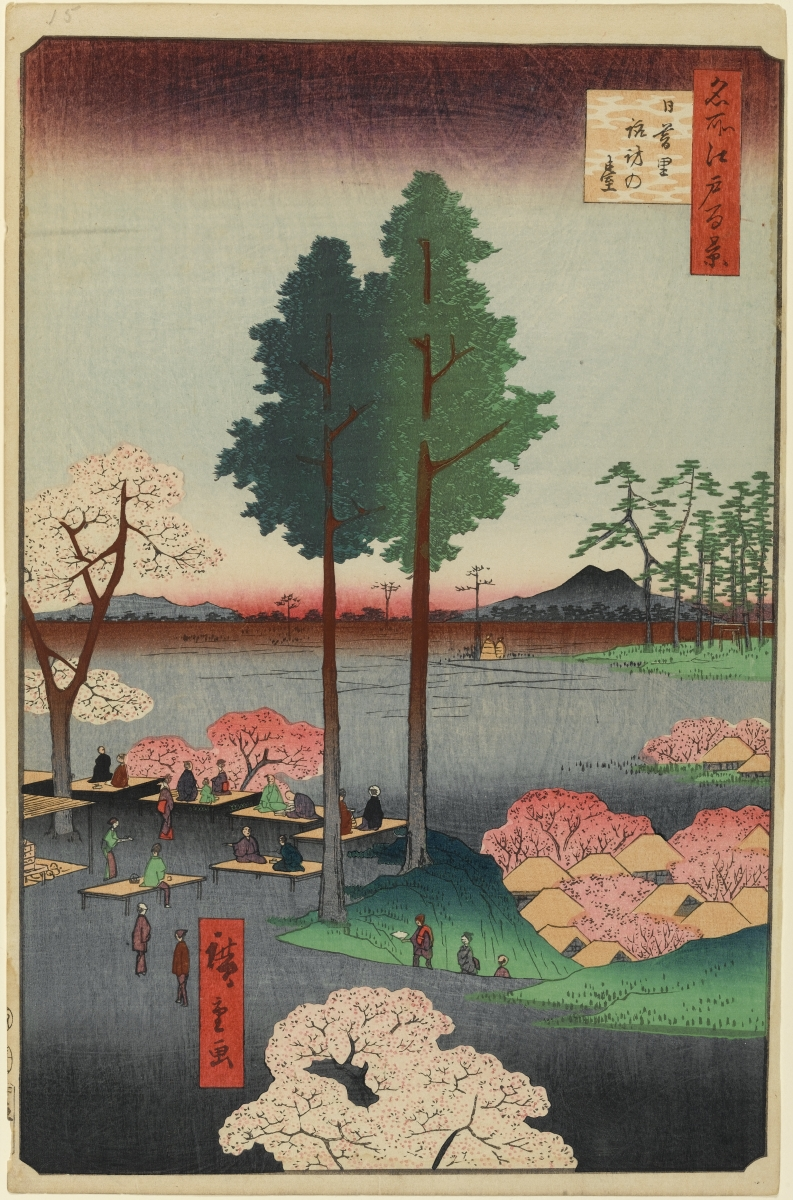
15. Suwanodai in Nippori
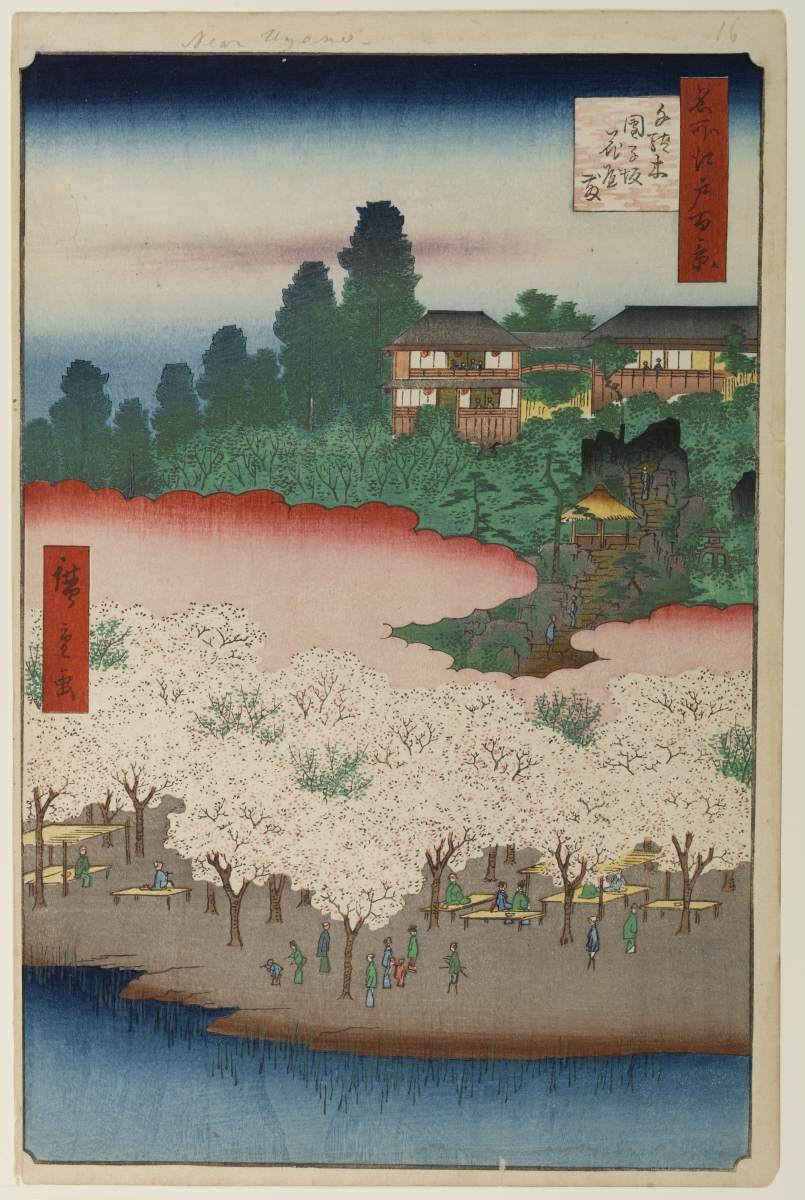
16. Kirschen am Dangosaka in Sendagaya
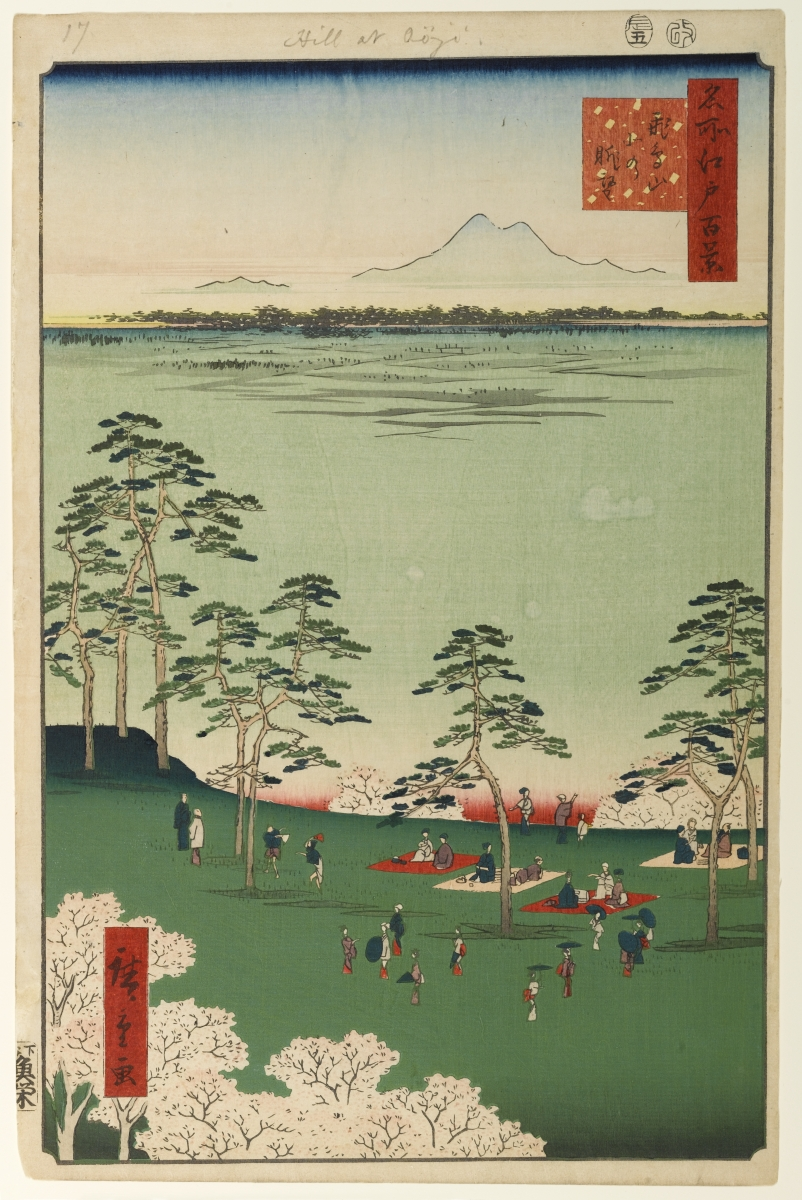
17. Blick vom Asukayama nach Norden
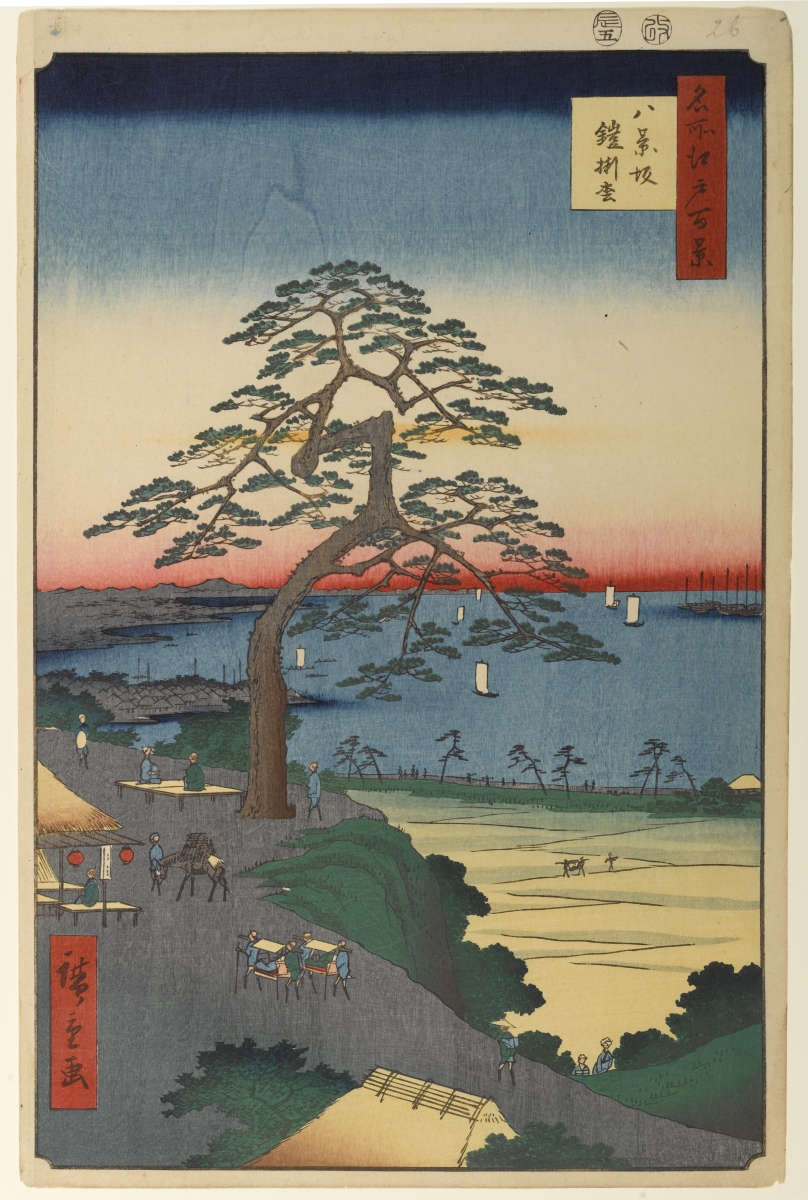
18. Yoroikake-Kiefer am Hakkeizaka
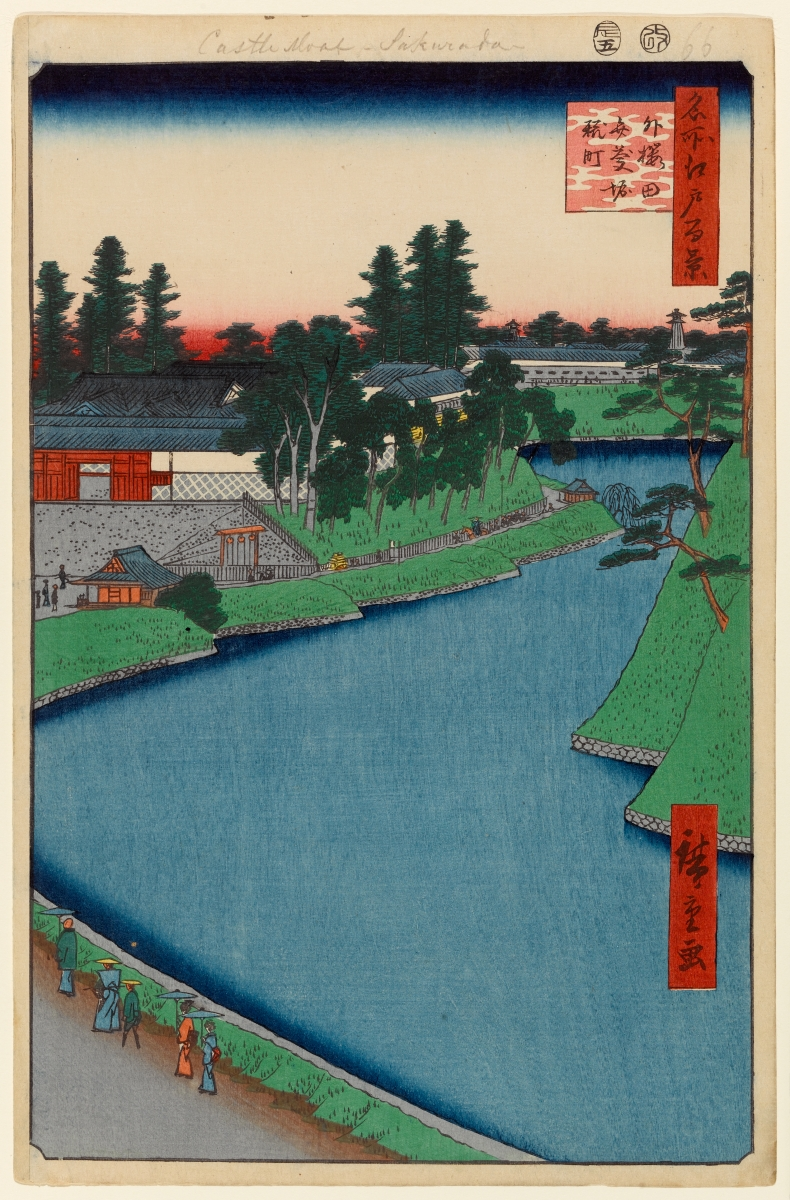
19. Benkei-Graben und Kōjimachi in Soto-Sakurada
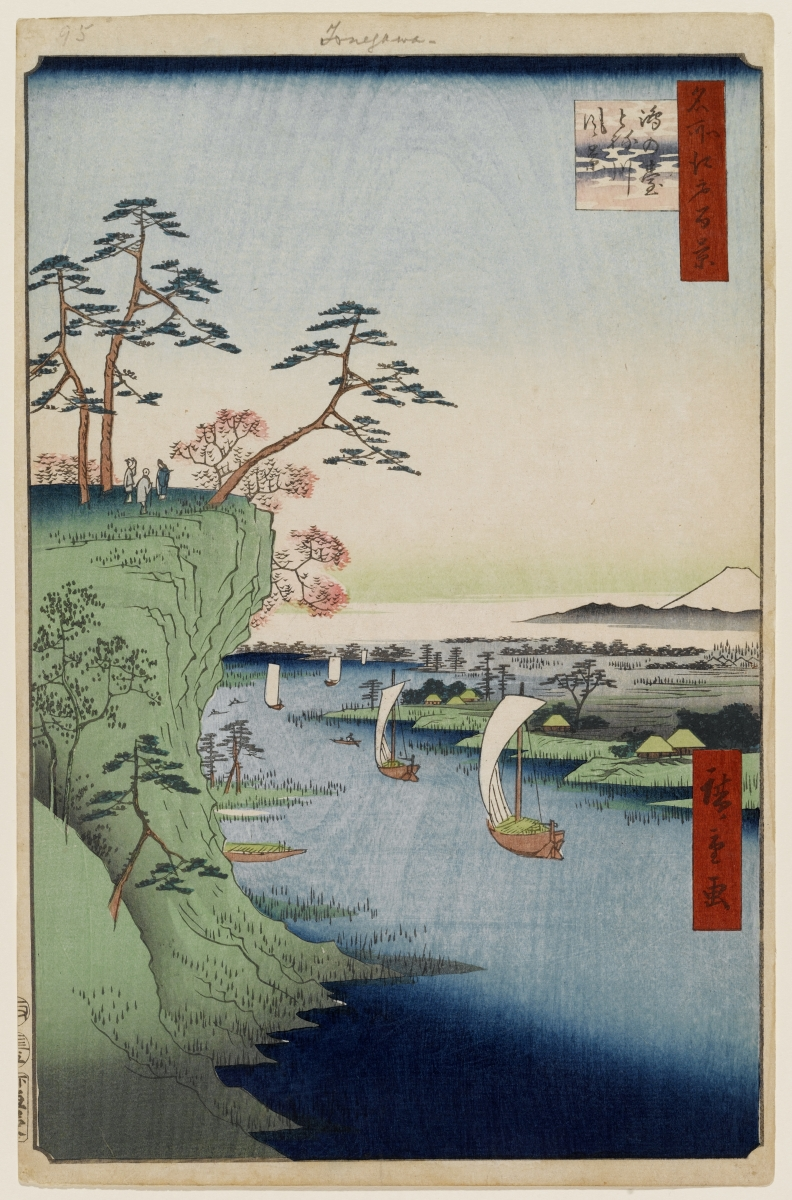
20. Landschaft am Tonegawa mit dem Storchenhügel
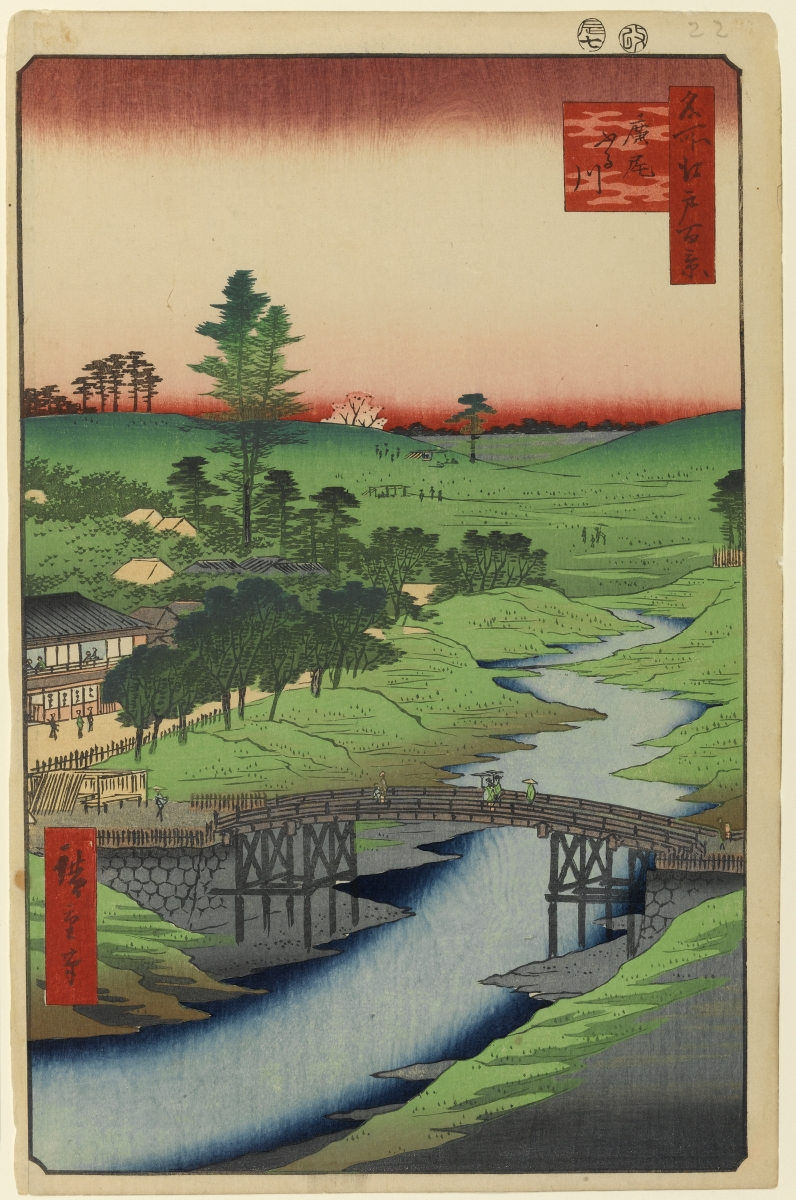
21. Furu-kawa in Hiroo [1856-07]
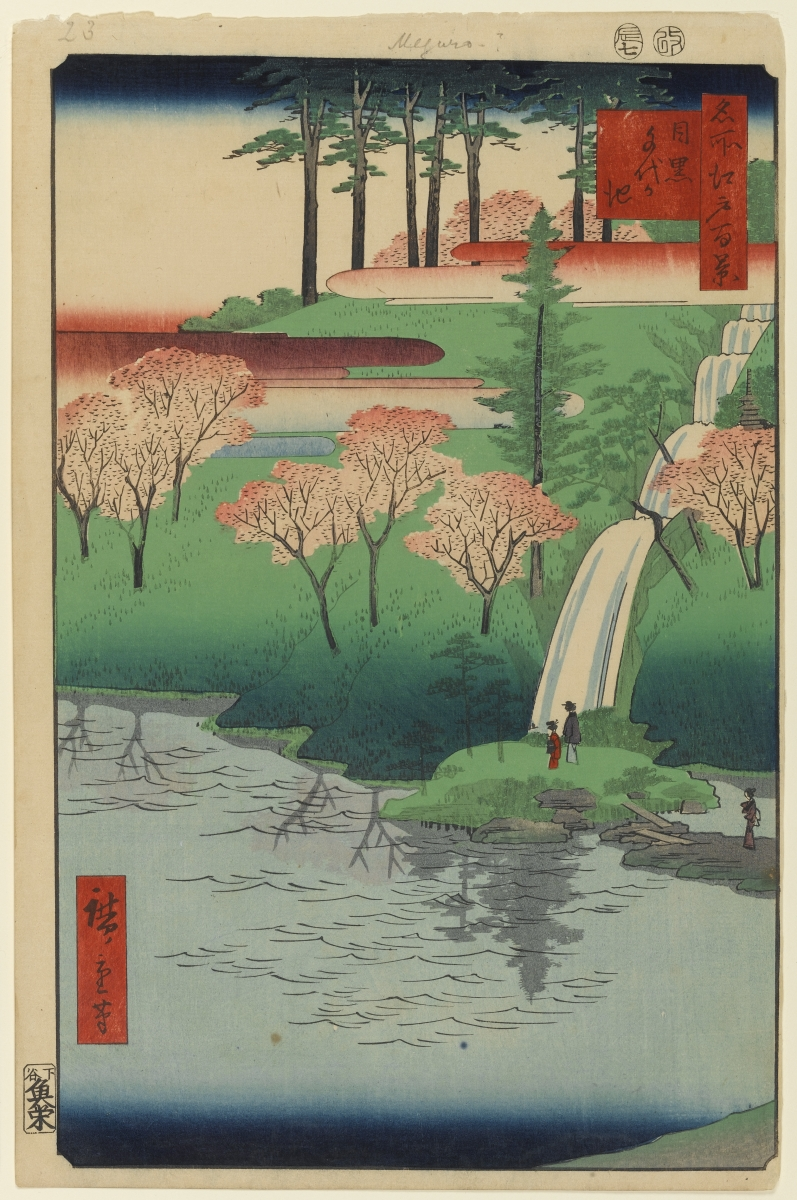
22. Chiyo-Teich in Meguro
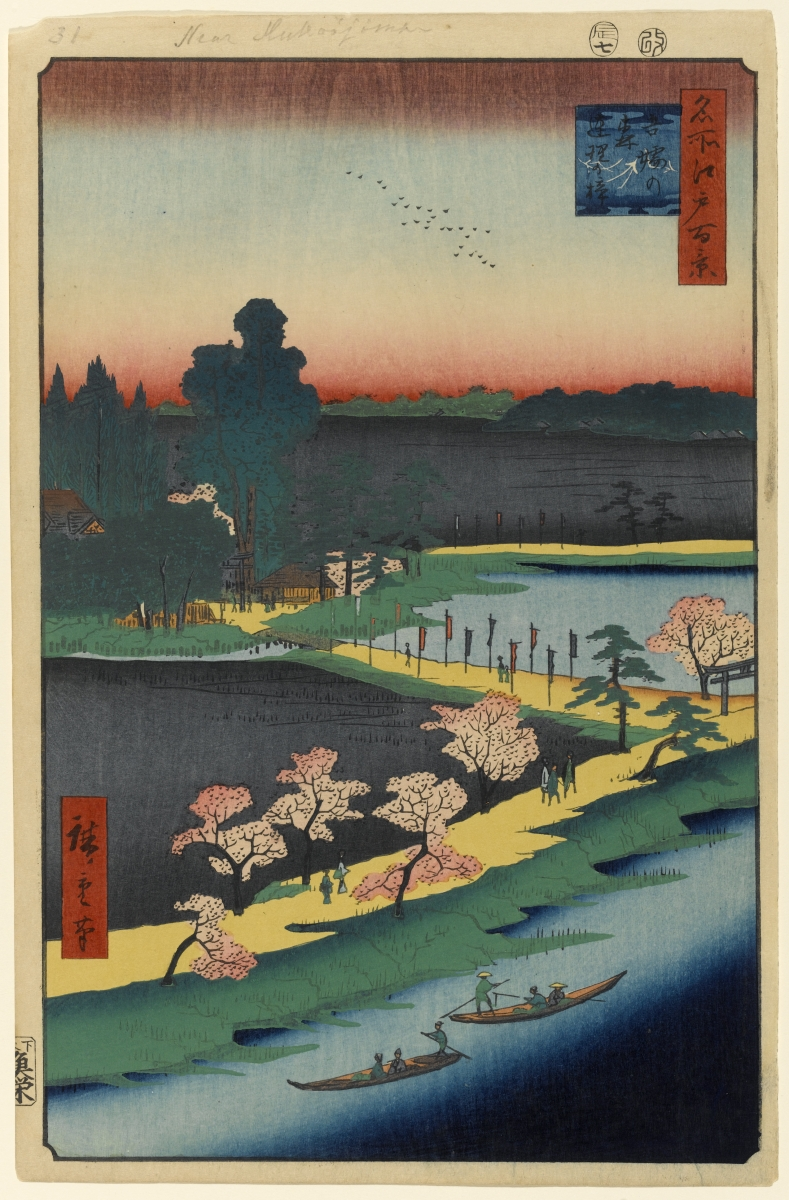
23. Renrin-no-Azusa Baum im Azuma-Wäldchen
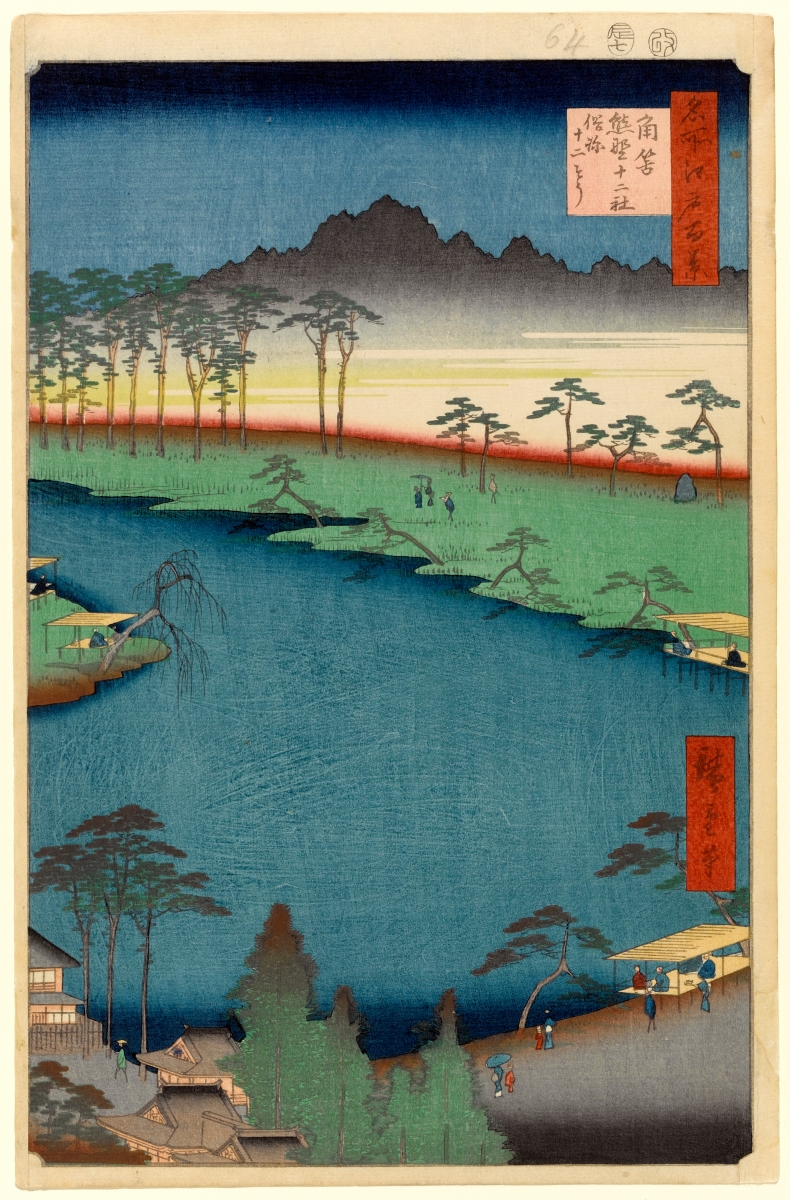
24. 12 Kumano-Schreine bei Tsunohazu, gewöhnlich Jūnisō genannt
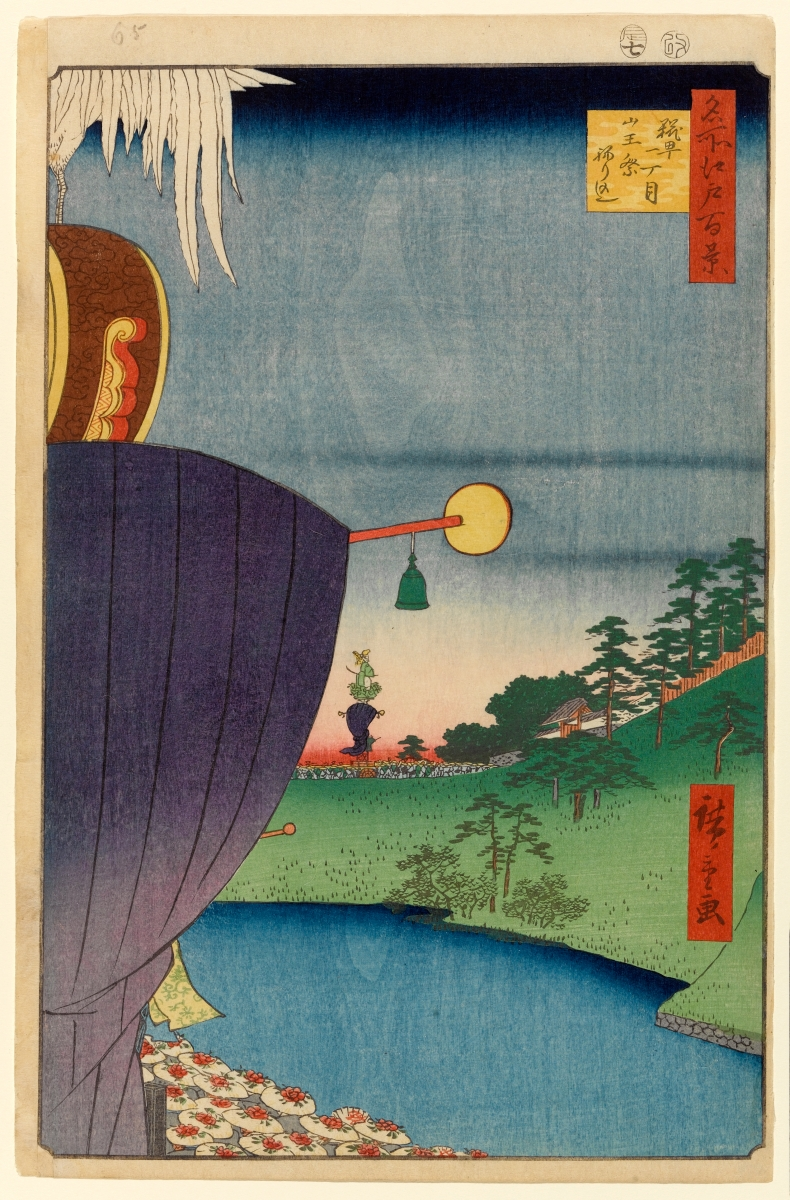
25. Großes Sannō-Fest in Kōjimachi 1-chome
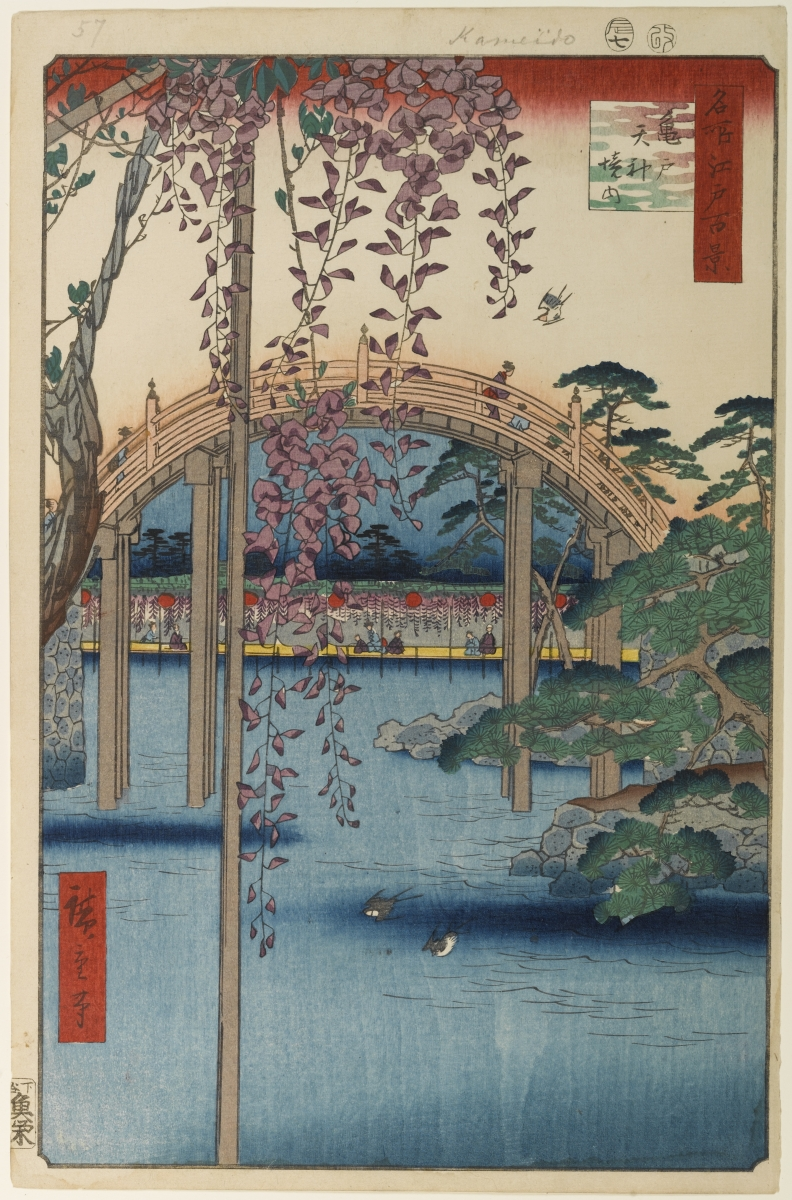
26. Auf dem Gelände des Kameido-Tenjin-Schreins
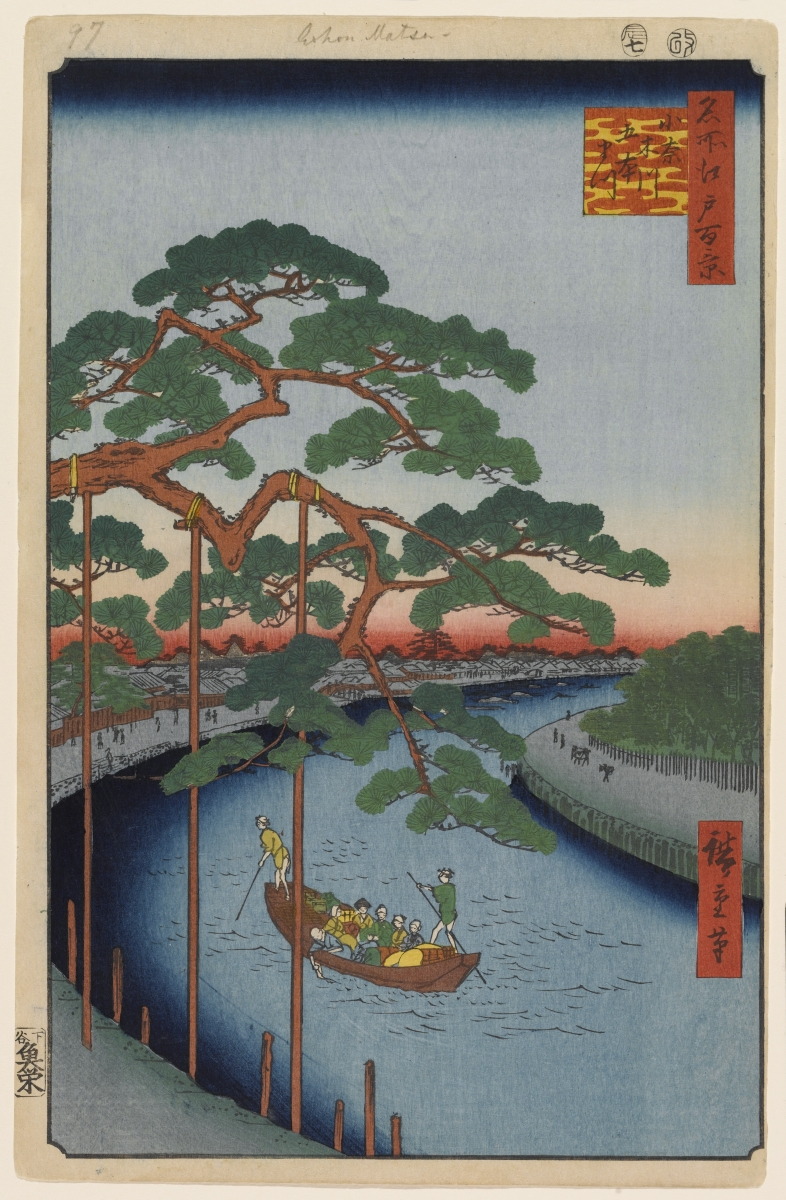
27. Fünf Kiefern am Konagi-Kanal
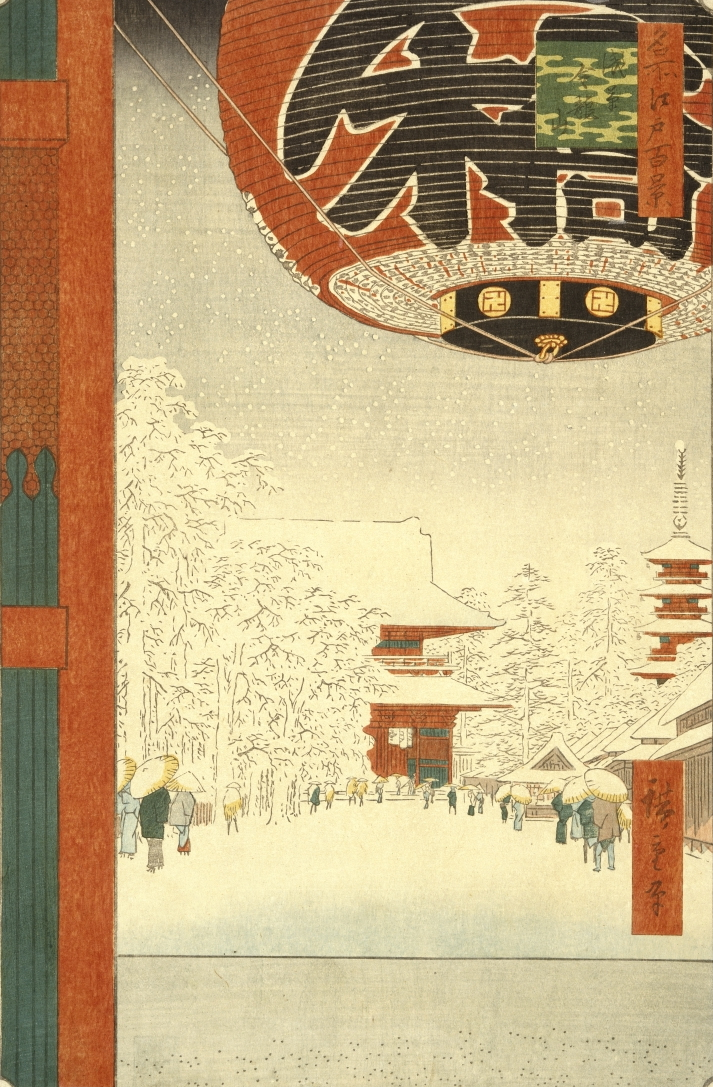
28. Kinryūsan in Asakusa
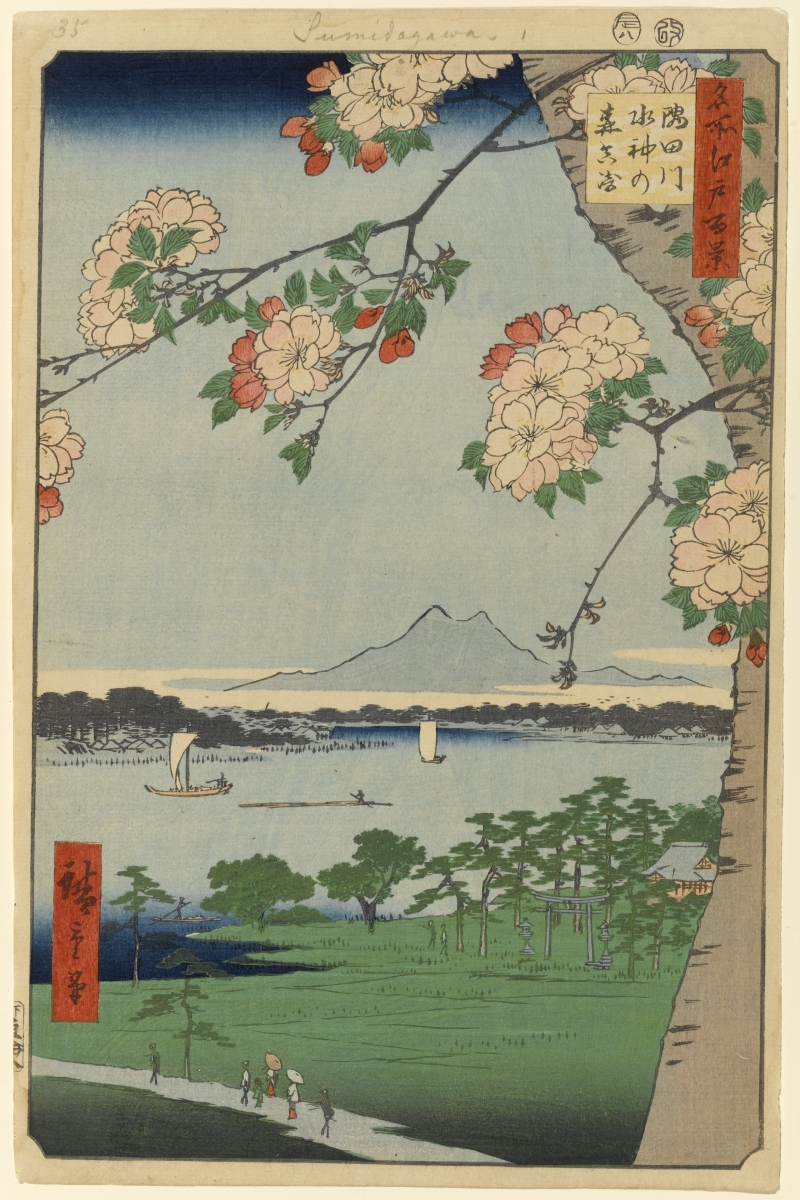
29. Masaki- und Suijin-Wäldchen am Sumidagawa [1856-08]
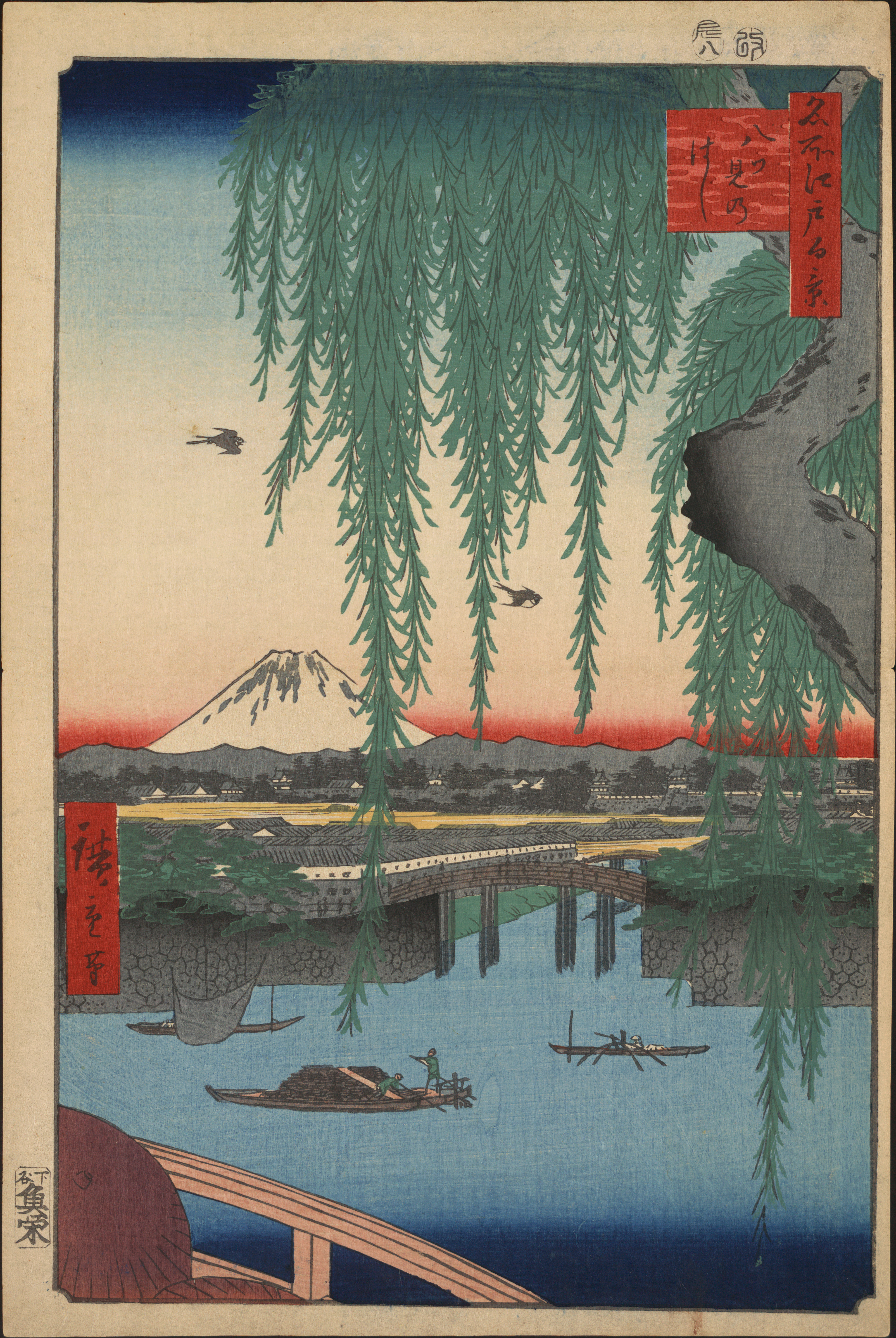
30. Yatsumi-hashi
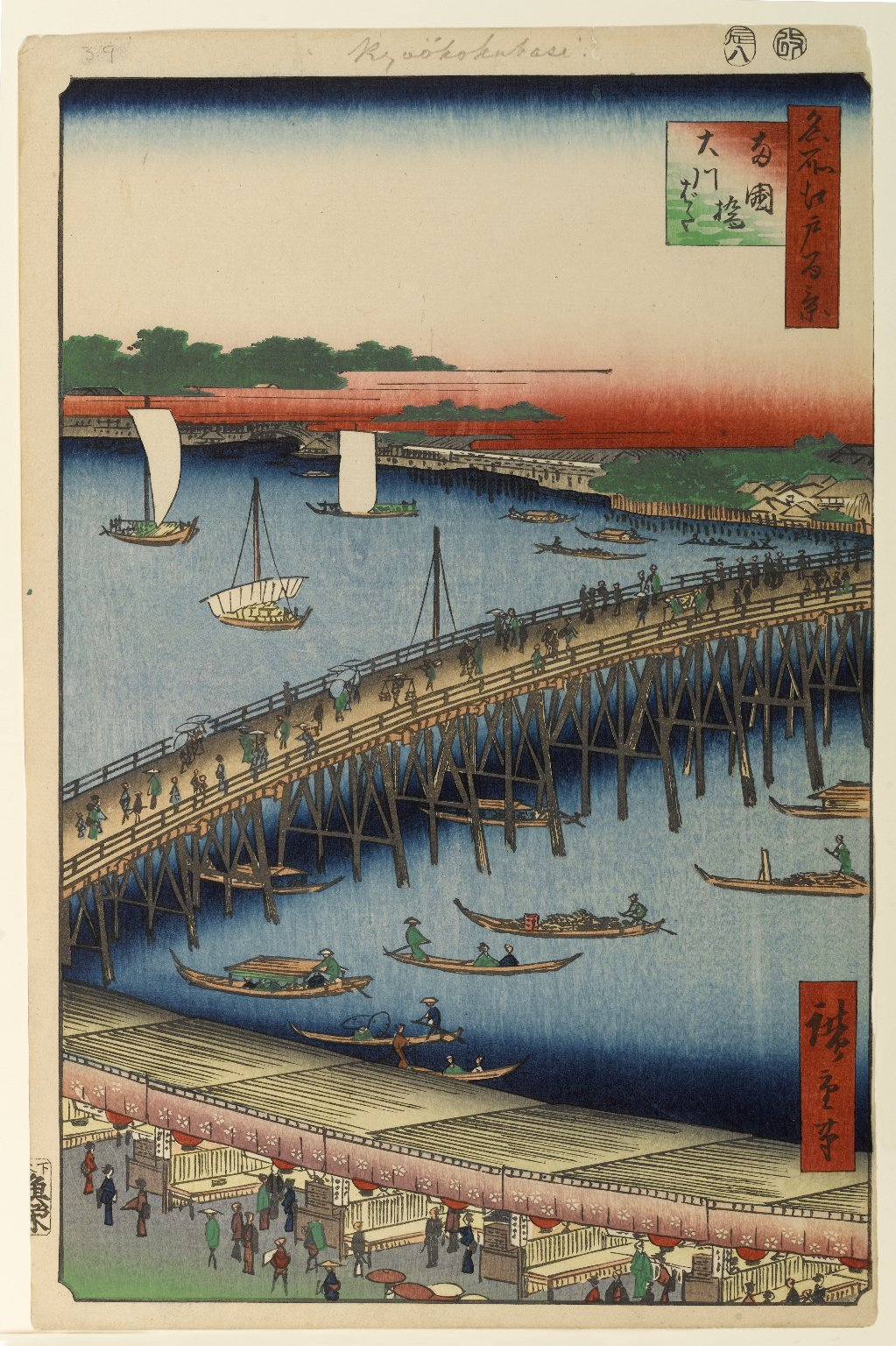
31. Ryōgoku-hashi und Ufer des Sumidagawa
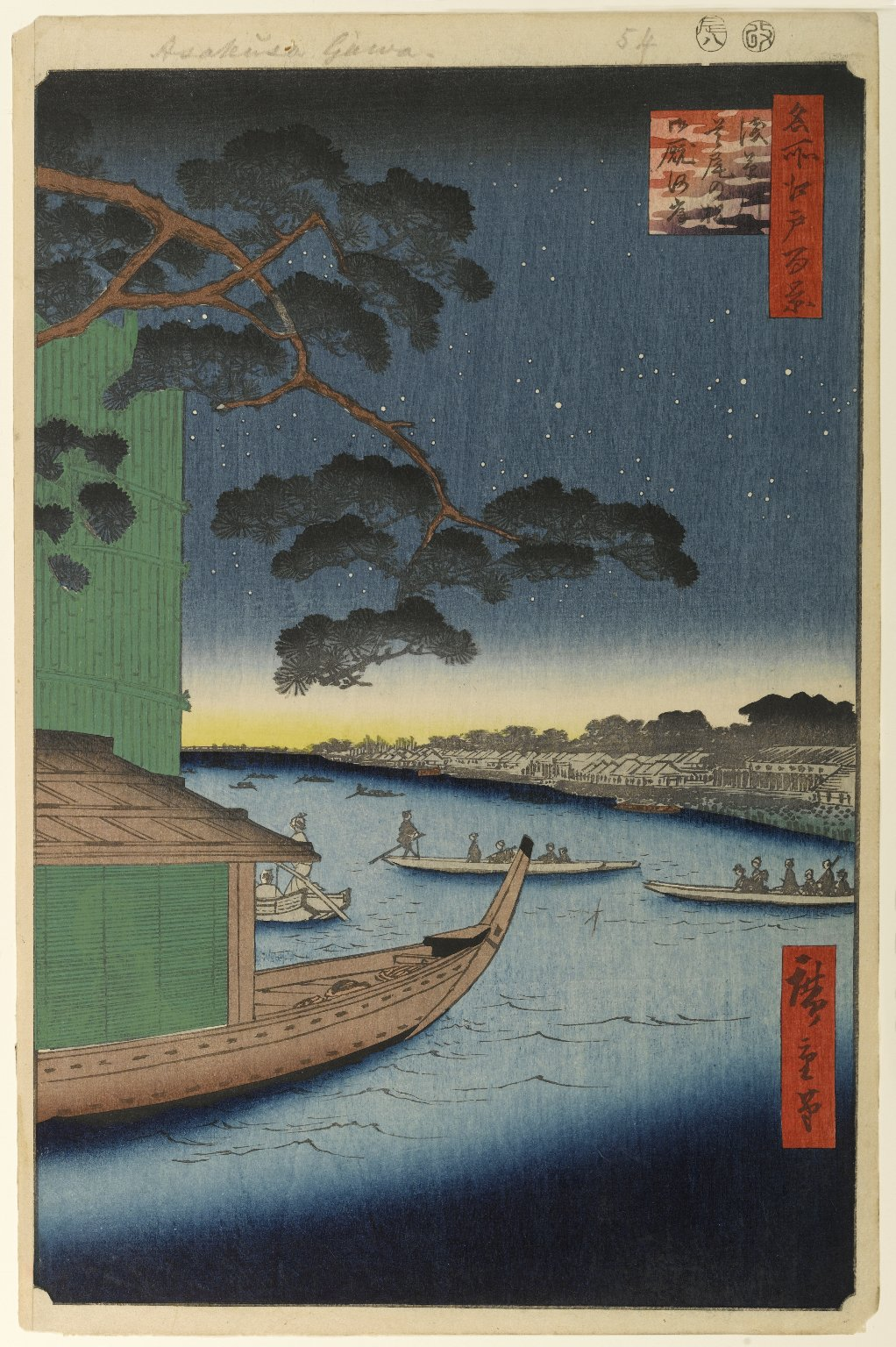
32. Die Shubi-Kiefer am Ommaya-Ufer des Sumidagawa
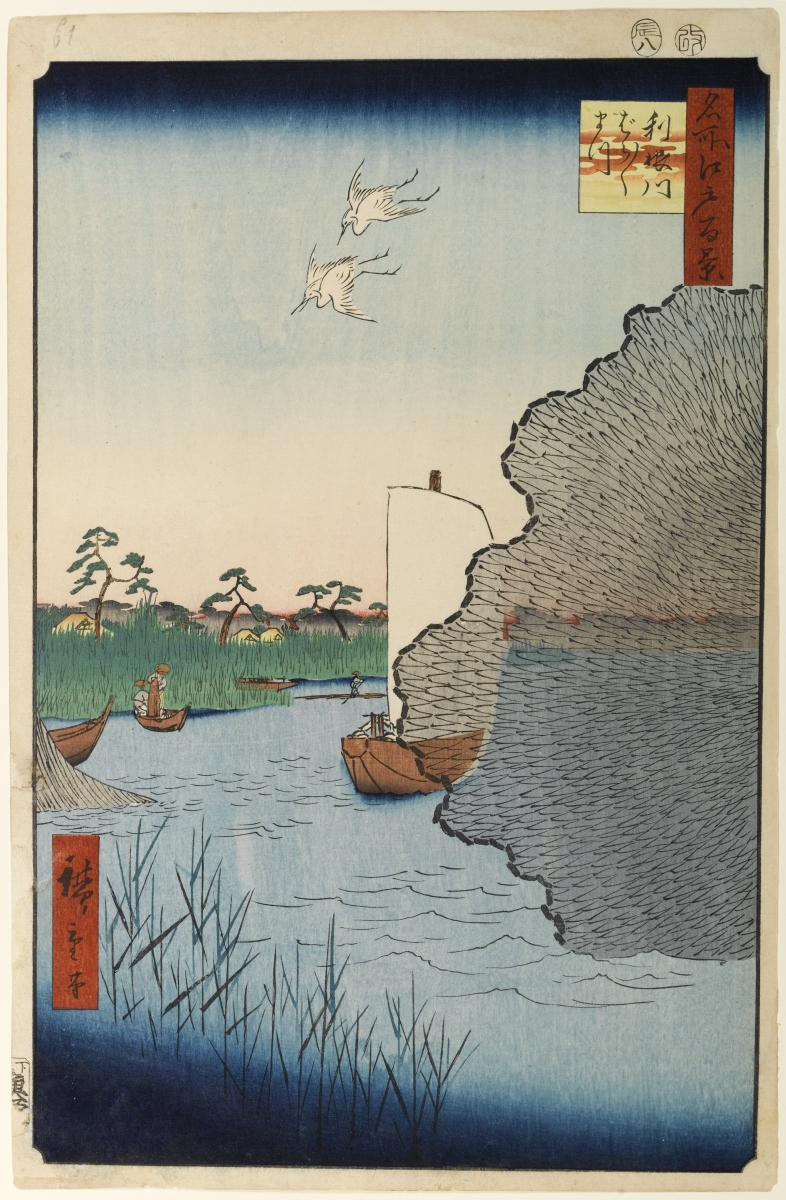
33. Verstreute Kiefern am Tonegawa
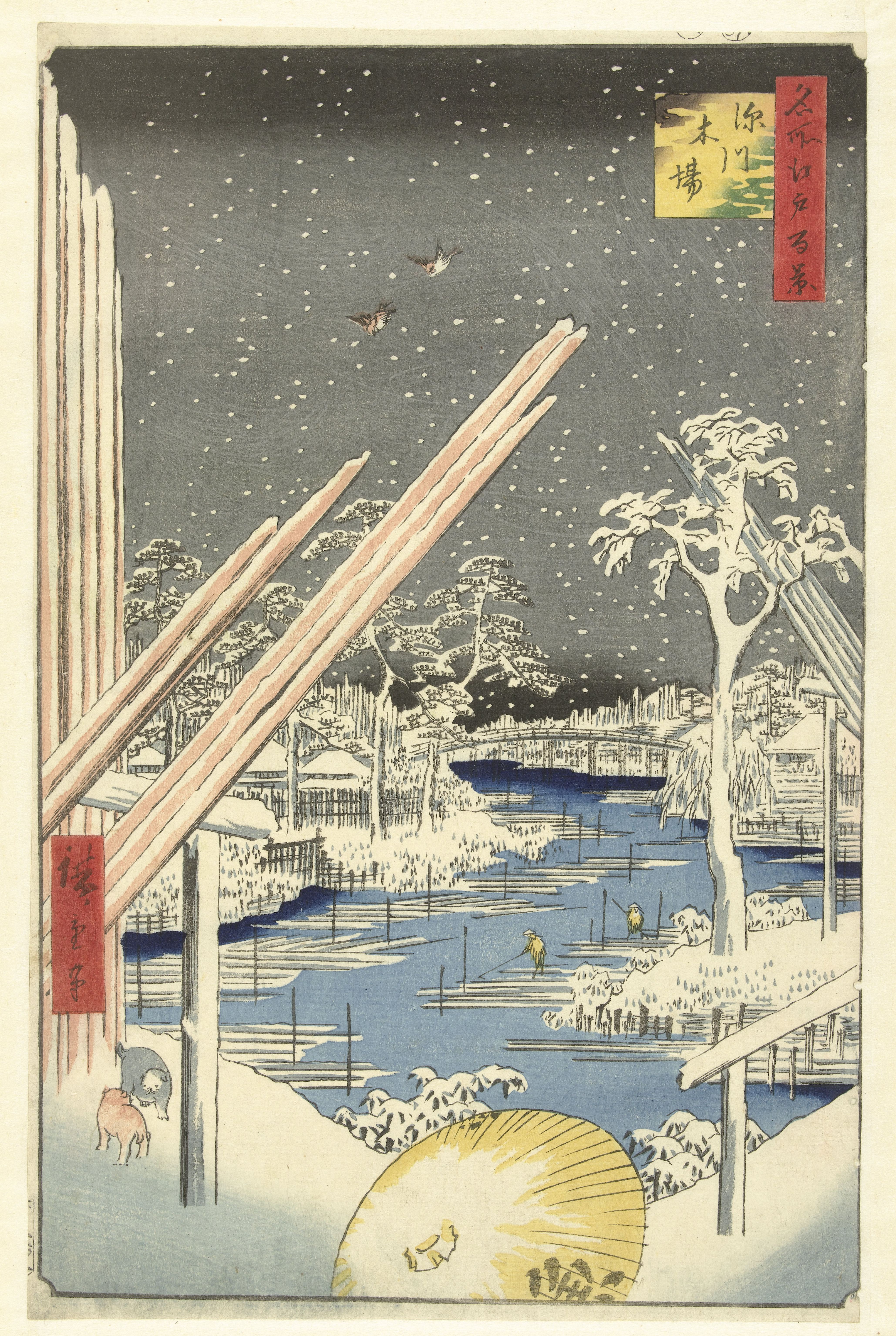
34. Holz-Stapelplatz am Fukagawa
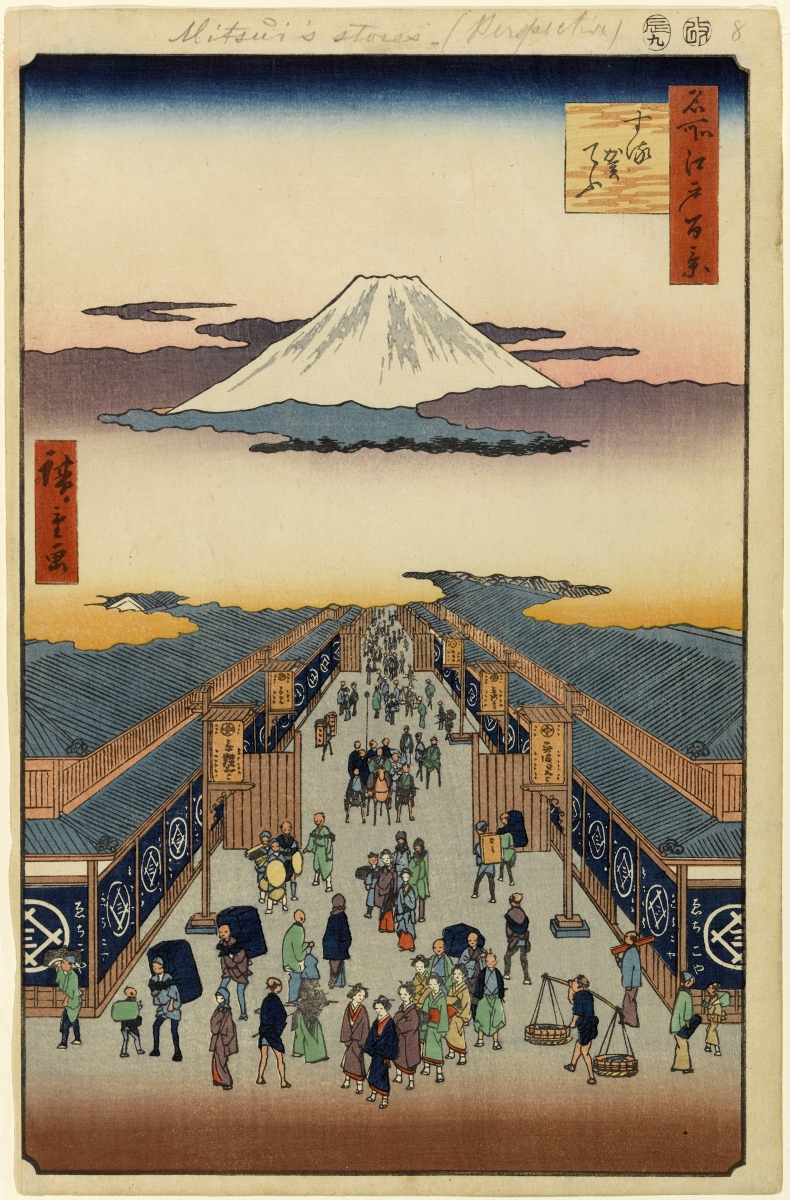
35. Suruga-chō (Läden von Mitsui) [1856-09]
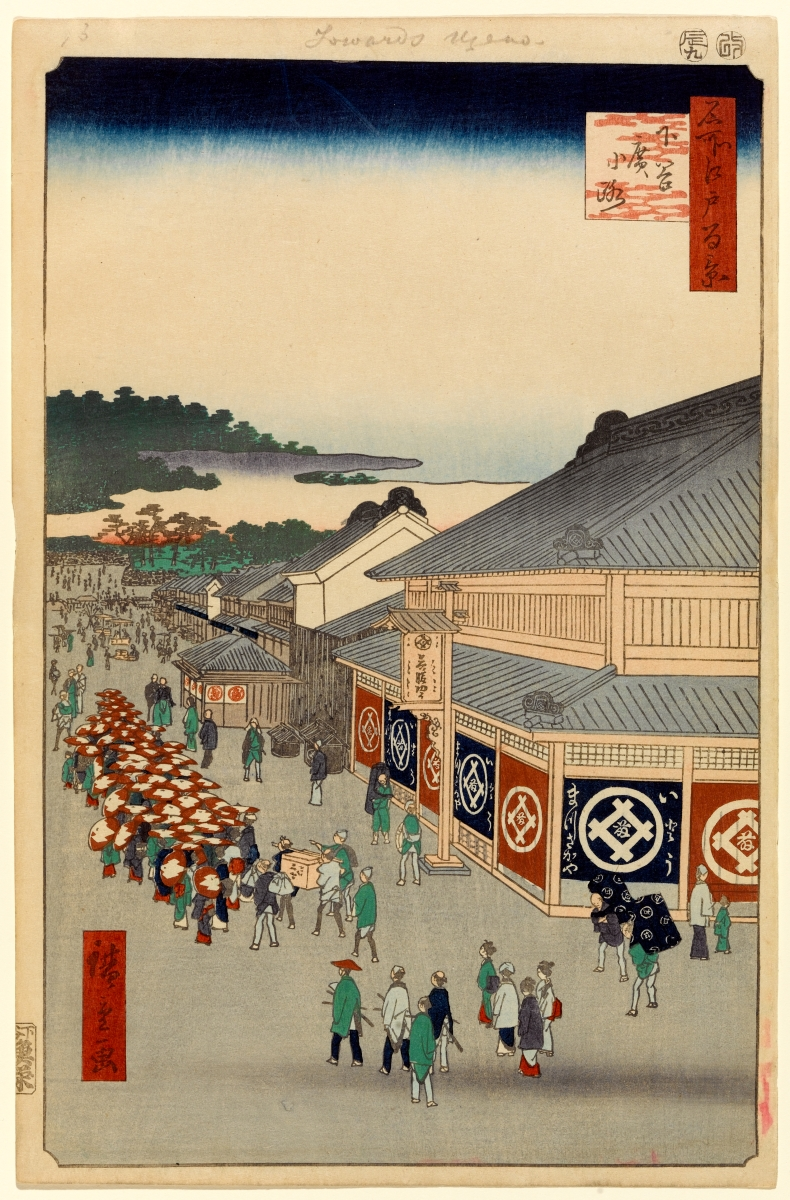
36. Shitaya Hirokōji
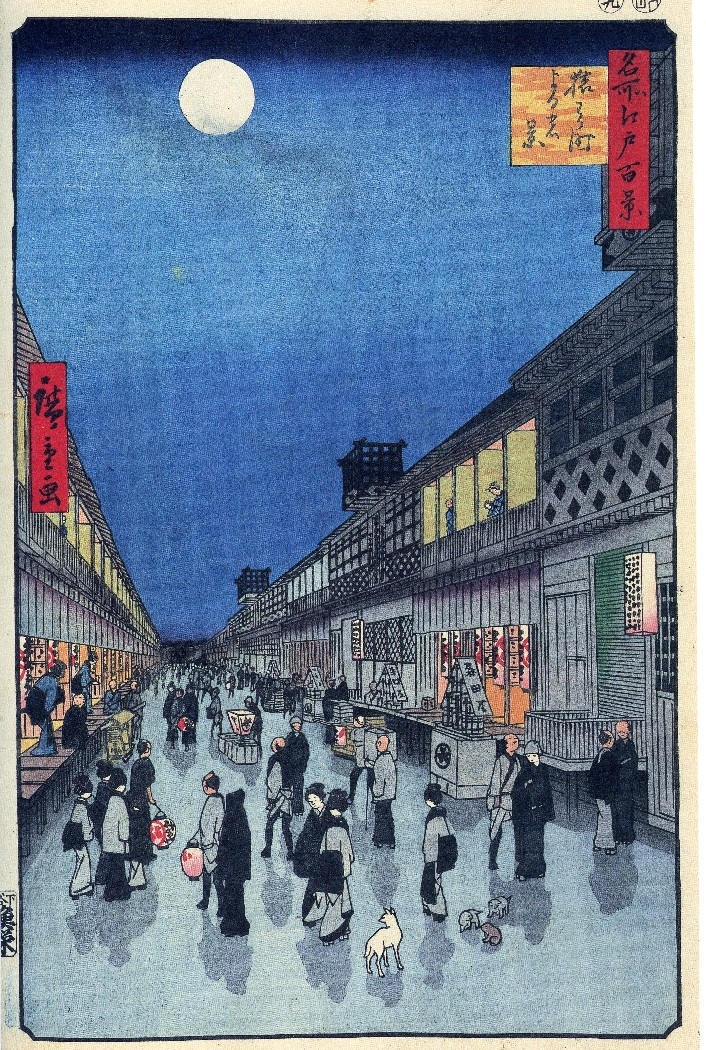
37. Saruwaka-chō (Kabuki-Theater Bezirk)
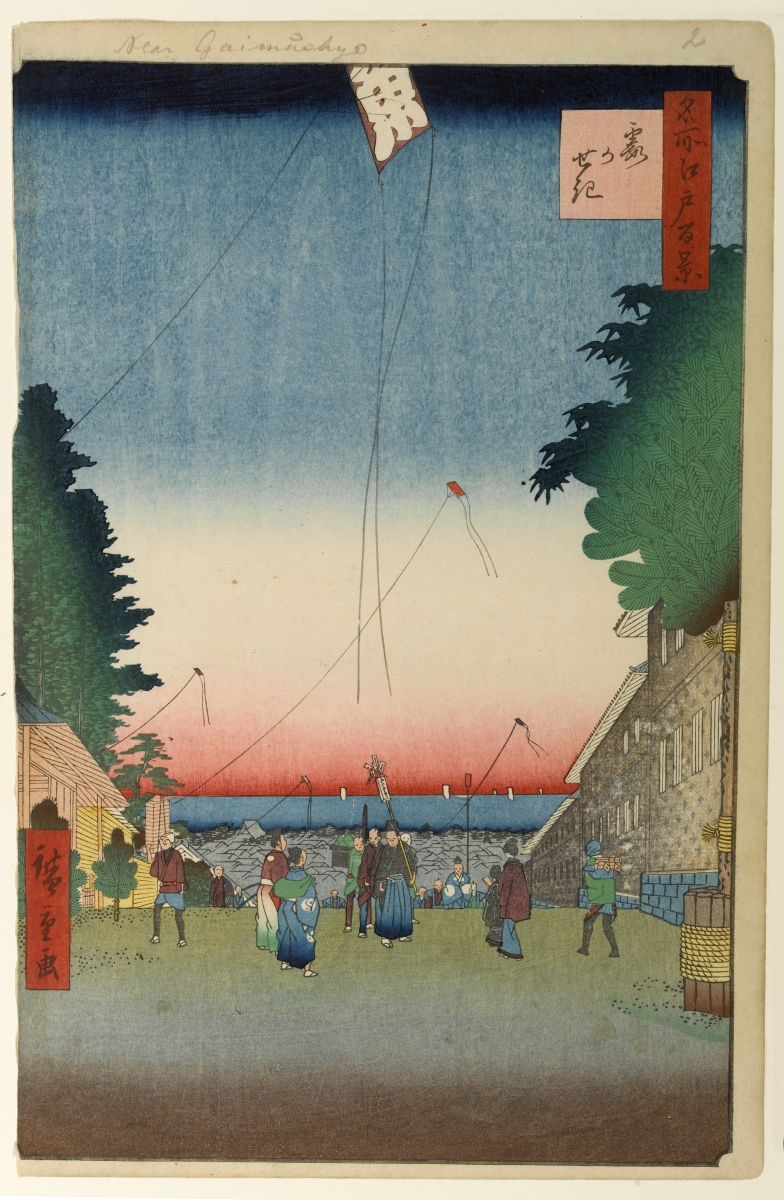
38. Kasumigaseki [1857-01]
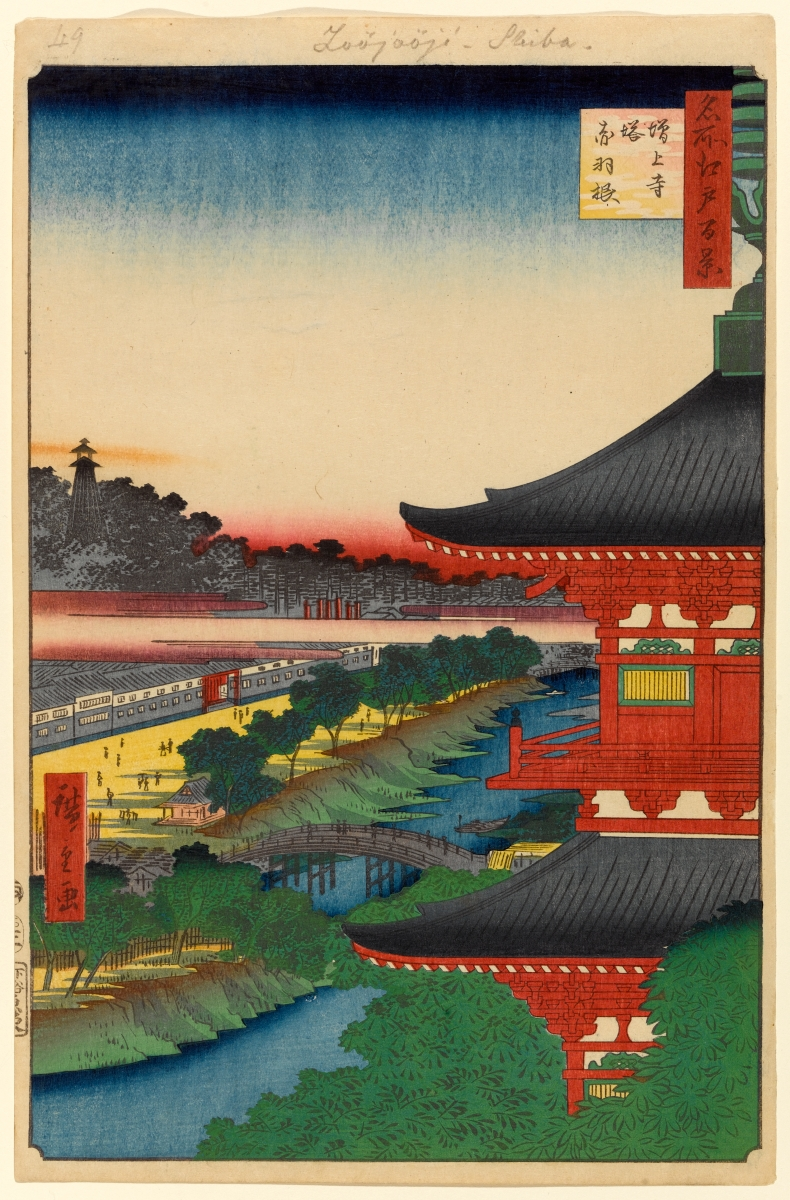
39. Akabane und die Pagode vom Zōjō-ji [vorne rechts]
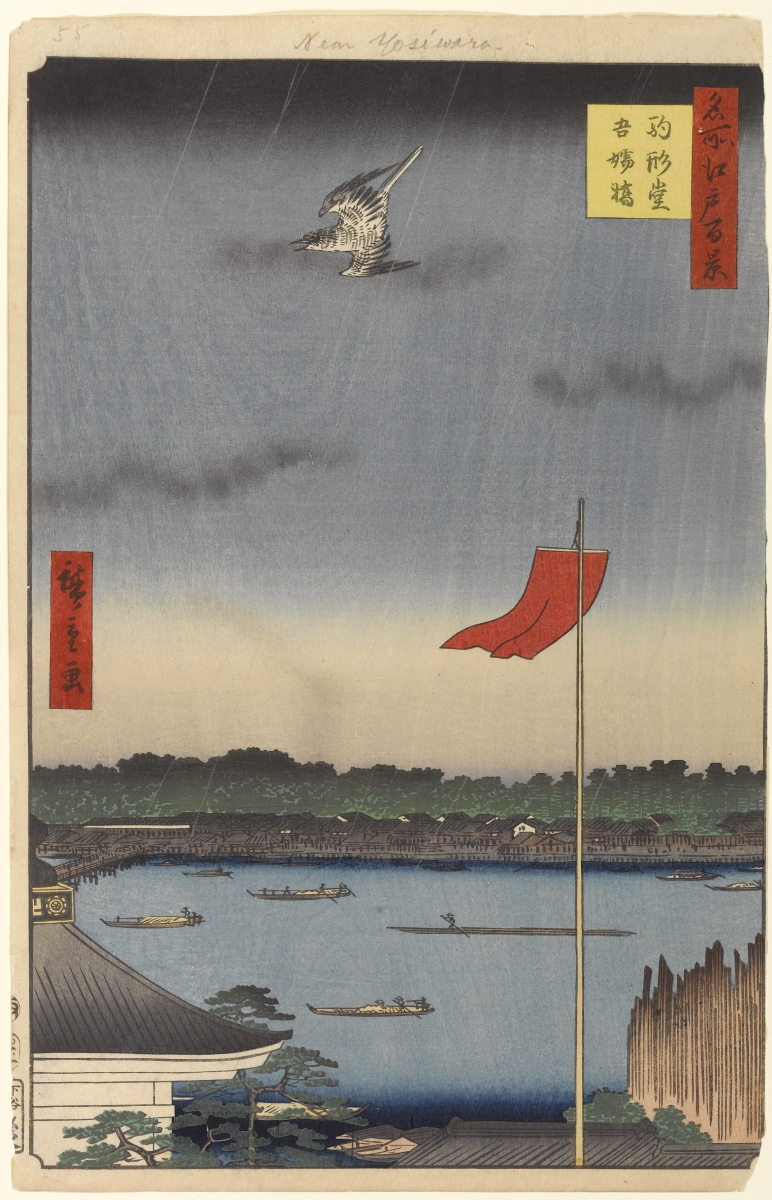
40. Komagatadō und Azumabashi
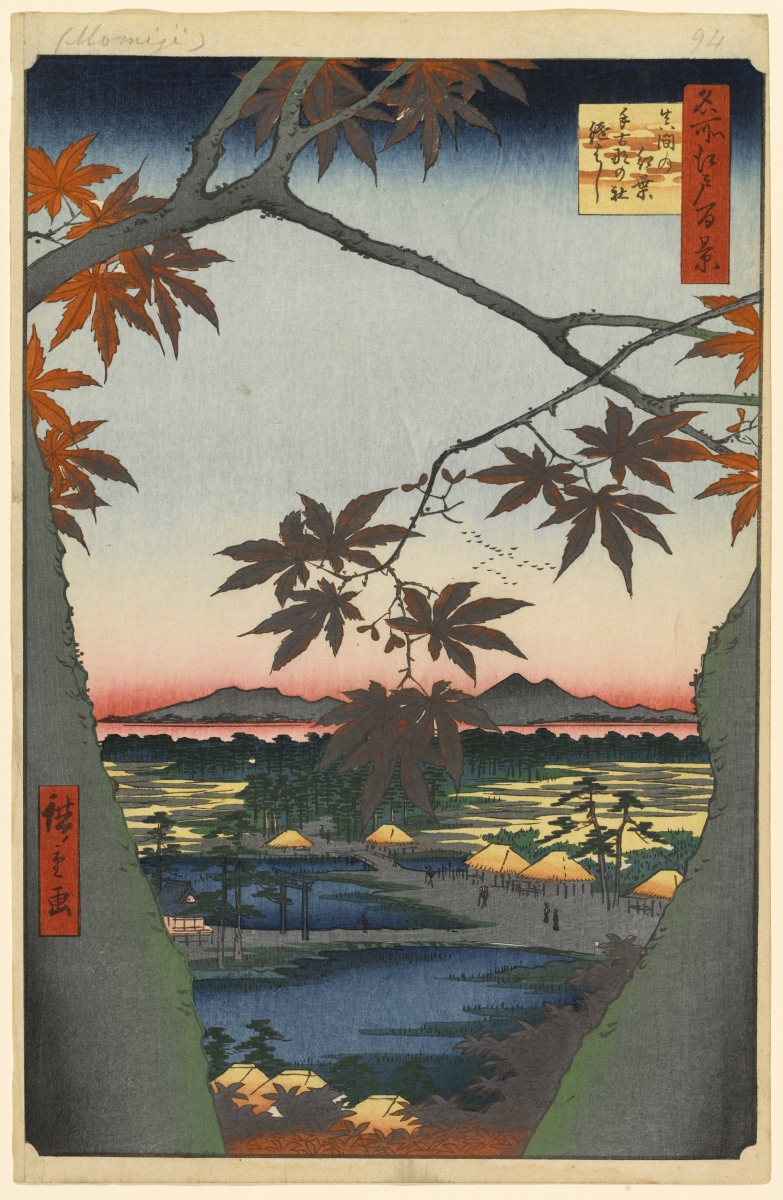
41. Herbstlaub, Tekona-Schrein und Tsugibashi von Mama
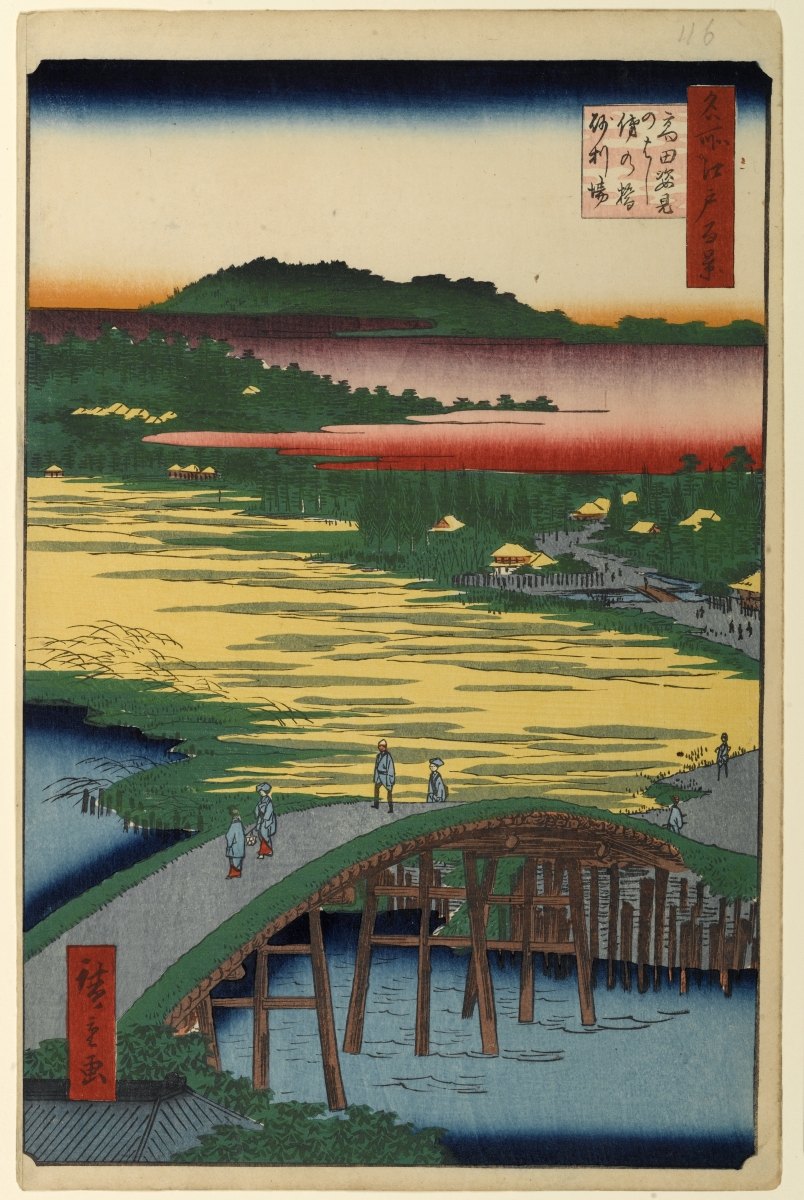
42. Sugatami- und Omokagehashi und Kiesplatz von Takada
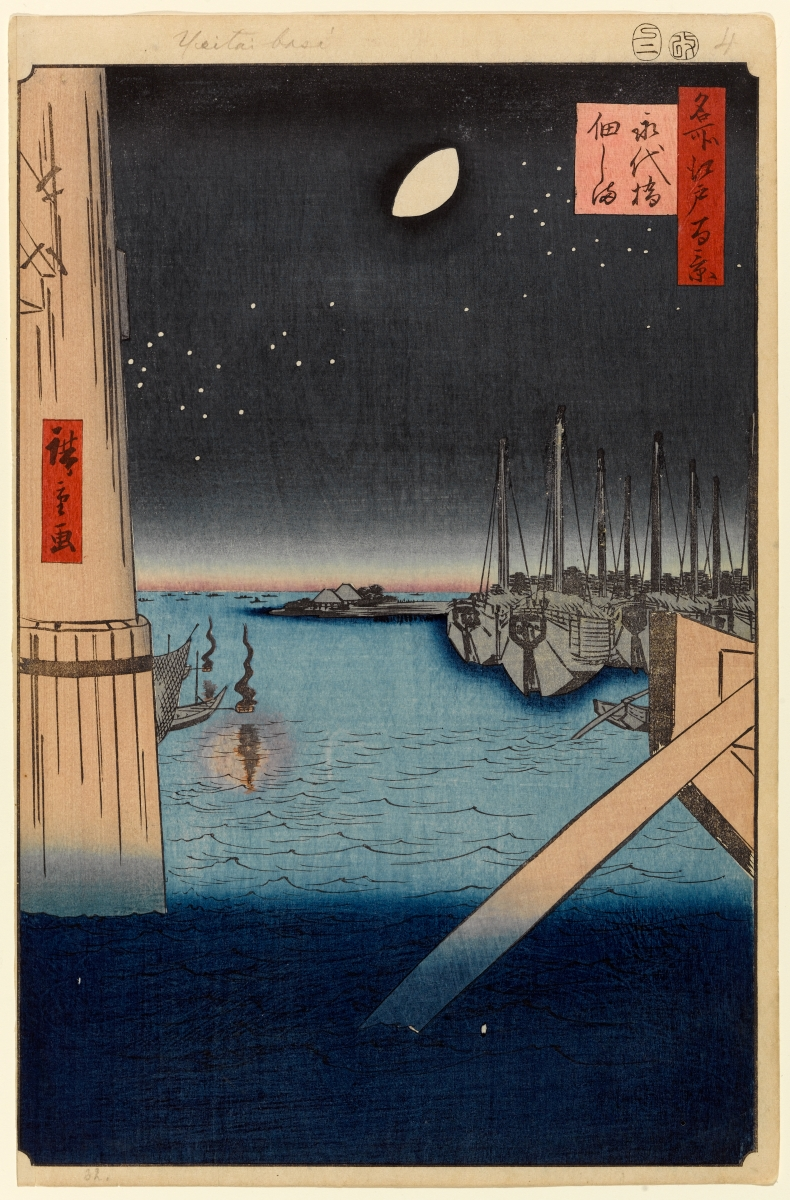
43. Tsukudajima von der Eitaibashi aus [1857-02]
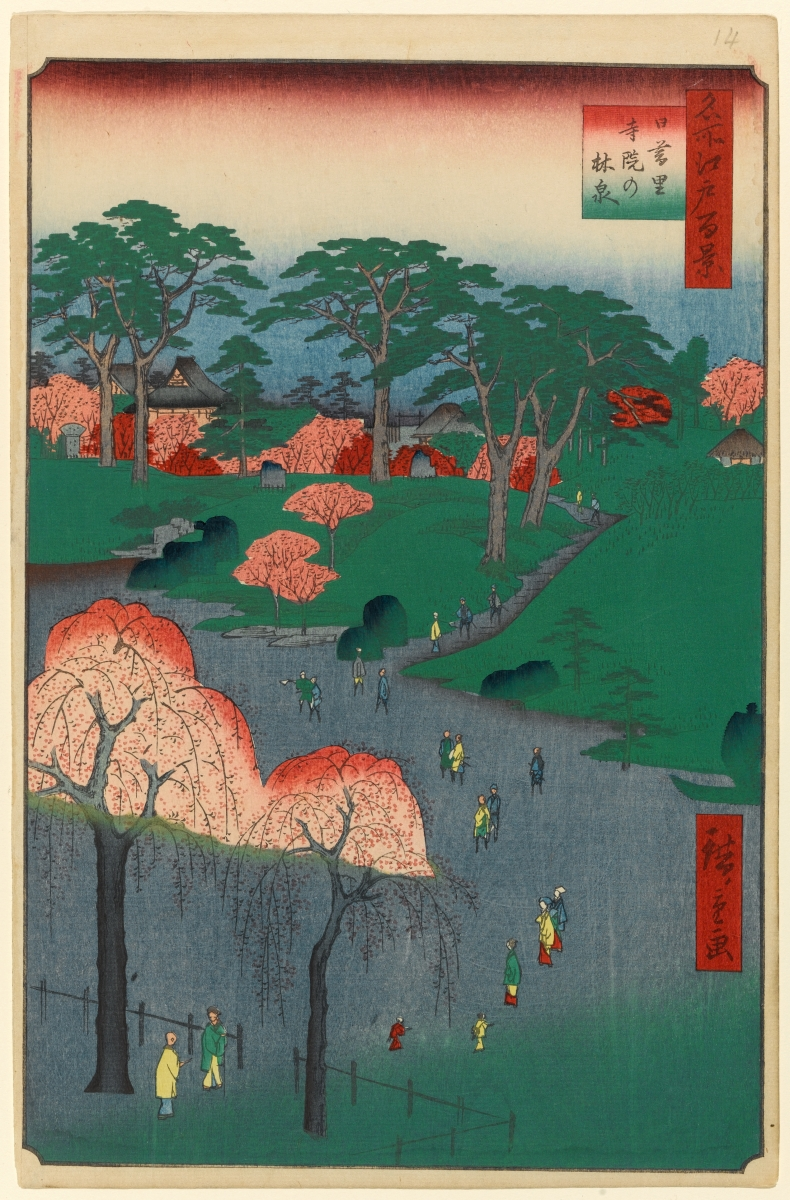
44. Garten eines Tempels in Nippori
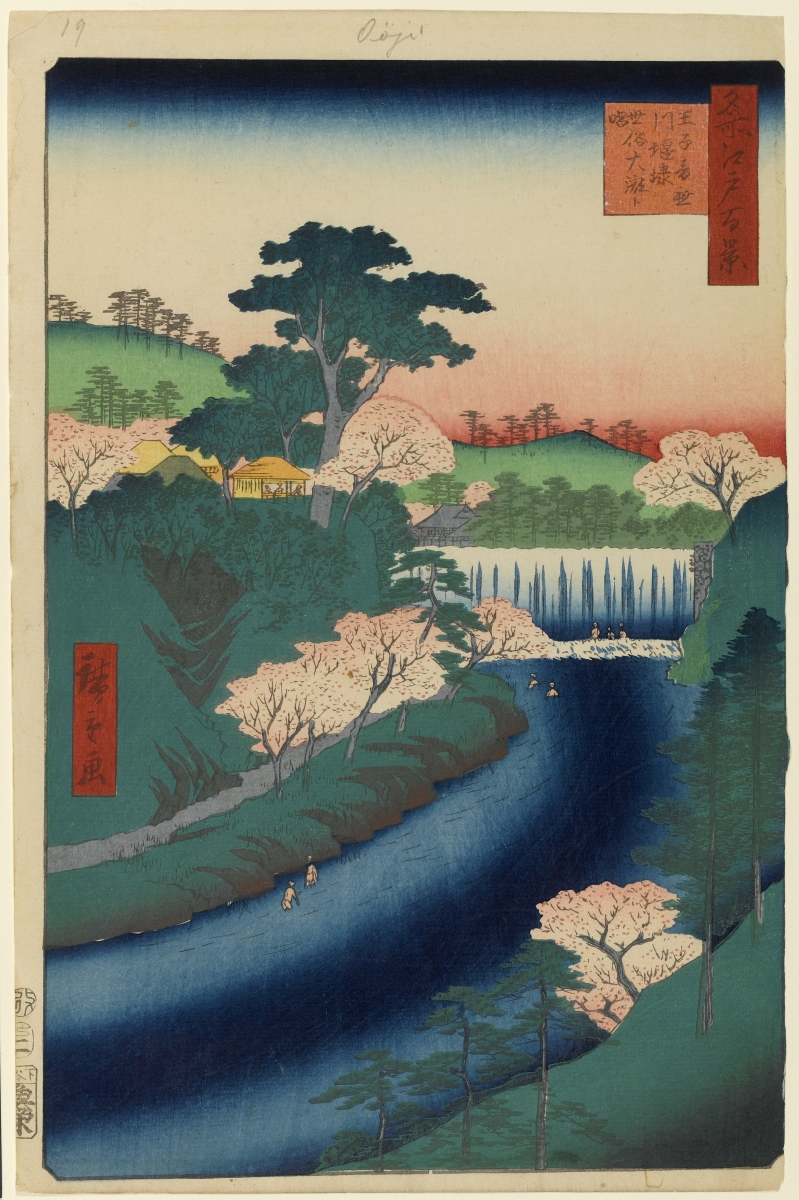
45. Der Damm vom Otonashigawa, gewöhnlich „Großer Wasserfall“ genannt
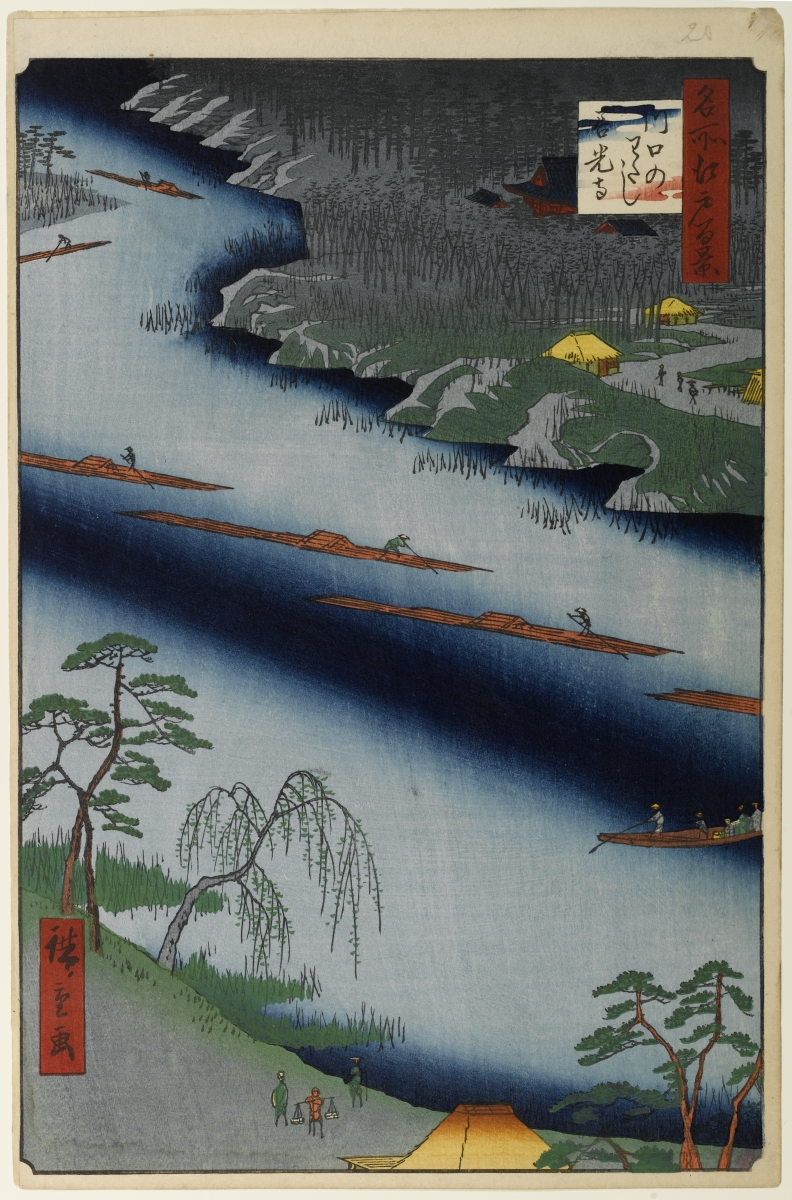
46. Zenkō-ji und die Fähre von Kawaguchi
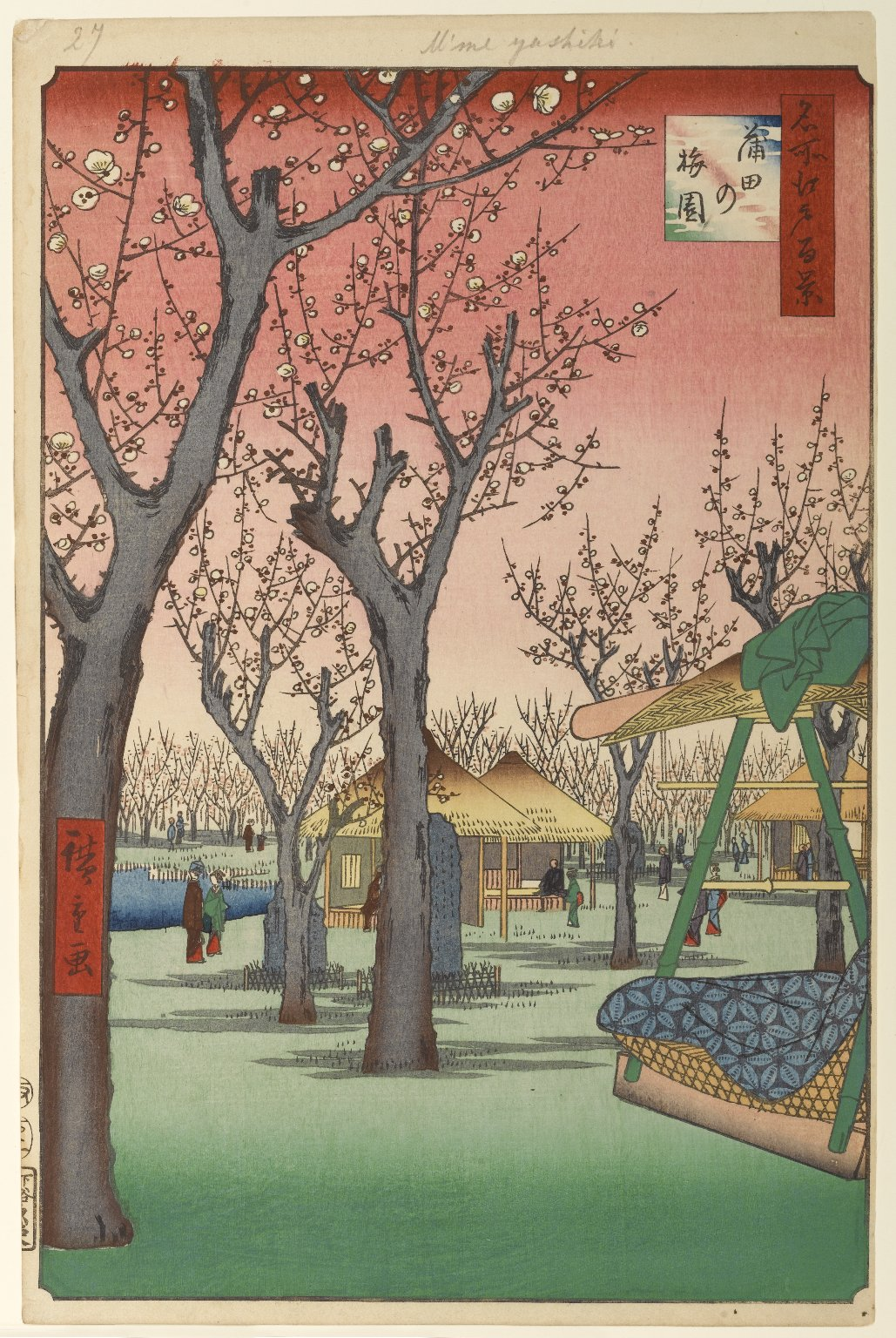
47. Pflaumengarten von Kamata
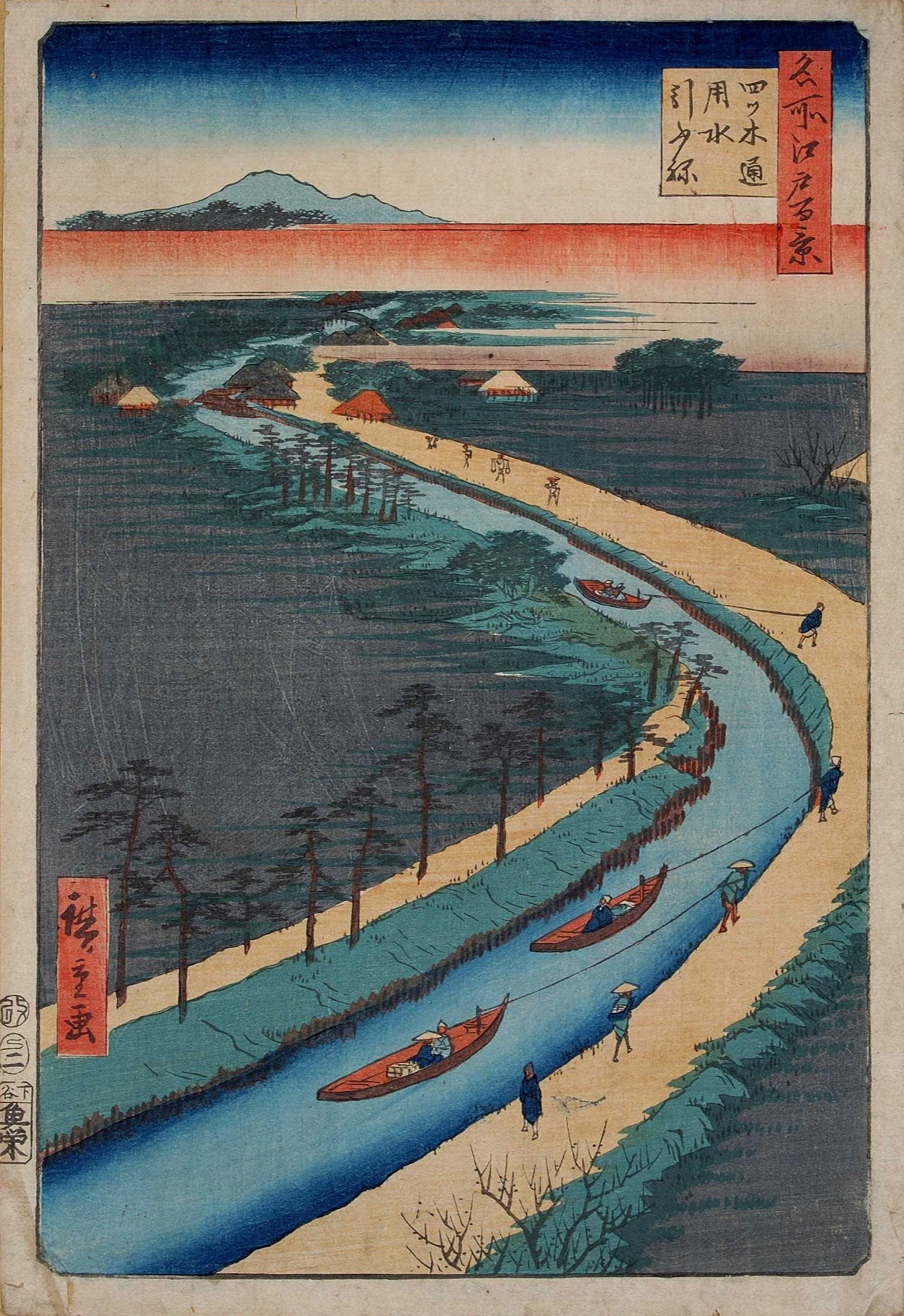
48. Gezogene Boote auf dem Yotsugi-dōri Kanal
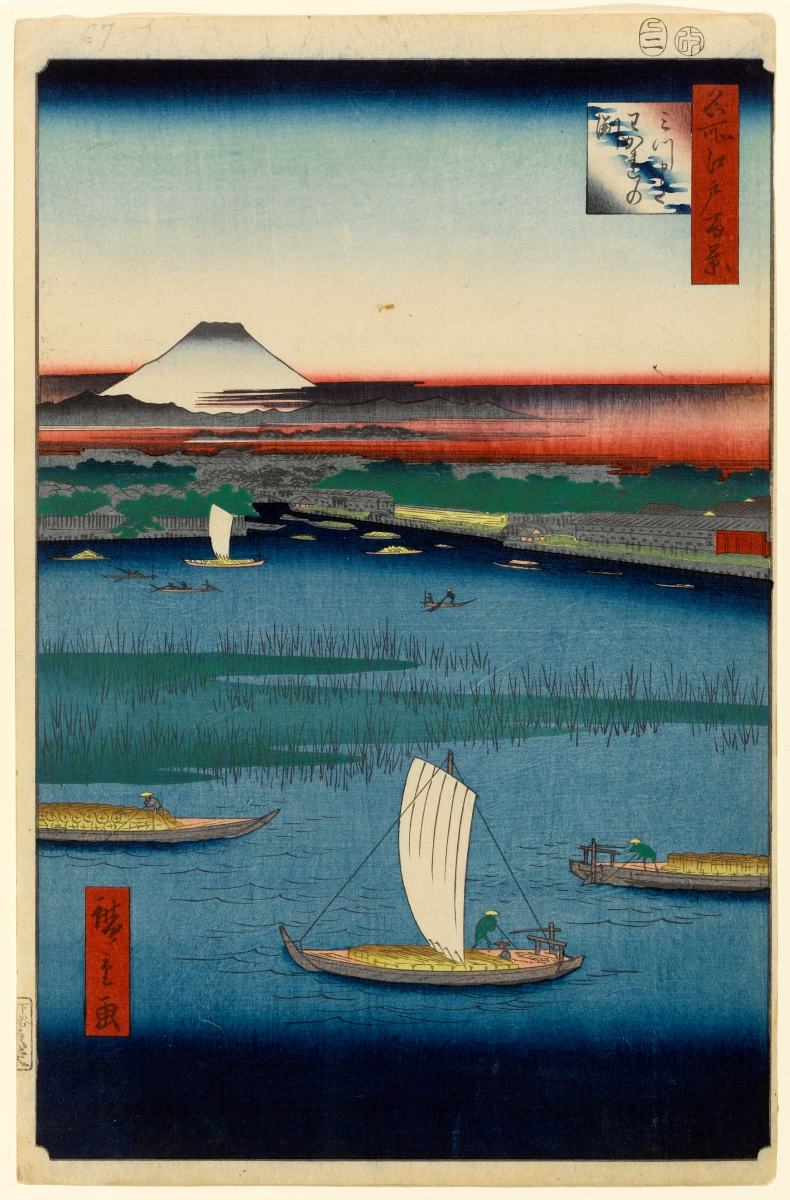
49. Verzweigende Gewässer von Mitsumata
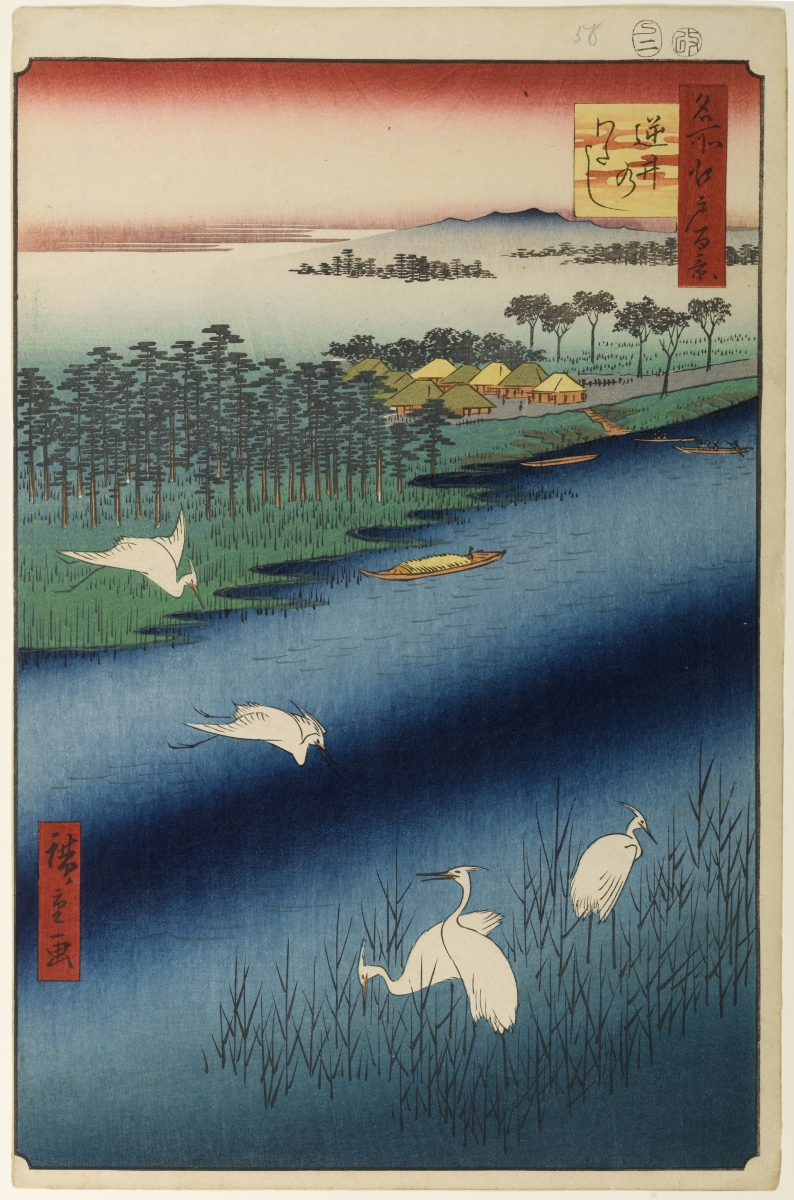
50. Die Fähre von Sakasai
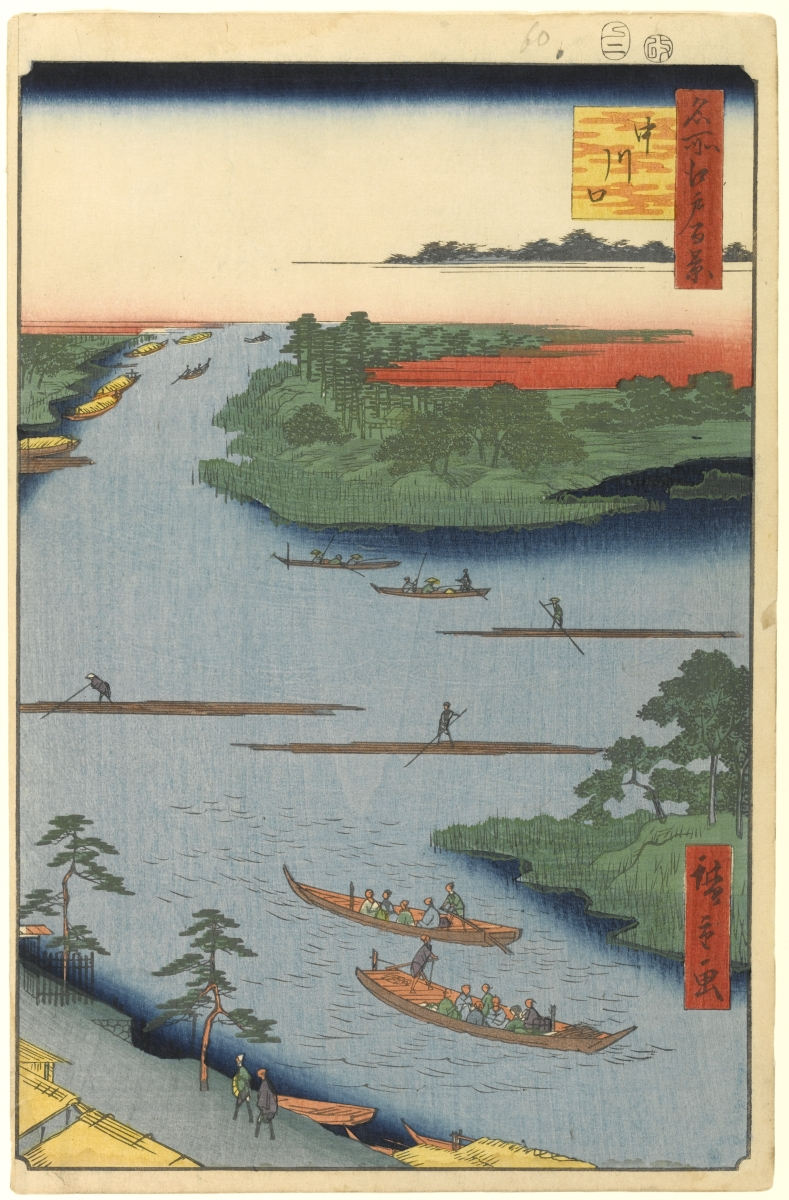
51. Mündung des Nakagawa
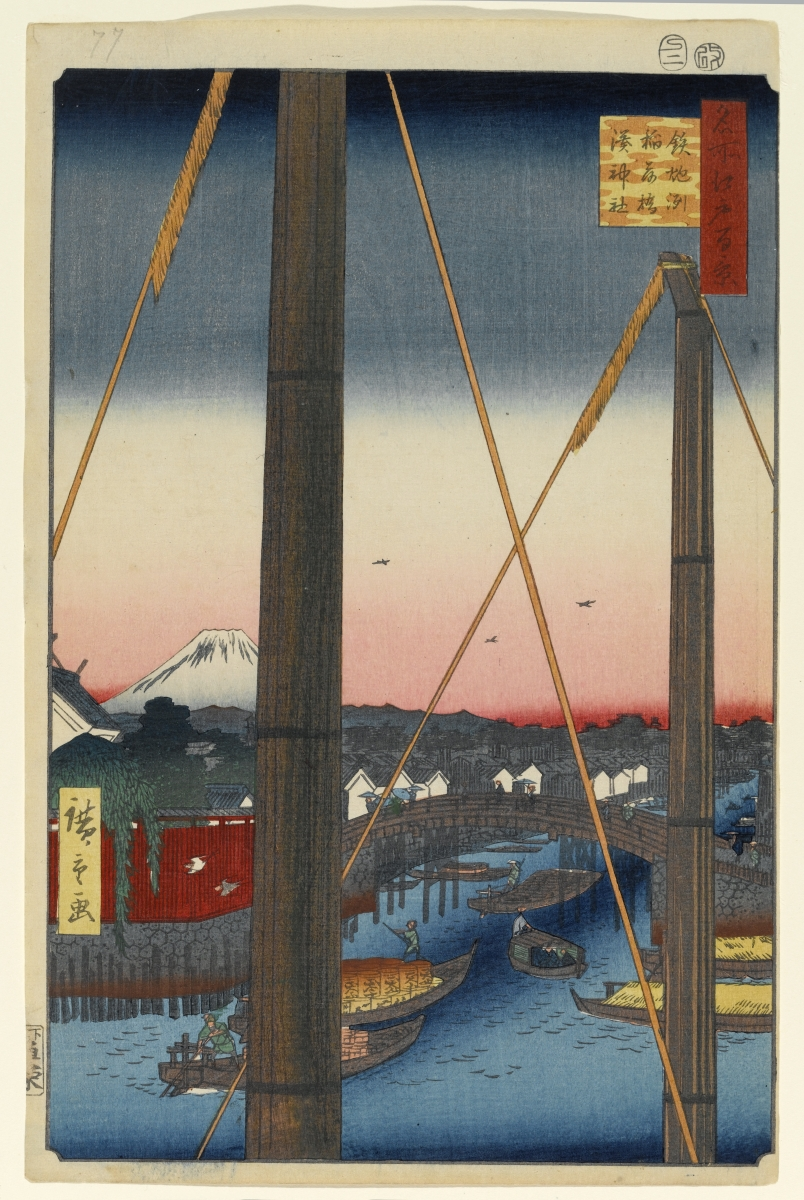
52. Teppōsū, Inaribashi und Minato-Schrein
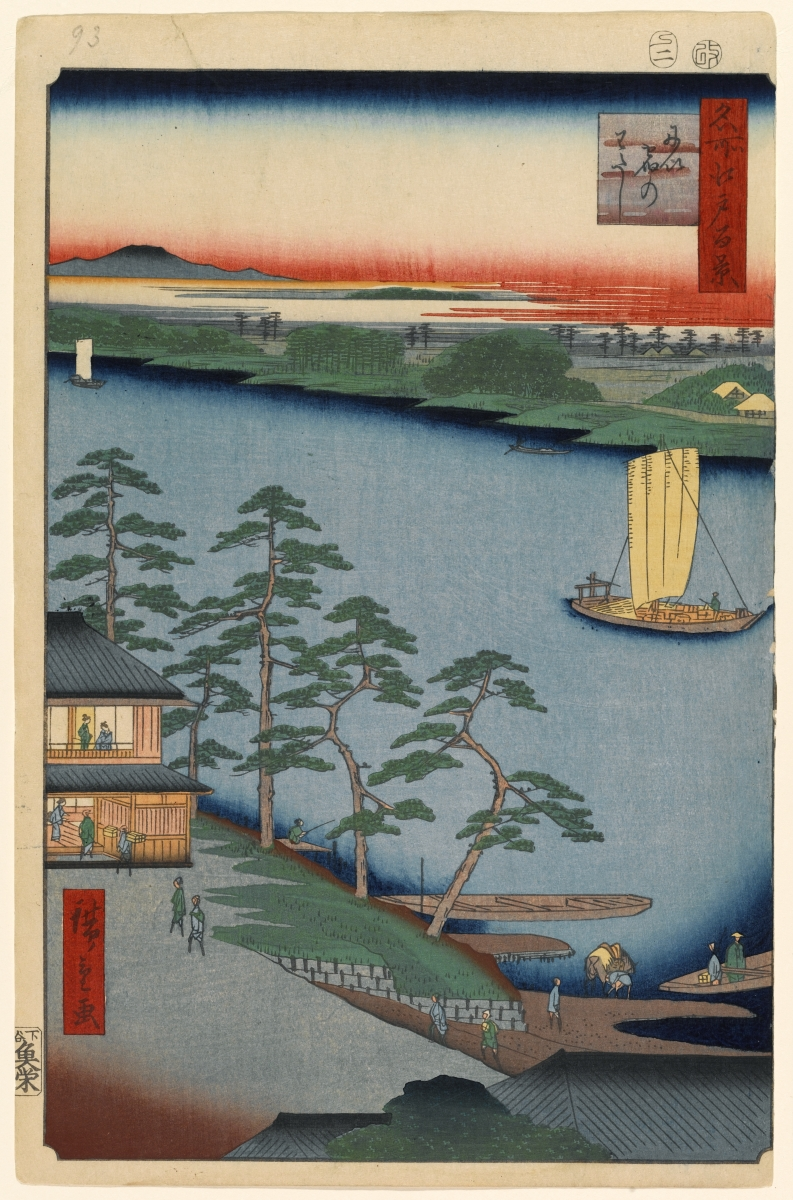
53. Fähre von Niijuku
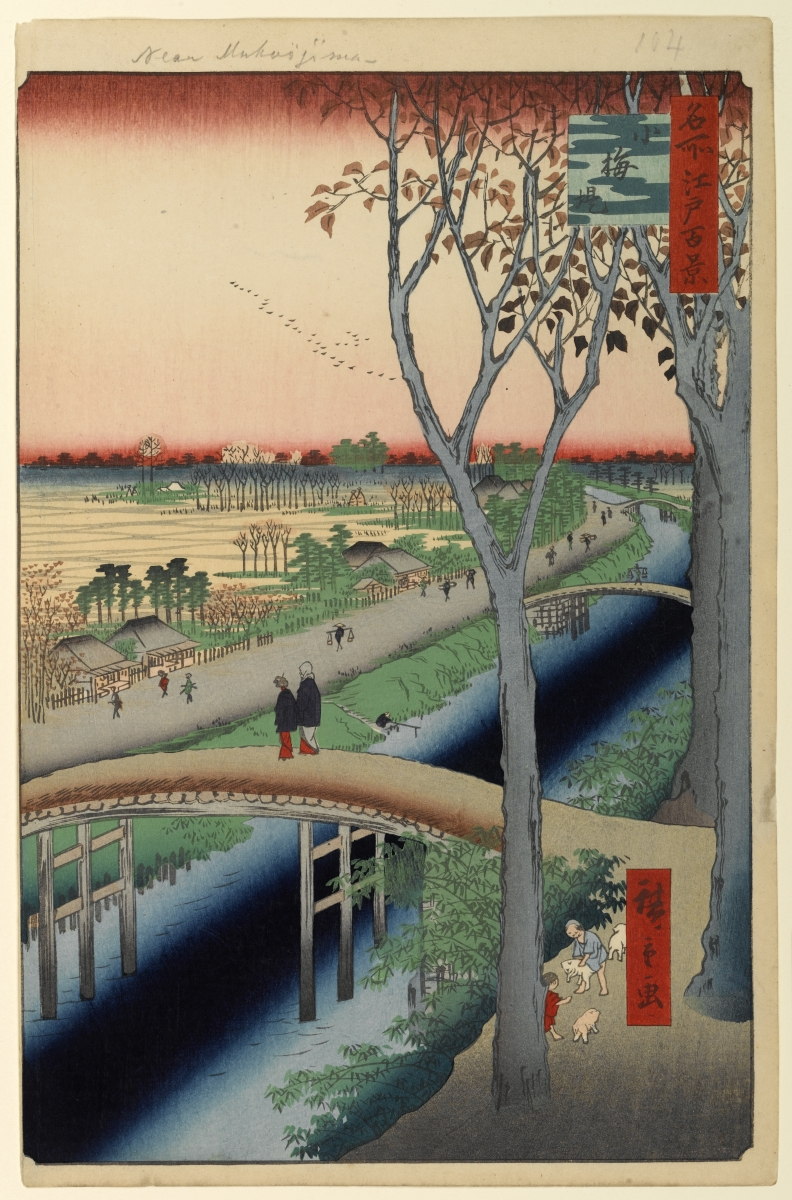
54. Koume-Deich
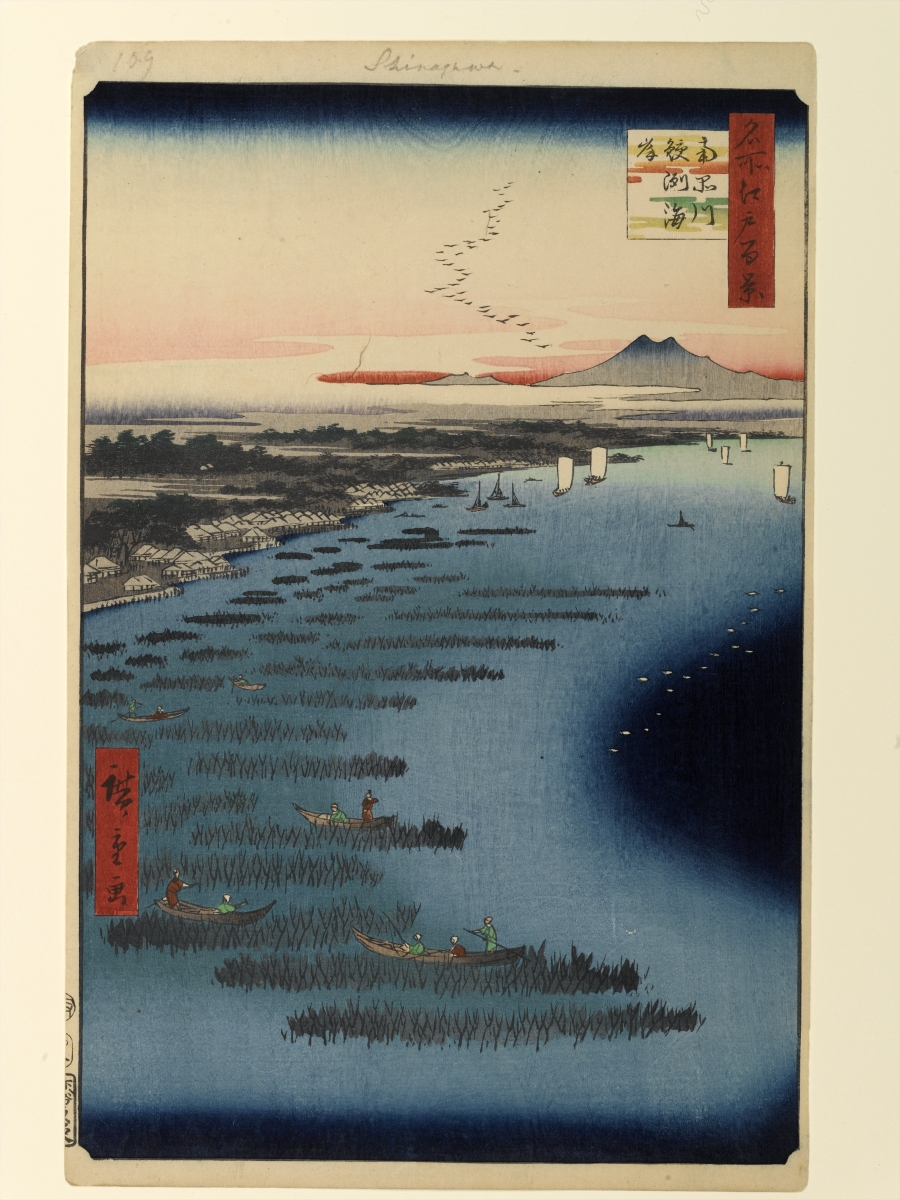
55. Samezu-Küste von Süd-Shinagawa
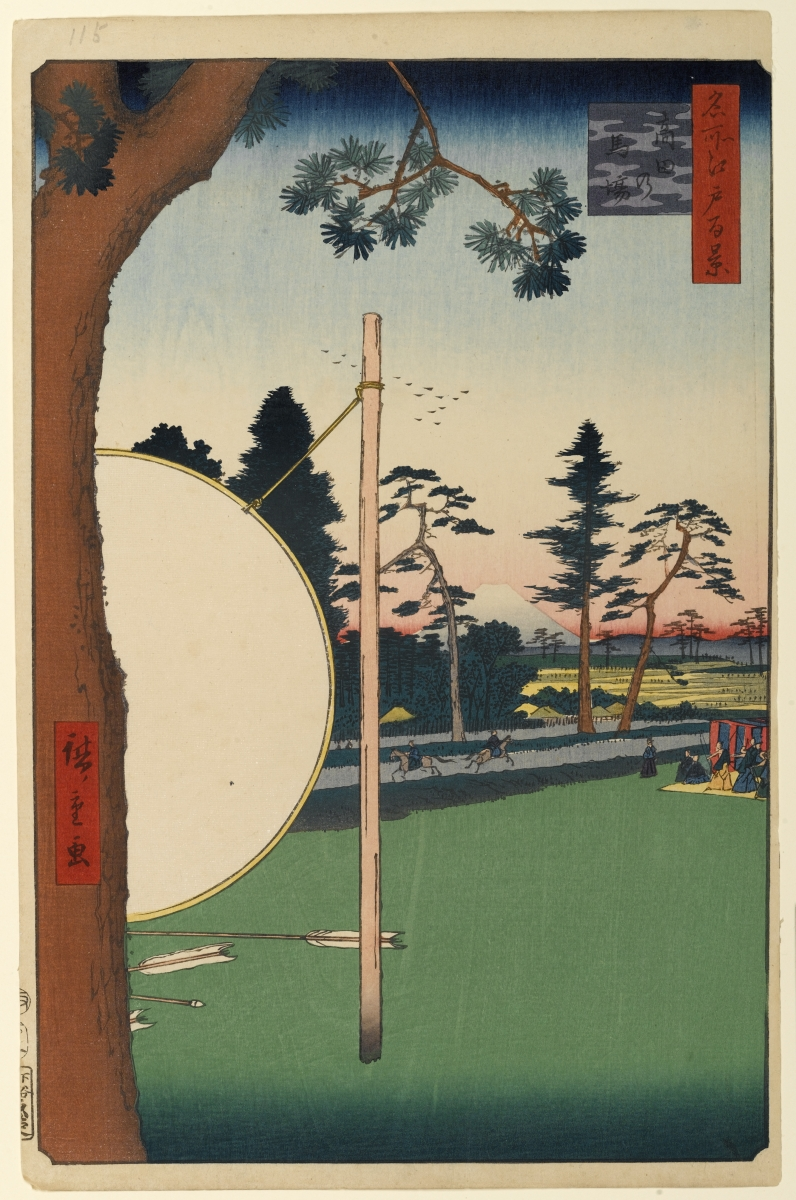
56. Takada-no-baba
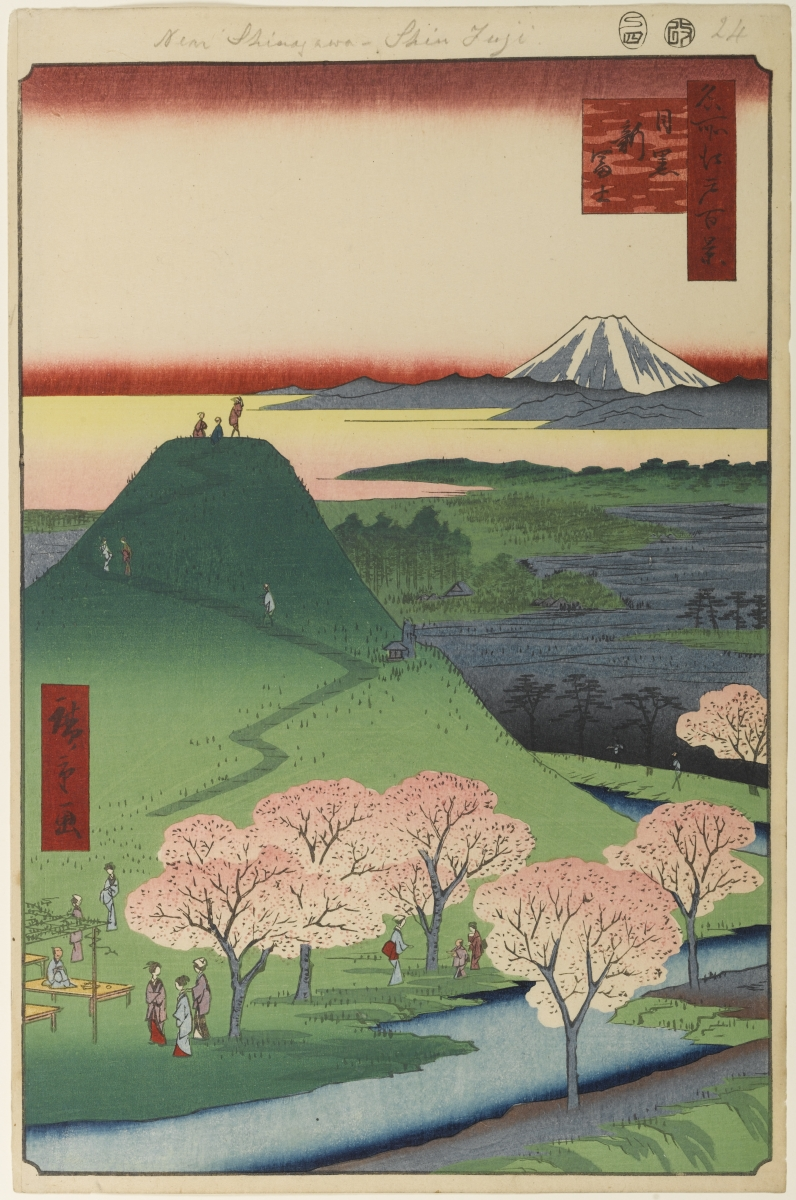
57. „Neuer Fuji“ von Meguro [1857-04]
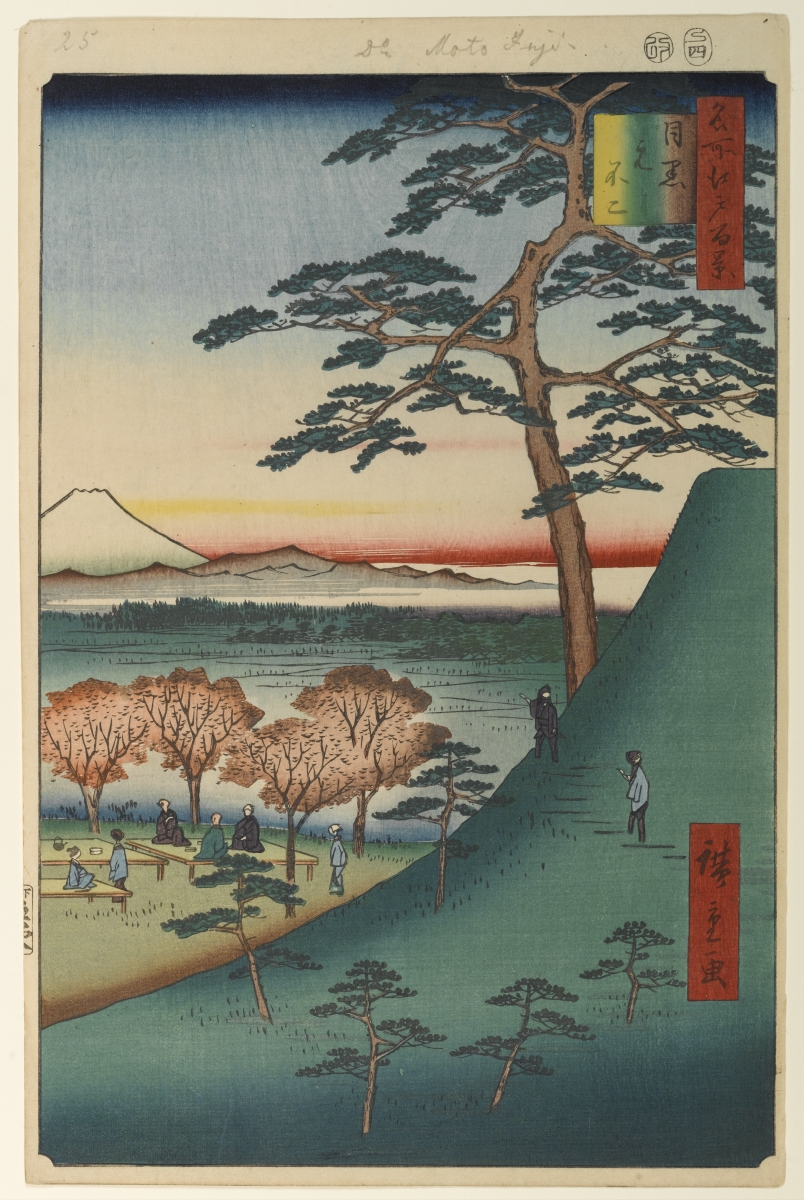
58. „Ursprünglicher Fuji“ von Meguro
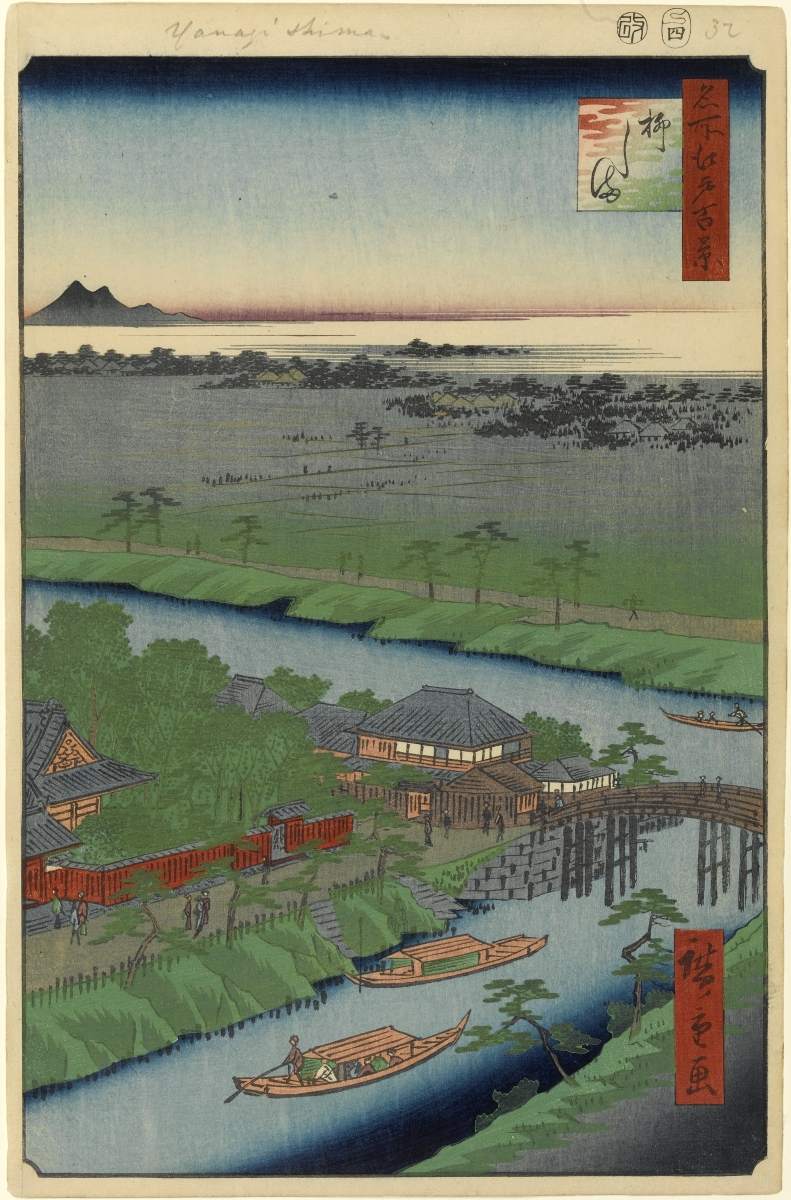
59. Yanagishima
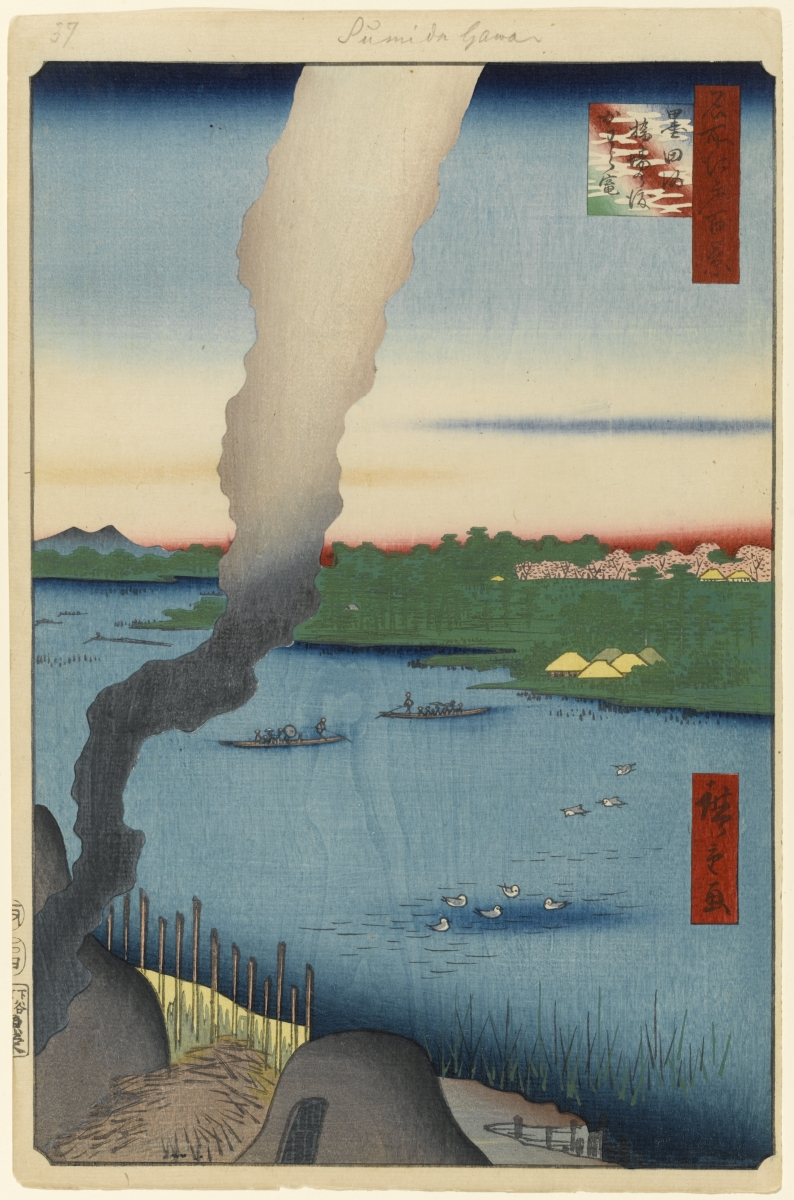
60. Ziegel-Brennöfen bei der Hashiba-Fähre über den Sumida
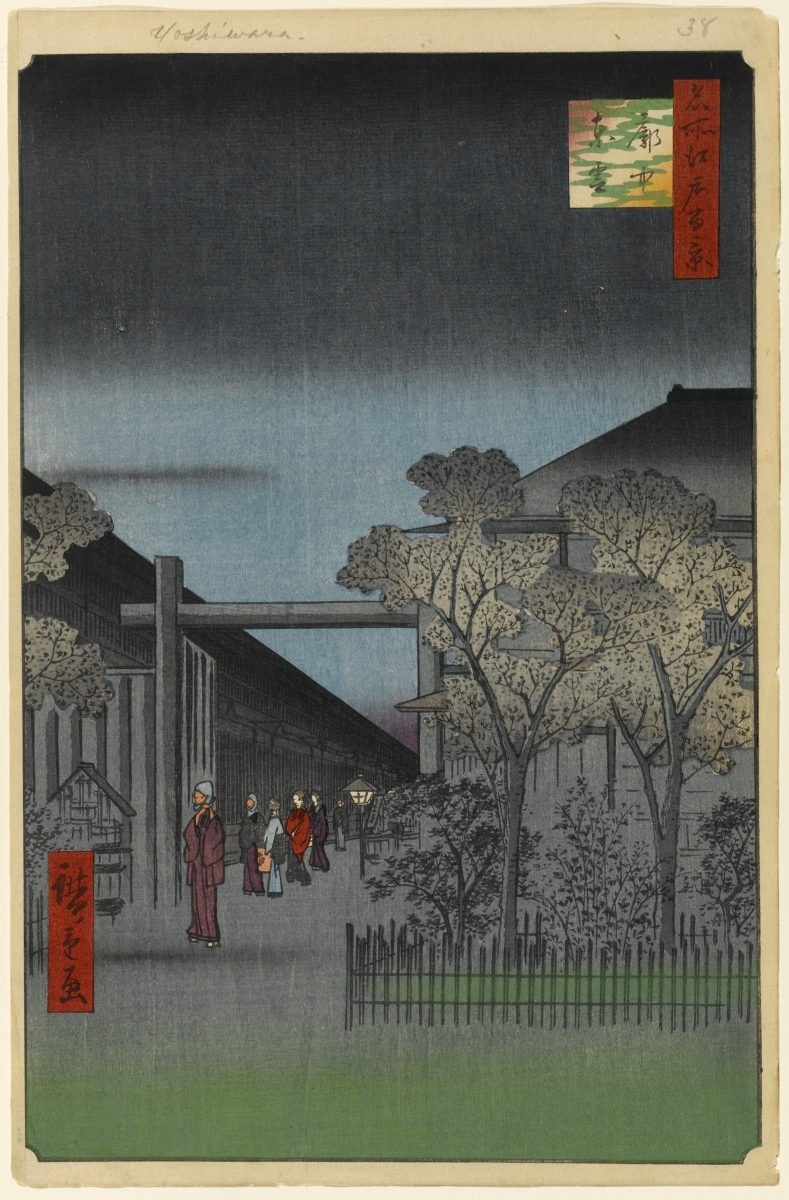
61. Abenddämmerung in Yoshiwara
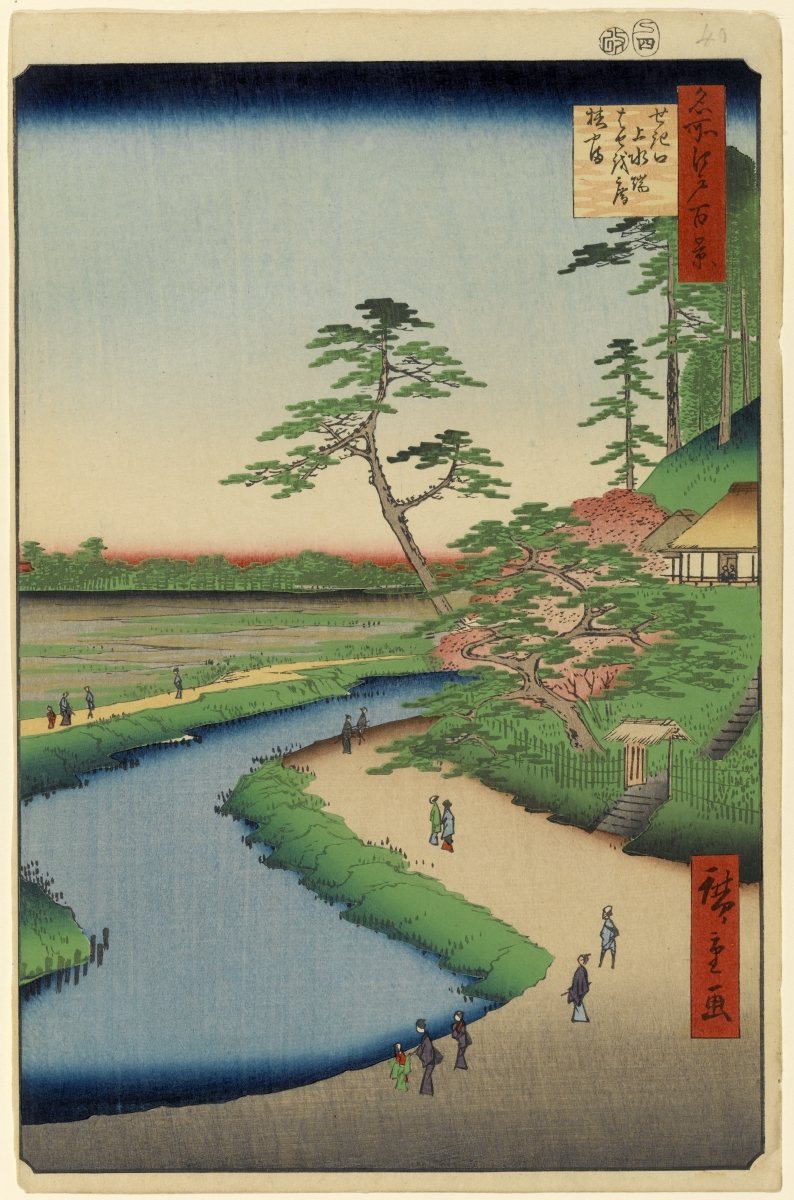
62. Bashōs Klause auf dem Tsubakiyama am Sekiguchi-Kanal
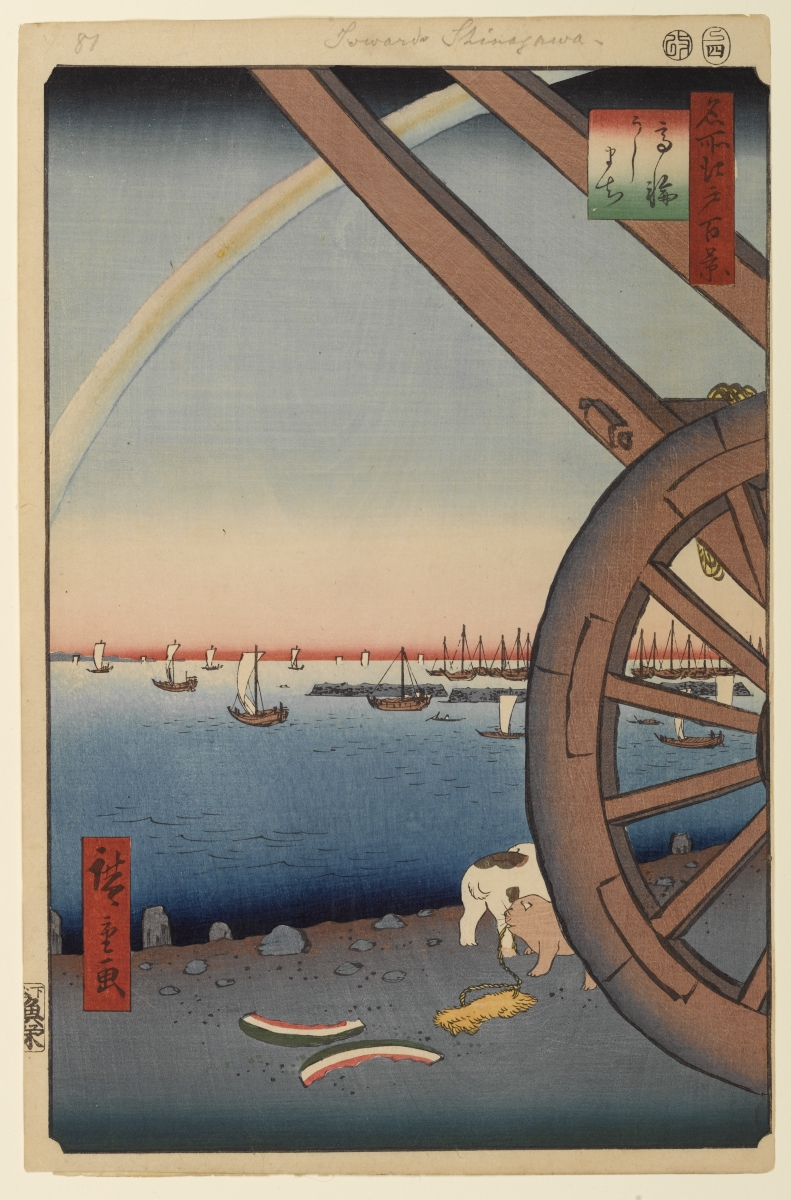
63. Ushimachi in Takanawa
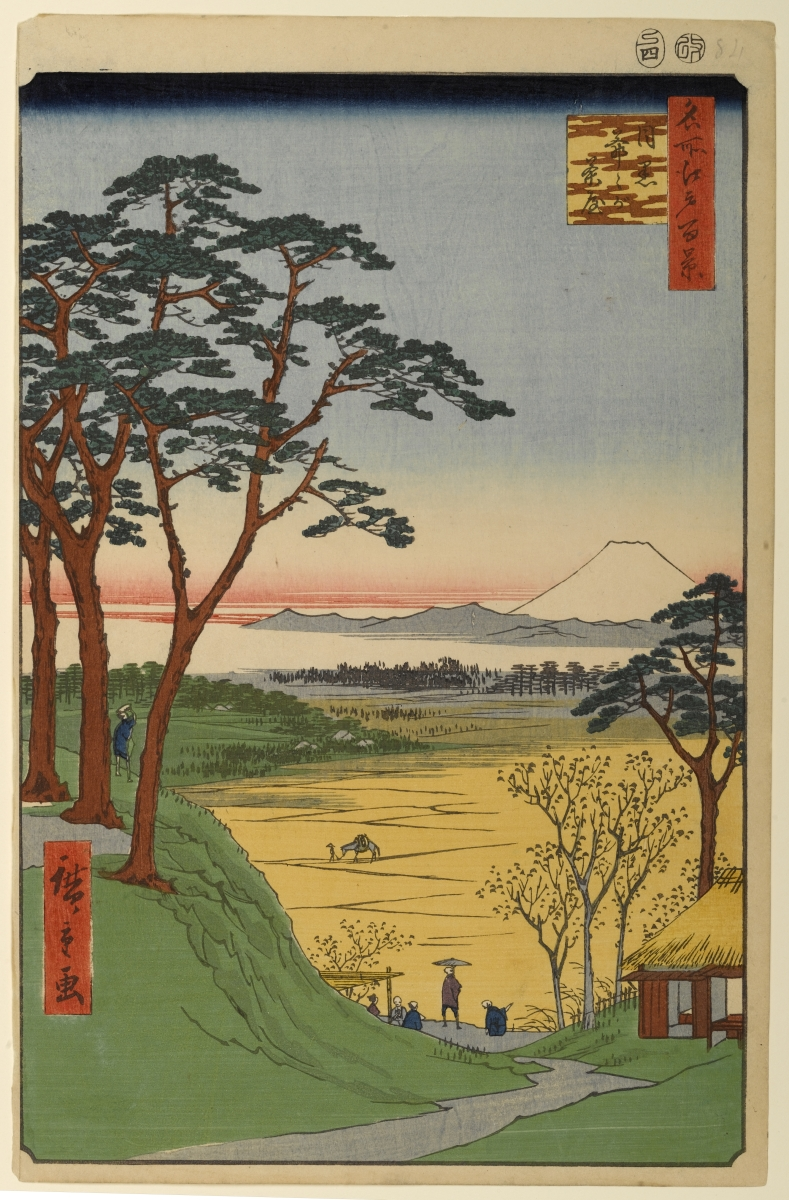
64. Teehaus Jiji-ga-chaya in Meguro
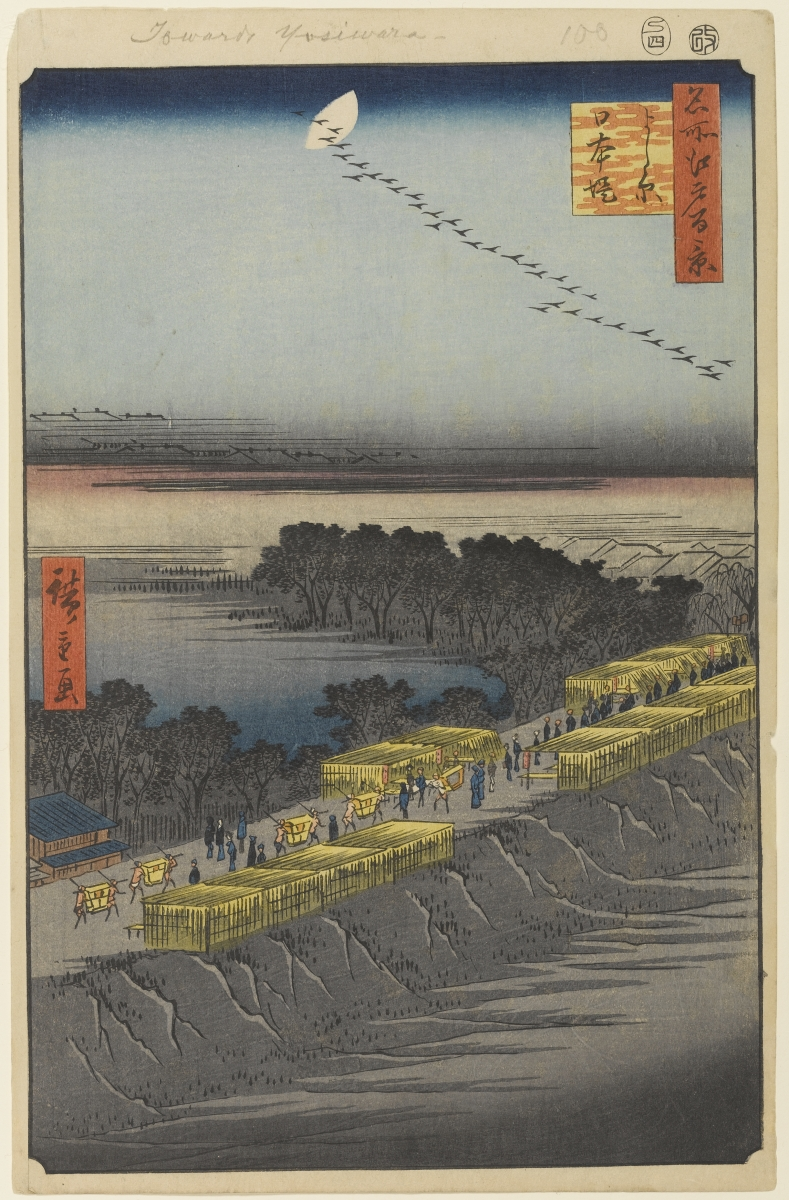
65. Nihon-Deich vor Yoshiwara
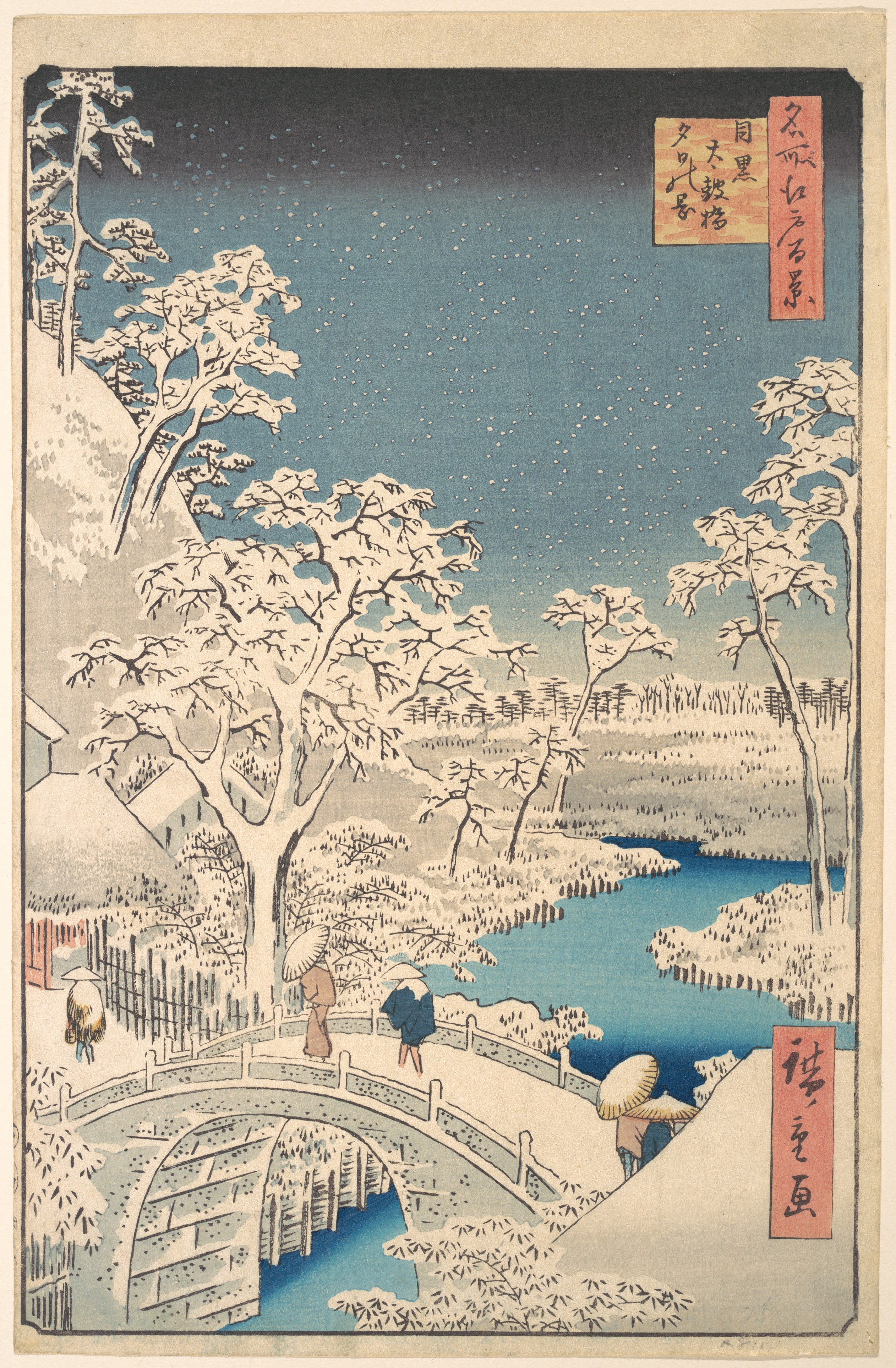
66. Trommelbrücke und Yuhigaoka von Meguro
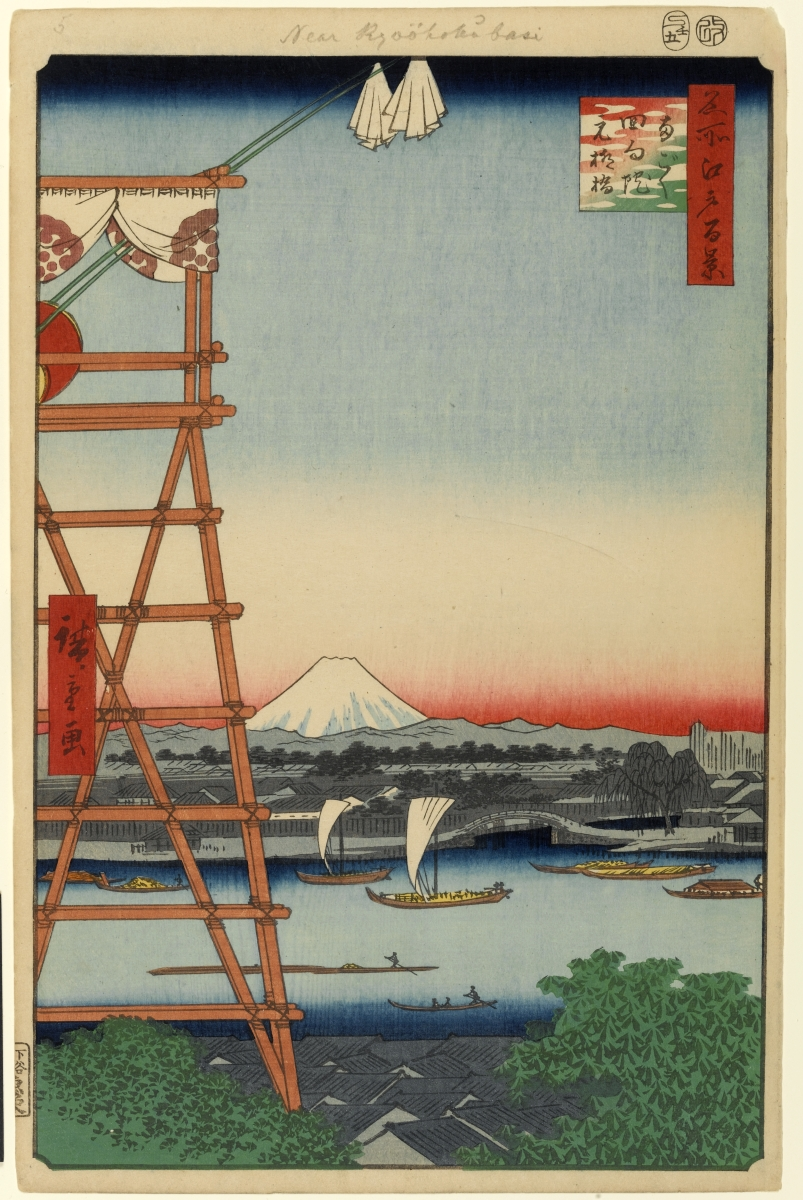
67. Ekoin-Tempel und Moto-Yanagi-Brücke in Ryōgoku [1857-05 (Schaltmonat)]
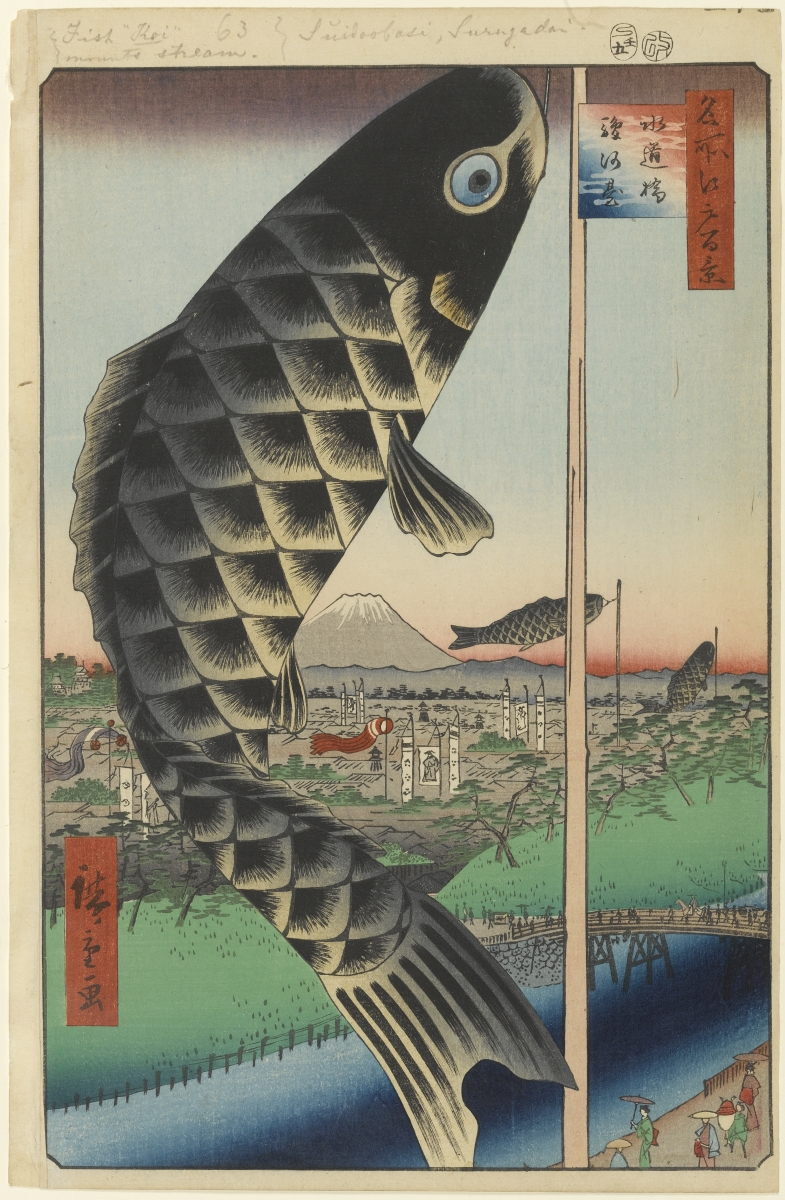
68. Suidō-bashi und Surugadai-Hügel
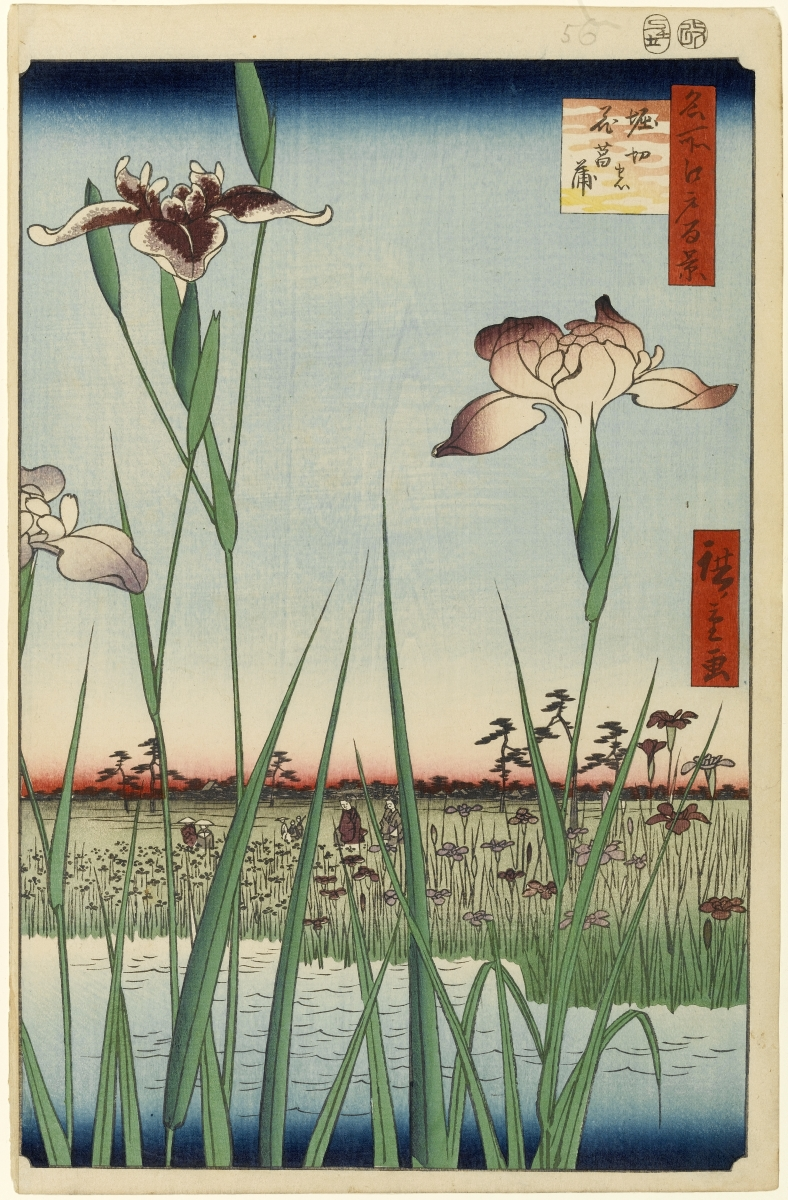
69. Iris von Horikiri
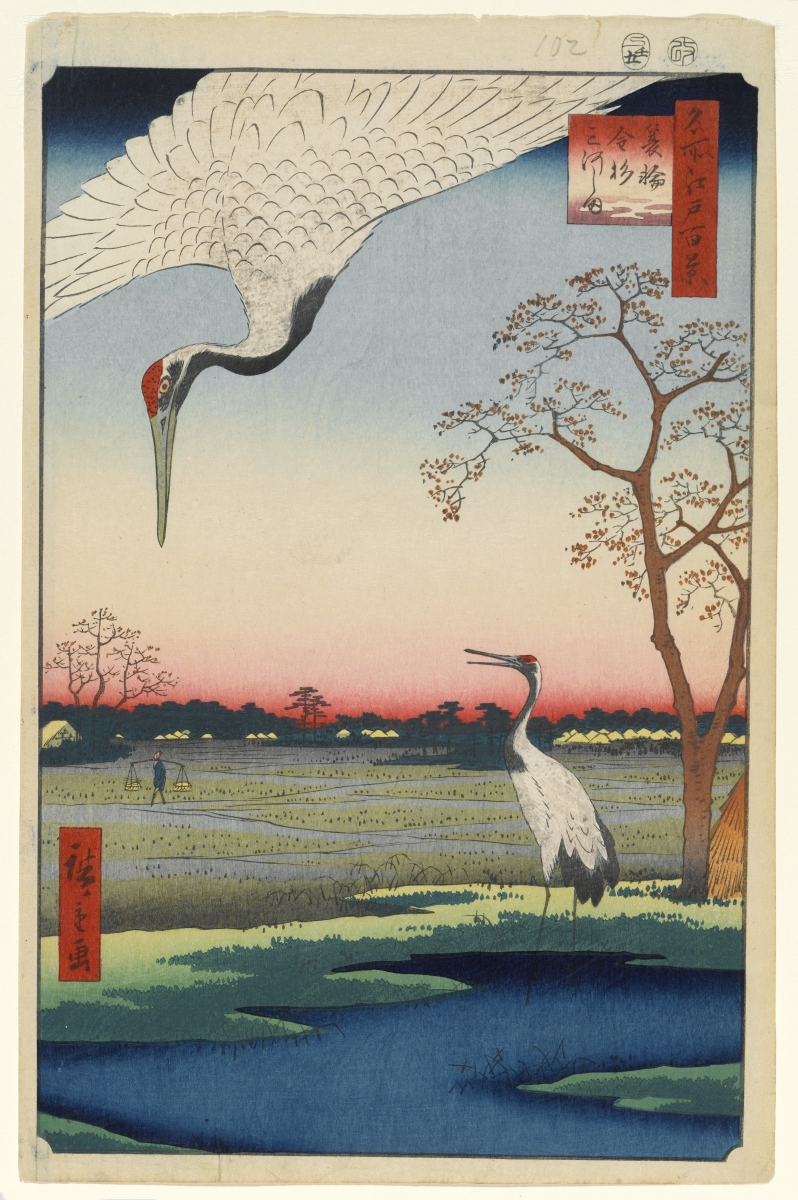
70. Minowa, Kanasugi und Mikawashima
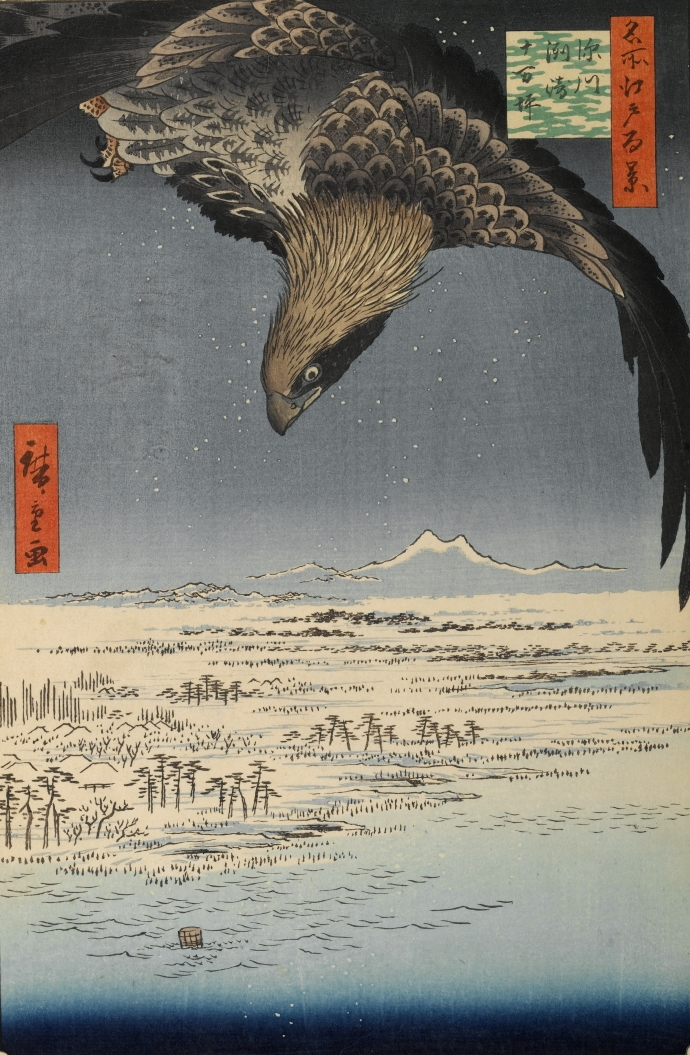
71. Die 100000 Tsubo [Felder] von Fukagawa-Susaki
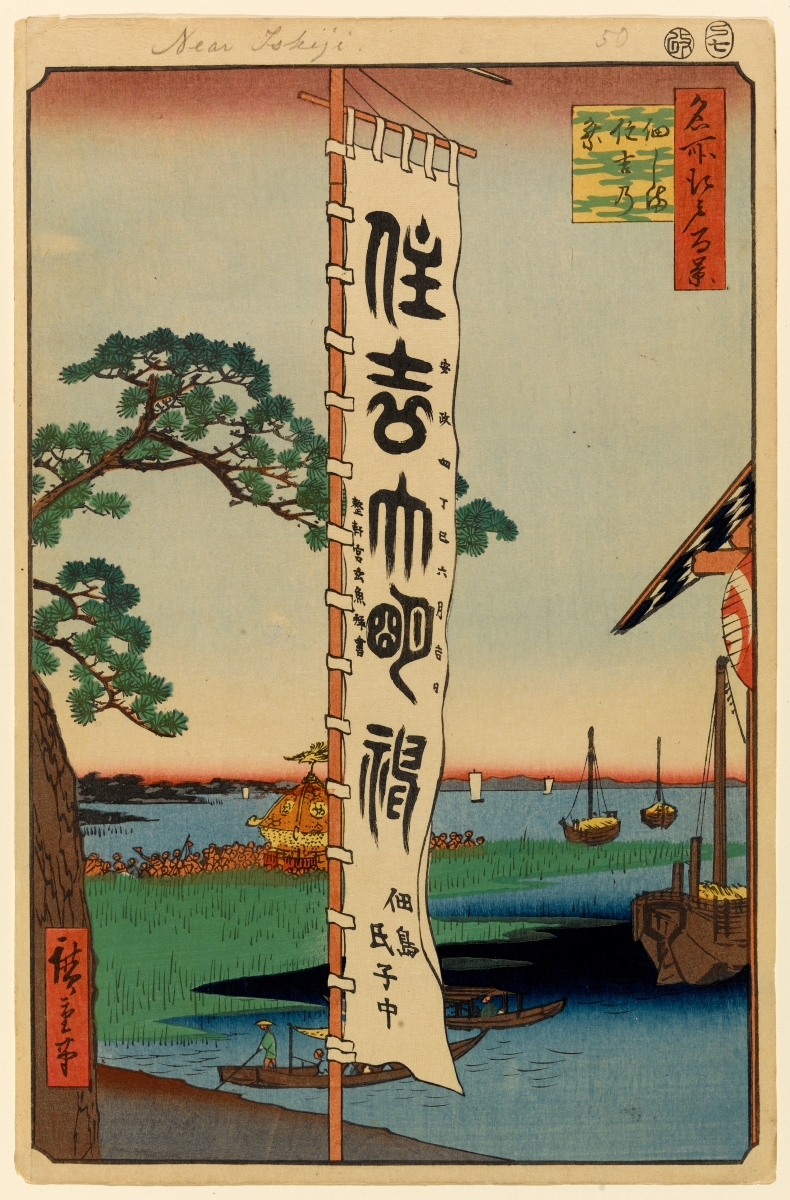
72. Sumiyoshi-Fest auf Tsukudajima [1857-07]
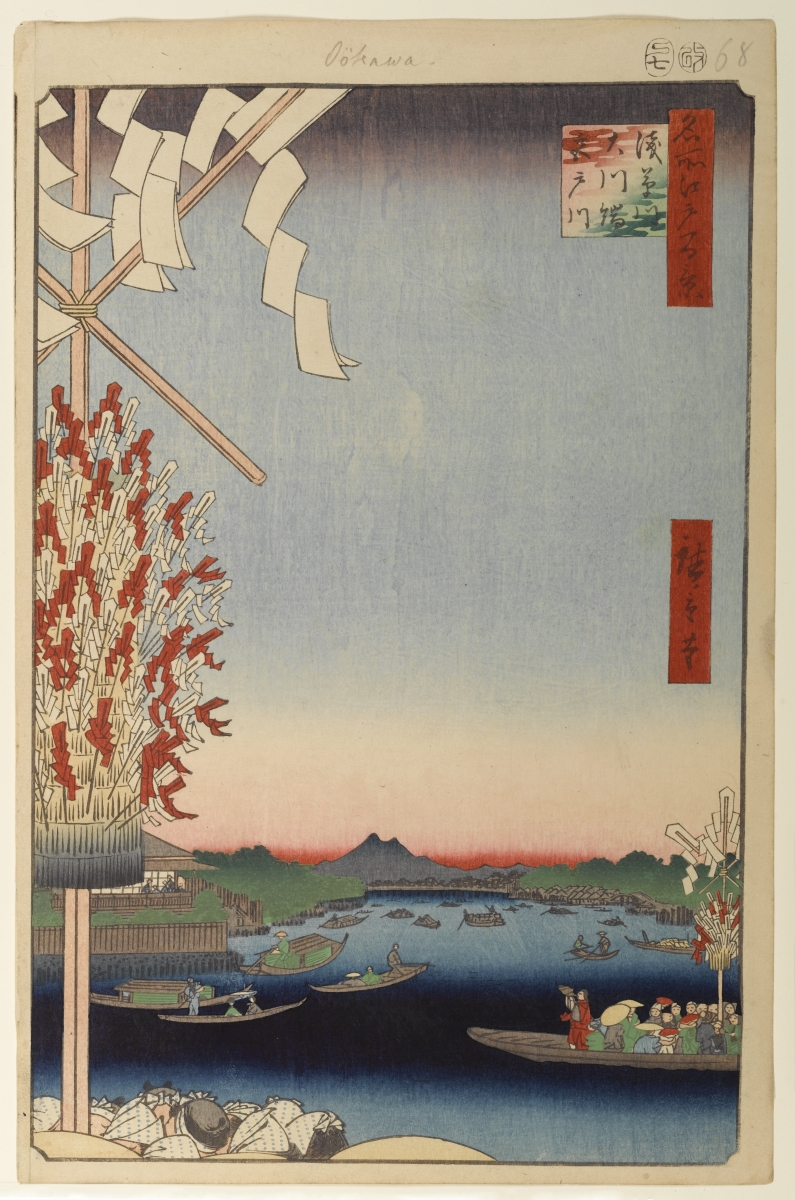
73. Sumidagawa, Abzweigung von Asakusa- und Miyatogawa
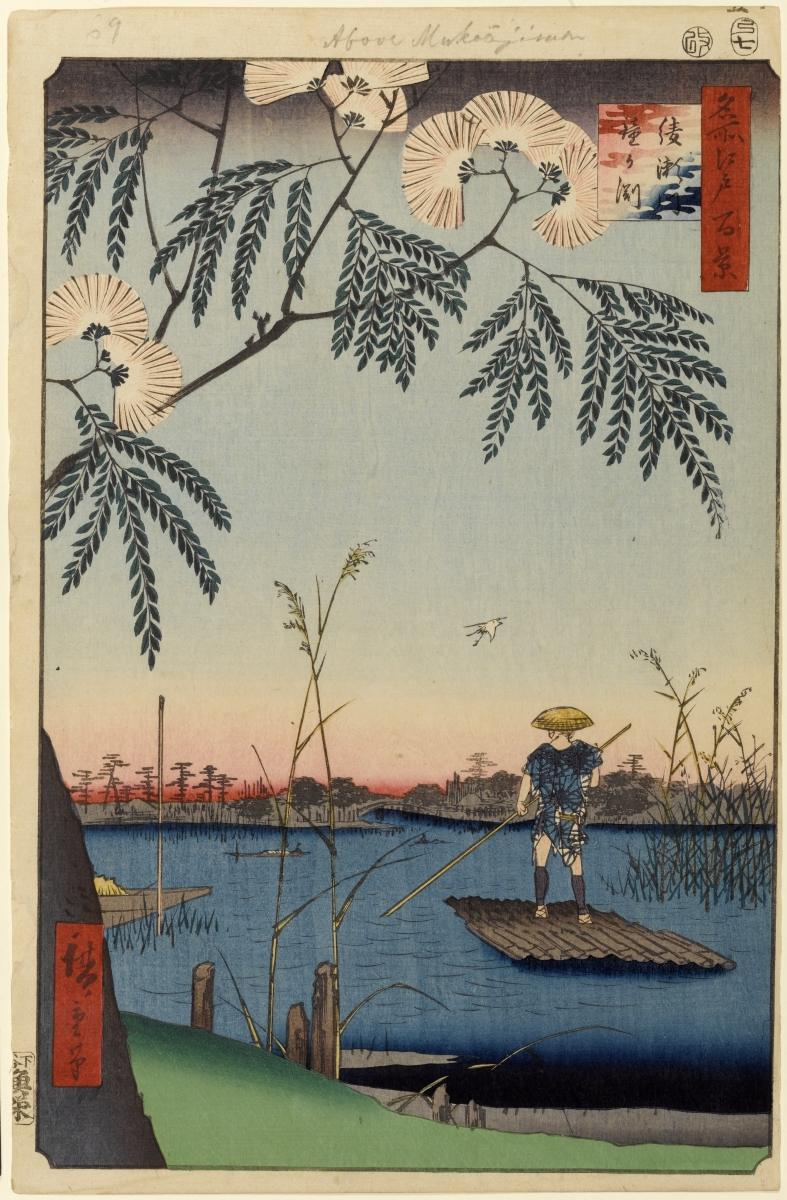
74. Kanegafuchi am Ayasegawa
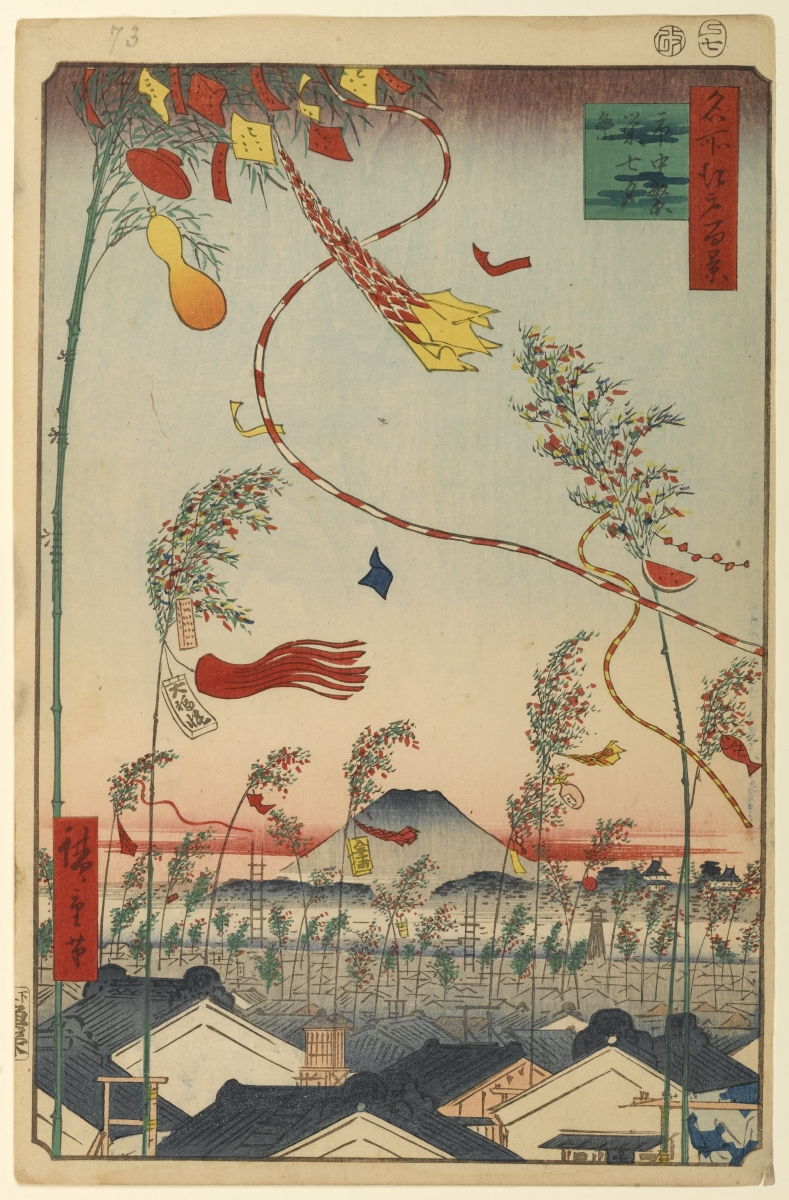
75. Glänzendes Tanabata-Fest in der Stadt
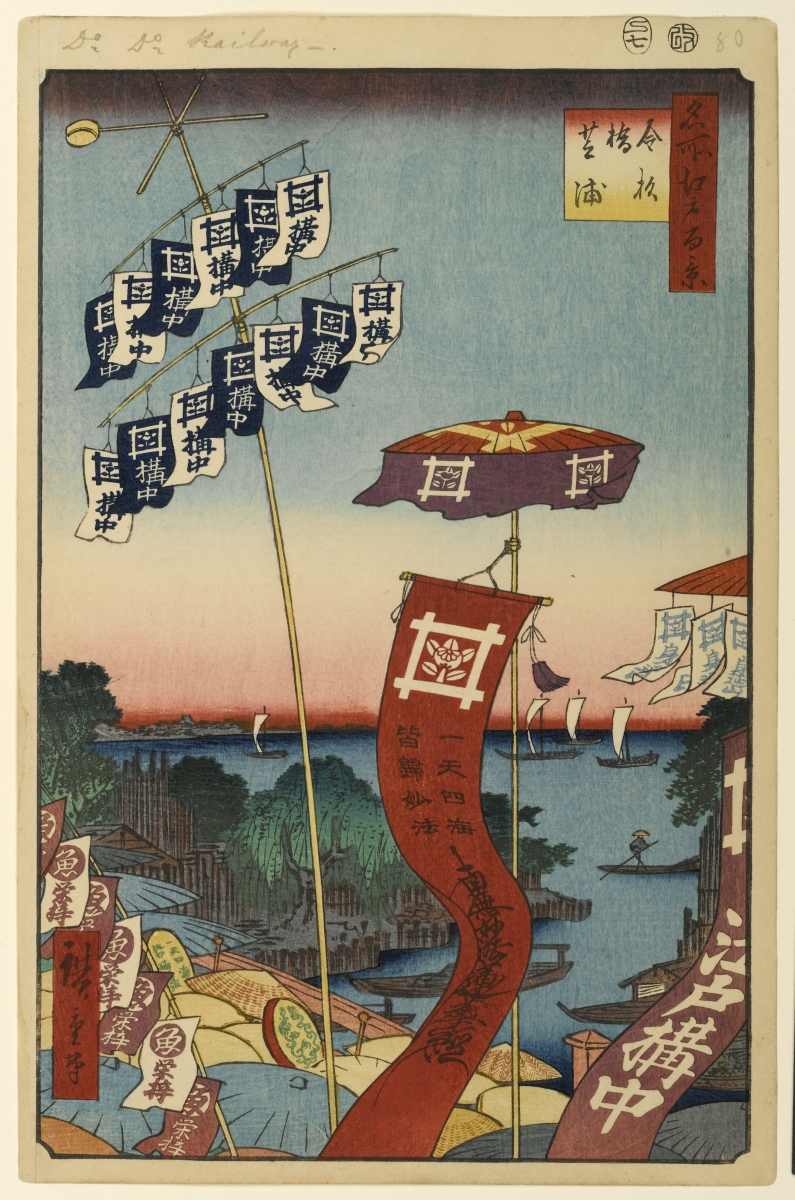
76. Kanasugi-hashi in Shiba
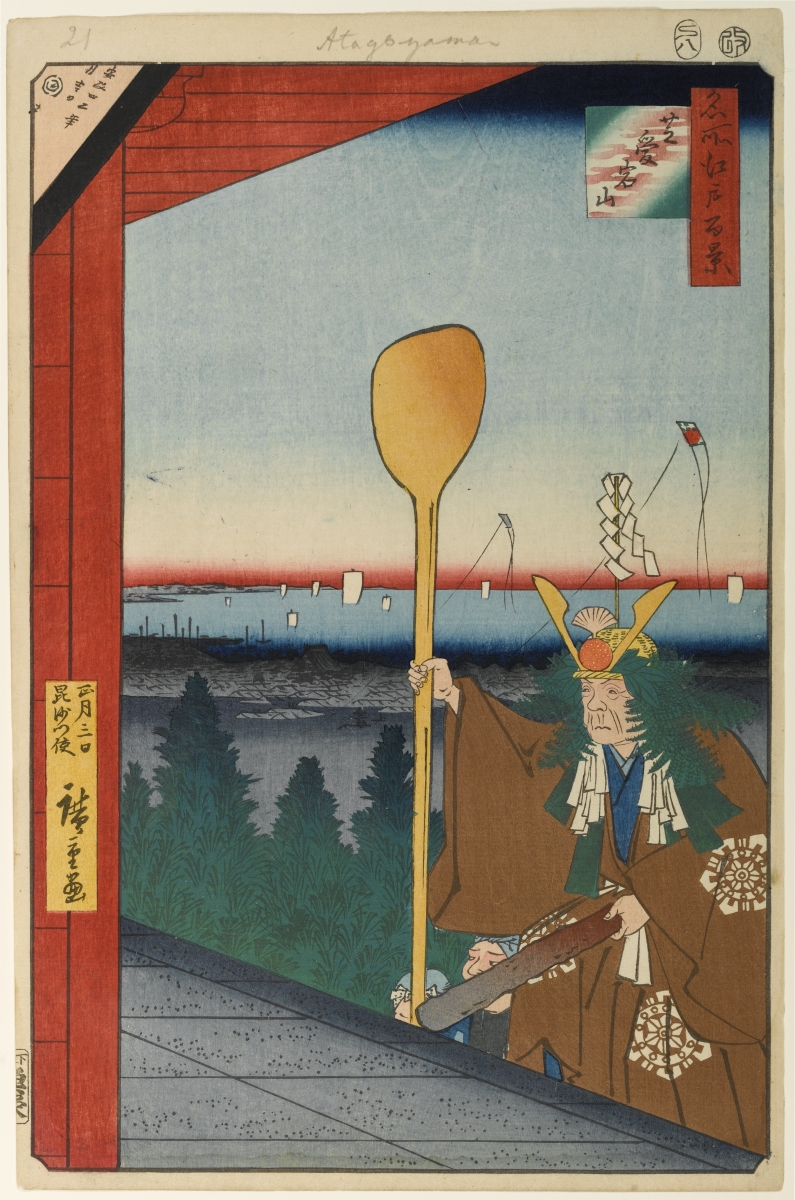
77. Atagoyama von Shiba [1857-08]
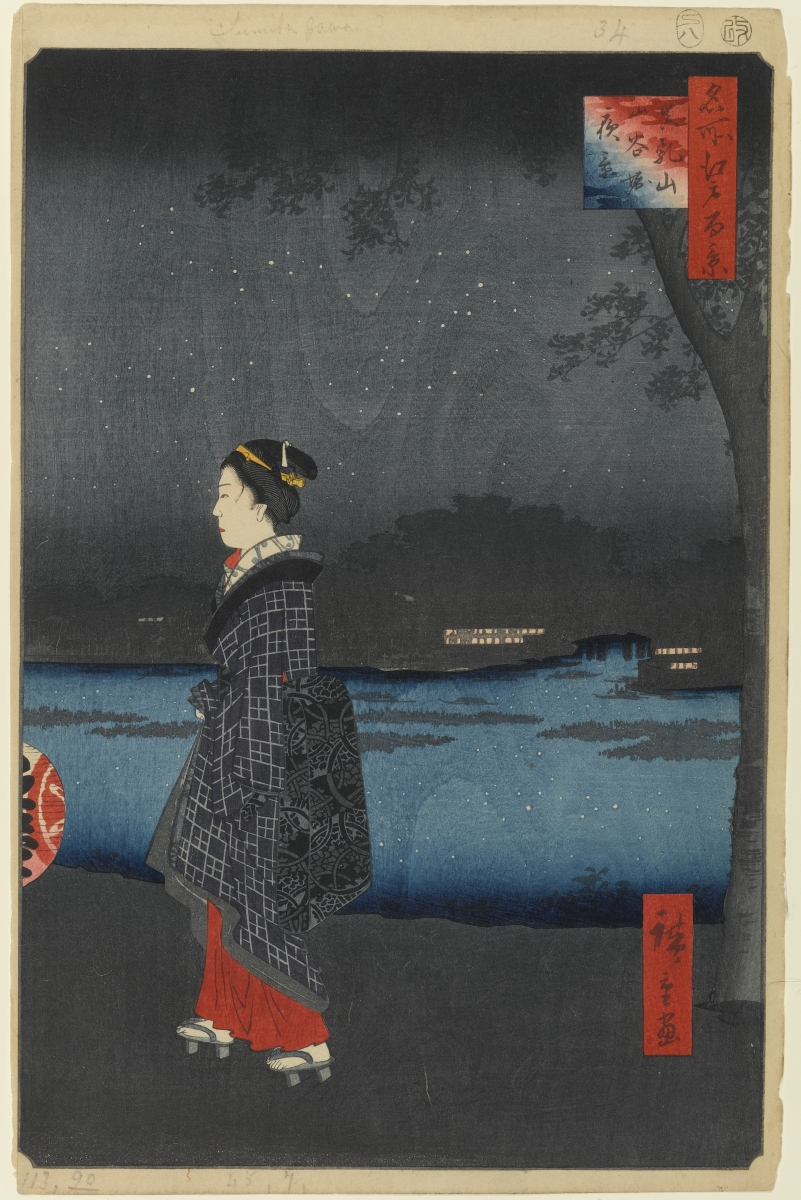
78. Abend am Matsuchiyama und San’ya-Kanal
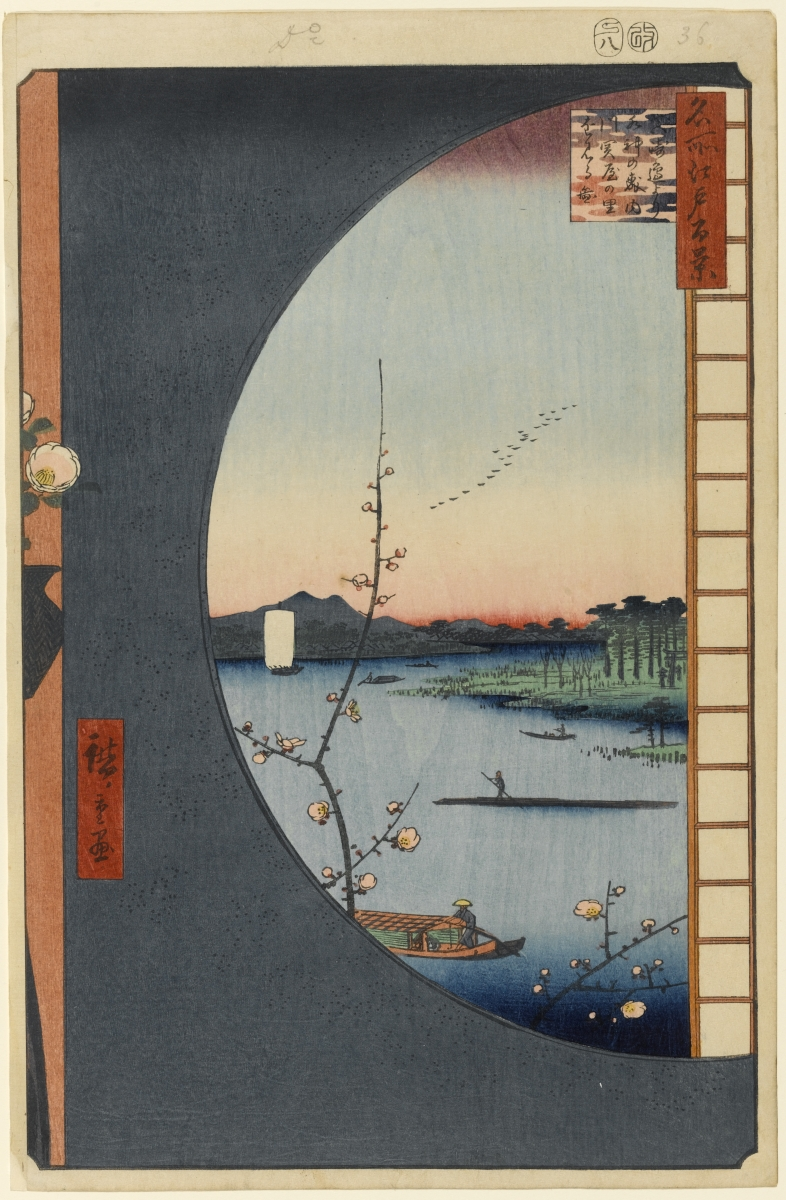
79. Suijin-Wäldchen, der Uchigawa und das Dorf Sekiya von Massaki aus gesehen
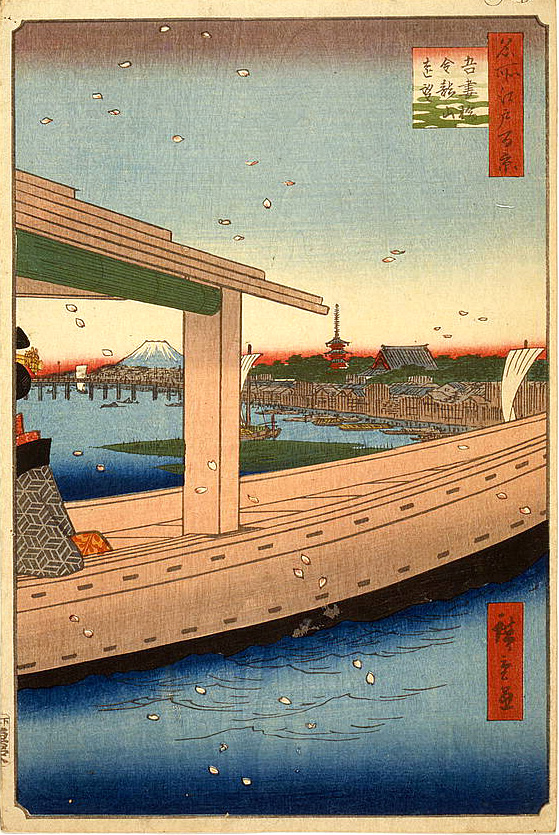
80. Blick von weitem auf den Kinryūsan und die Azumabashi
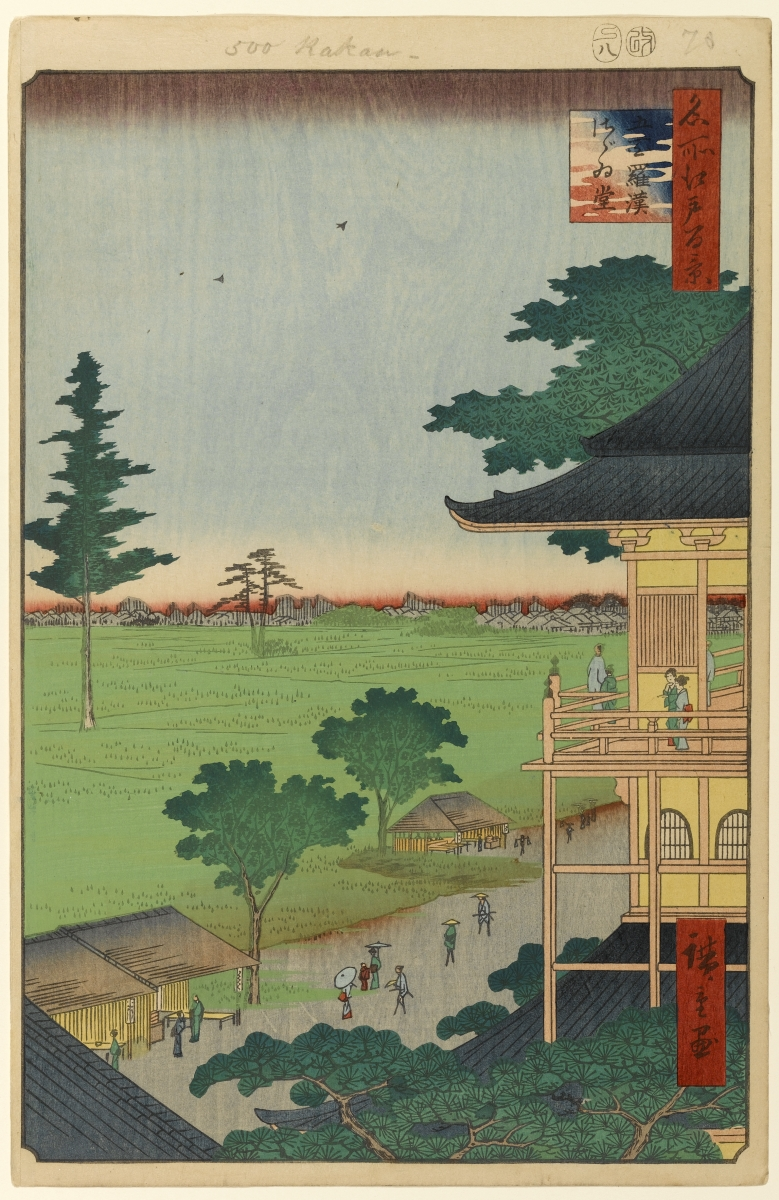
81. Saizai-Turm des 500-Rakan-Tempels
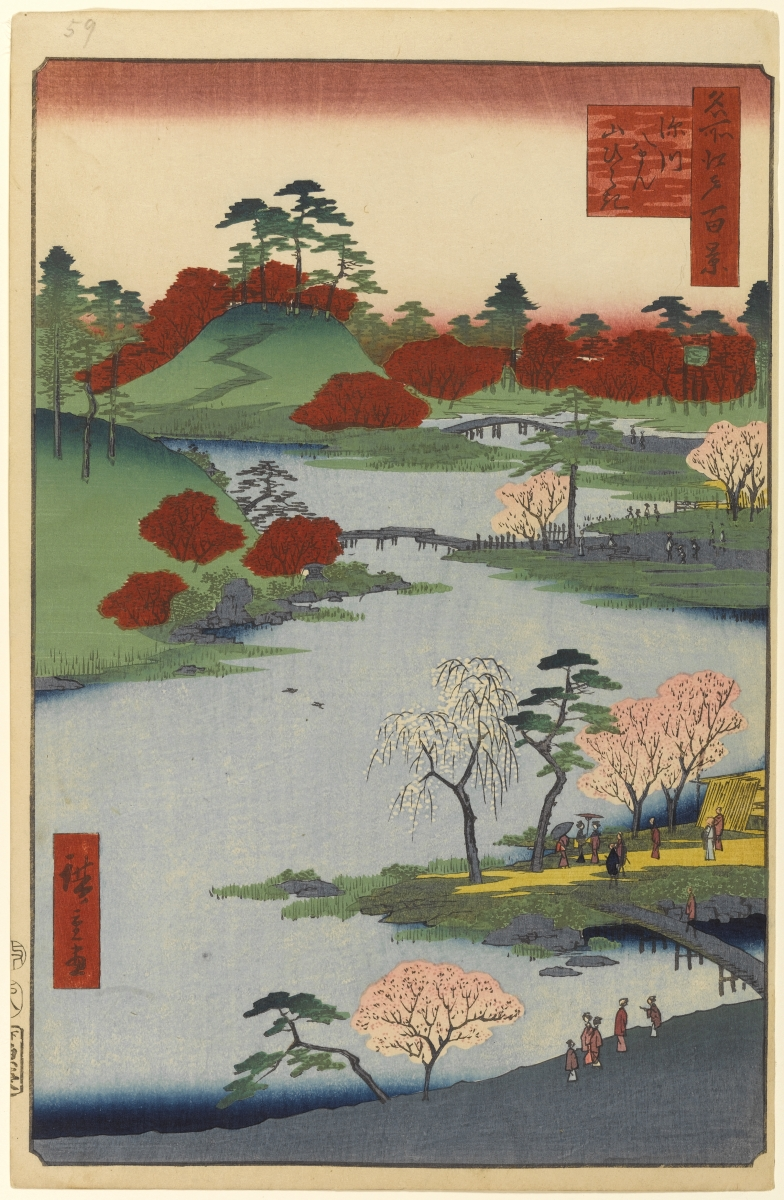
82. Fukagawa Hachiman-Schrein
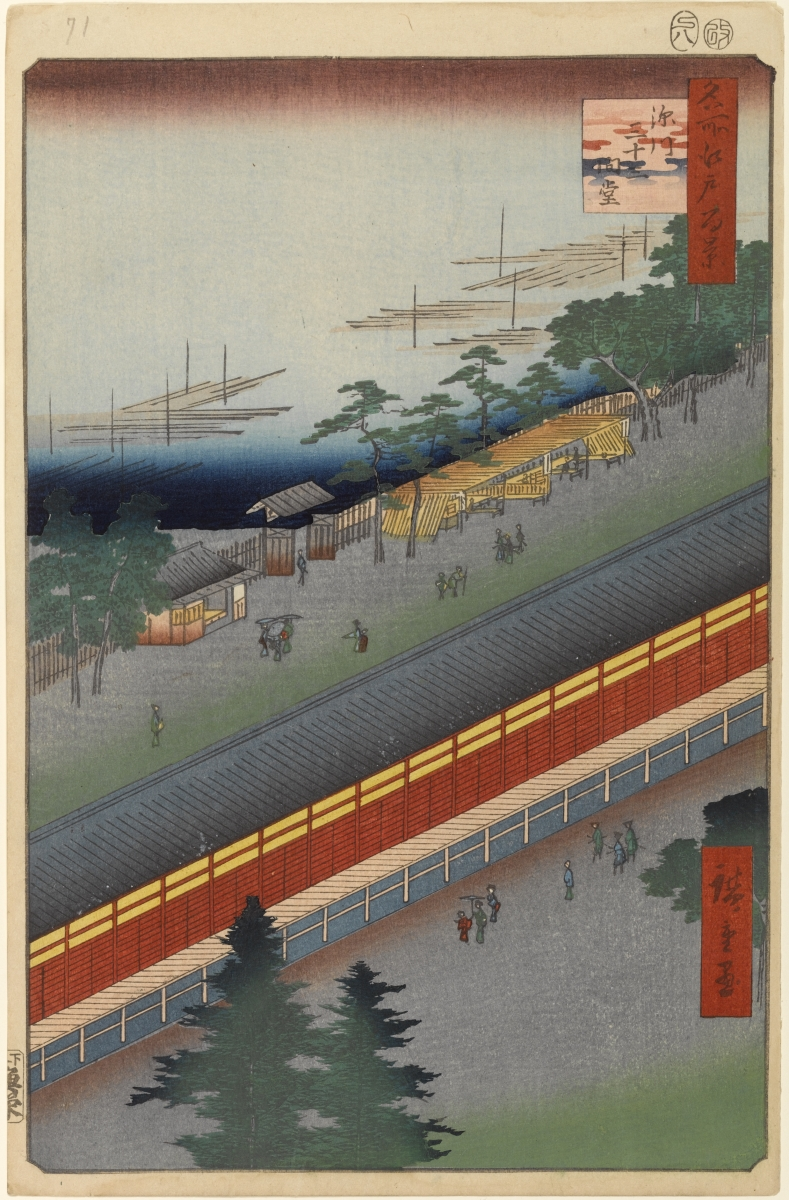
83. Sanjūsangendō in Fukagawa
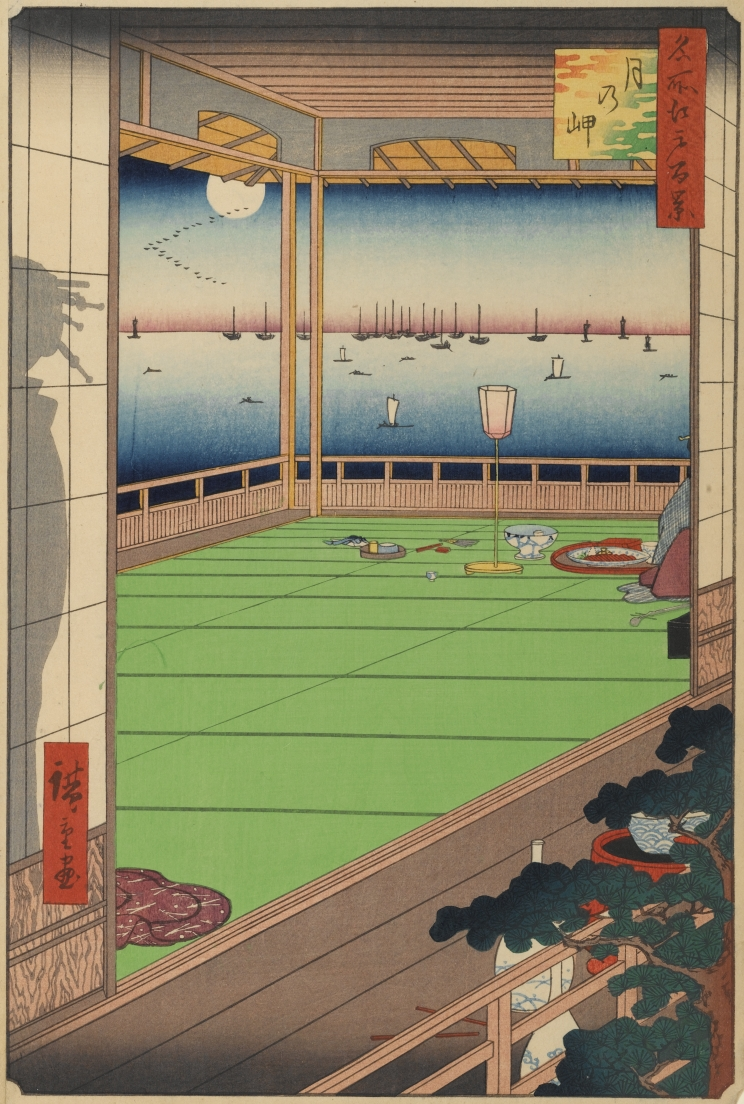
84. Mondblick-Terrasse
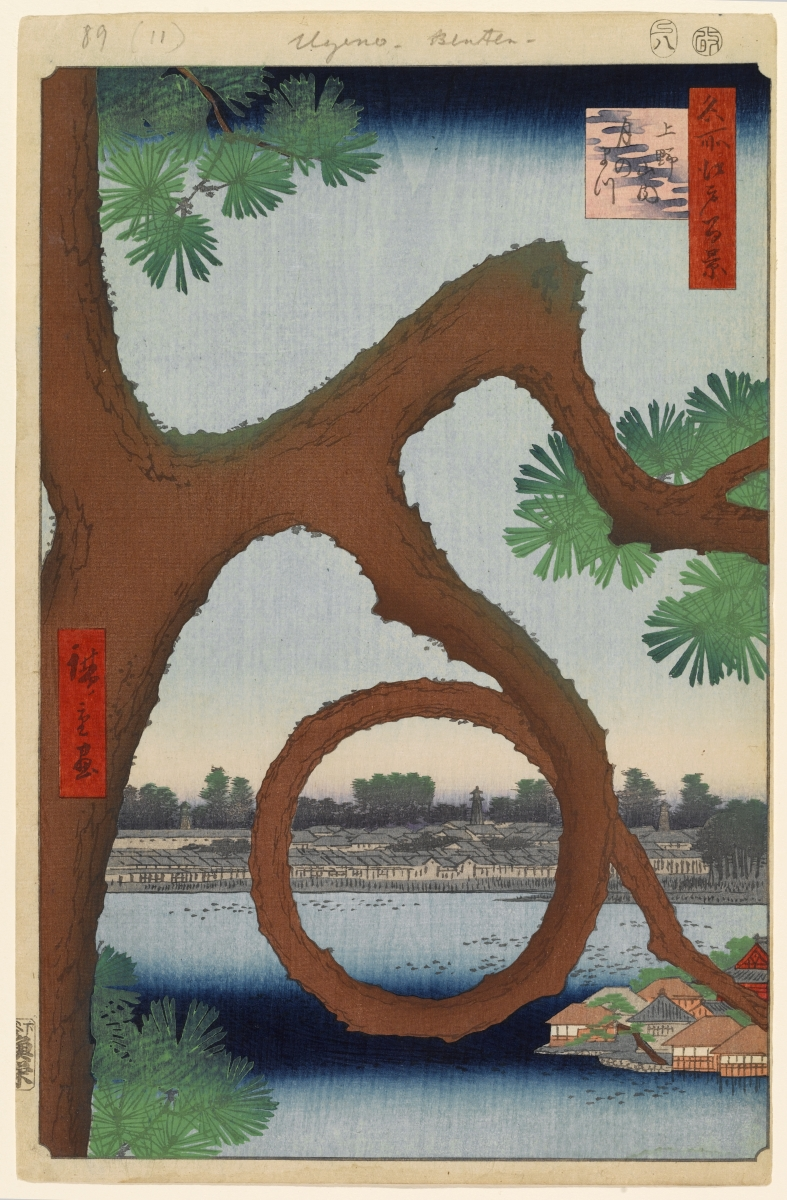
85. „Mond-Kiefer“ von Ueno
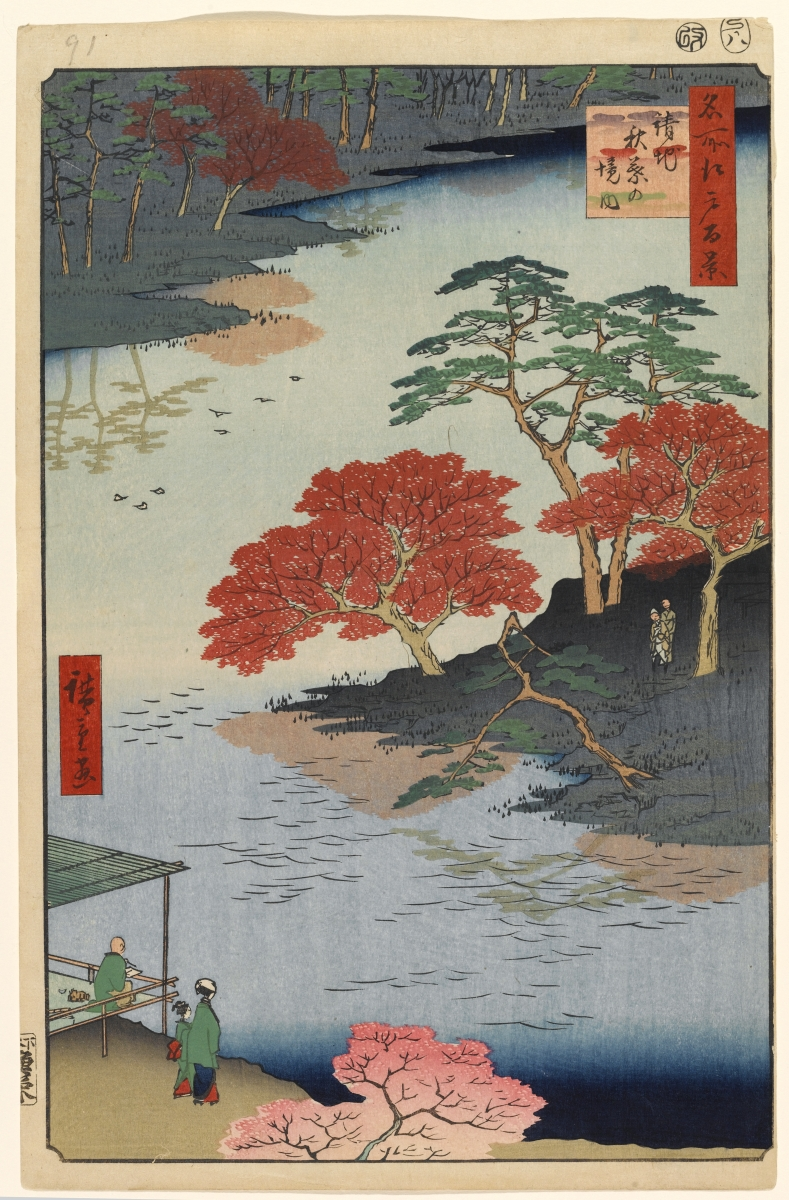
86. Auf dem Gelände des Akiba-Schreins in Ukechi
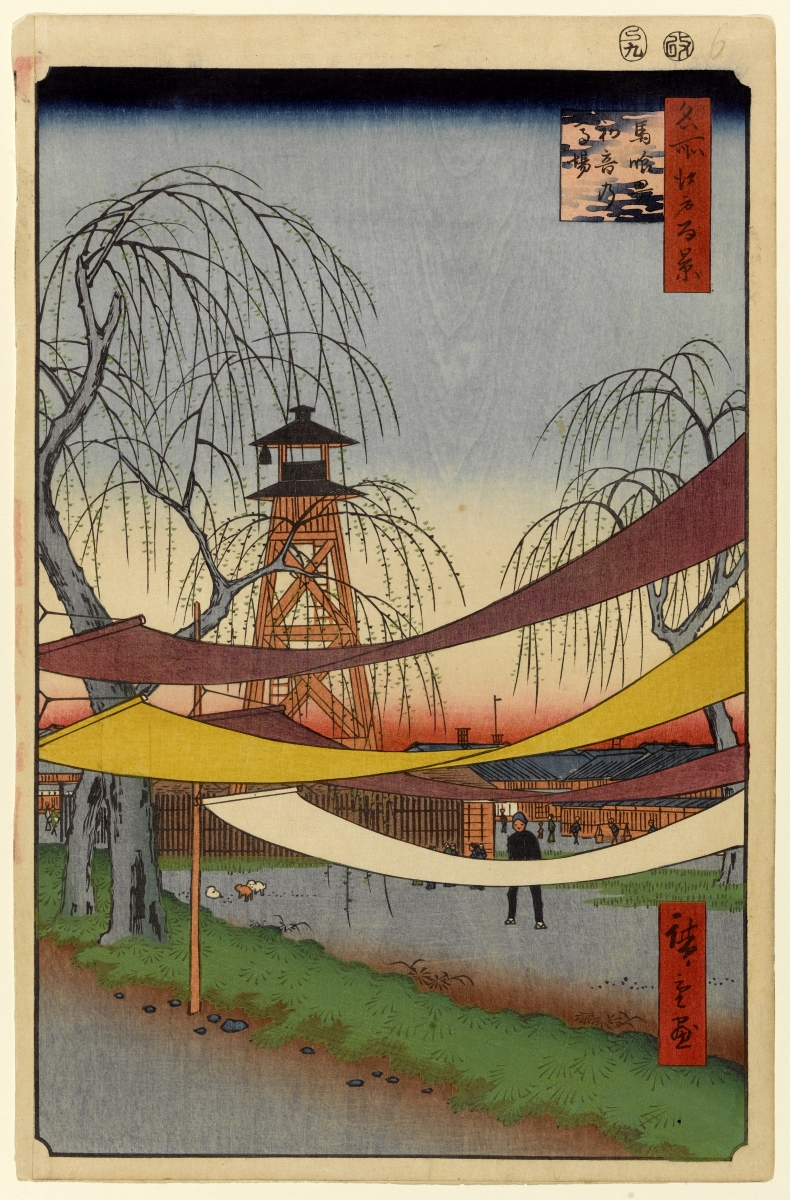
87. Hatsune-no-baba im Bakuro-chō [1857-09]
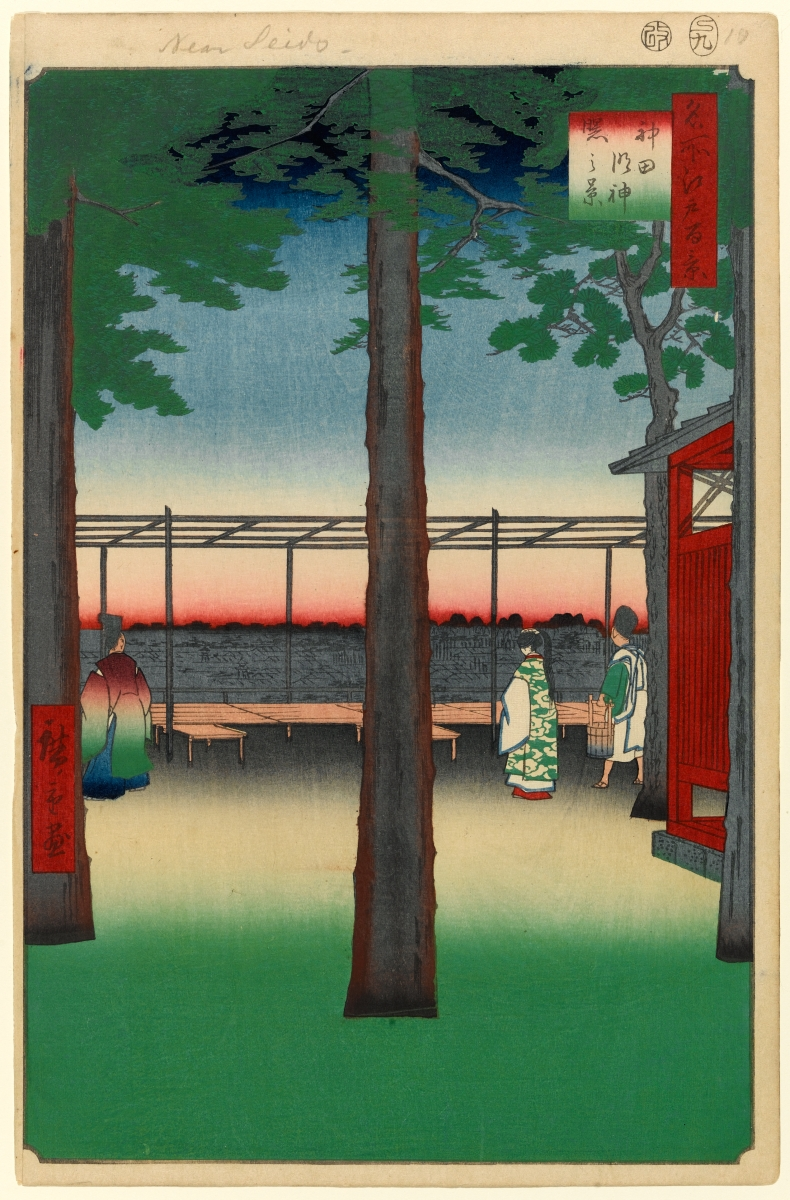
88. Morgenröte am Kanda Myōjin Schrein
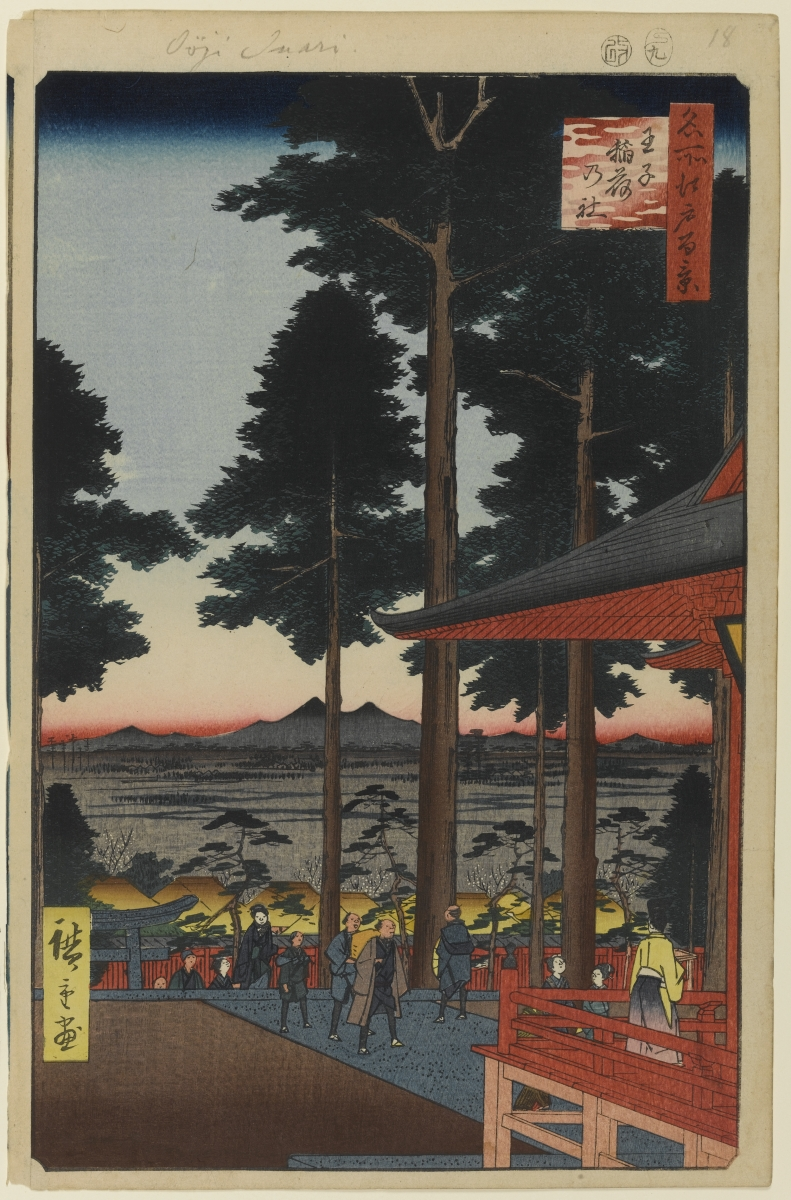
89. Inari-Schrein von Ōji
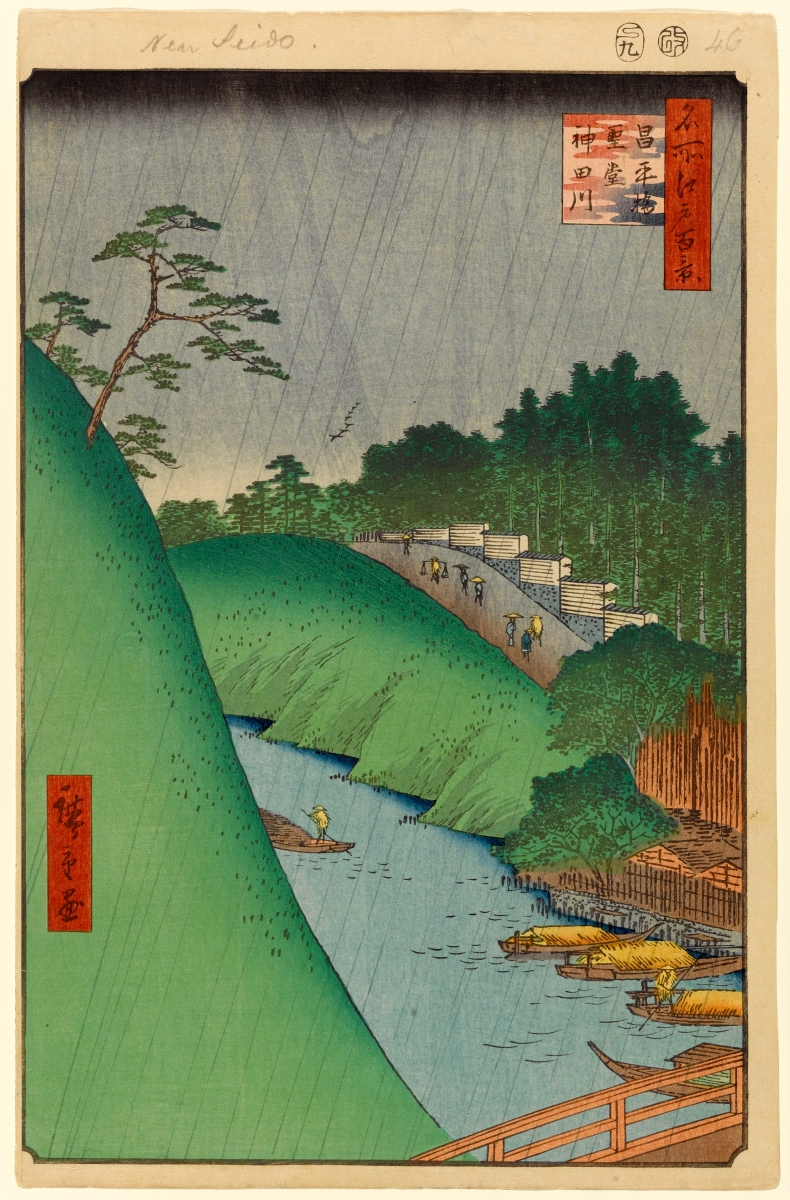
90. Shōhei-Brücke und Seidō am Kanda-Kanal
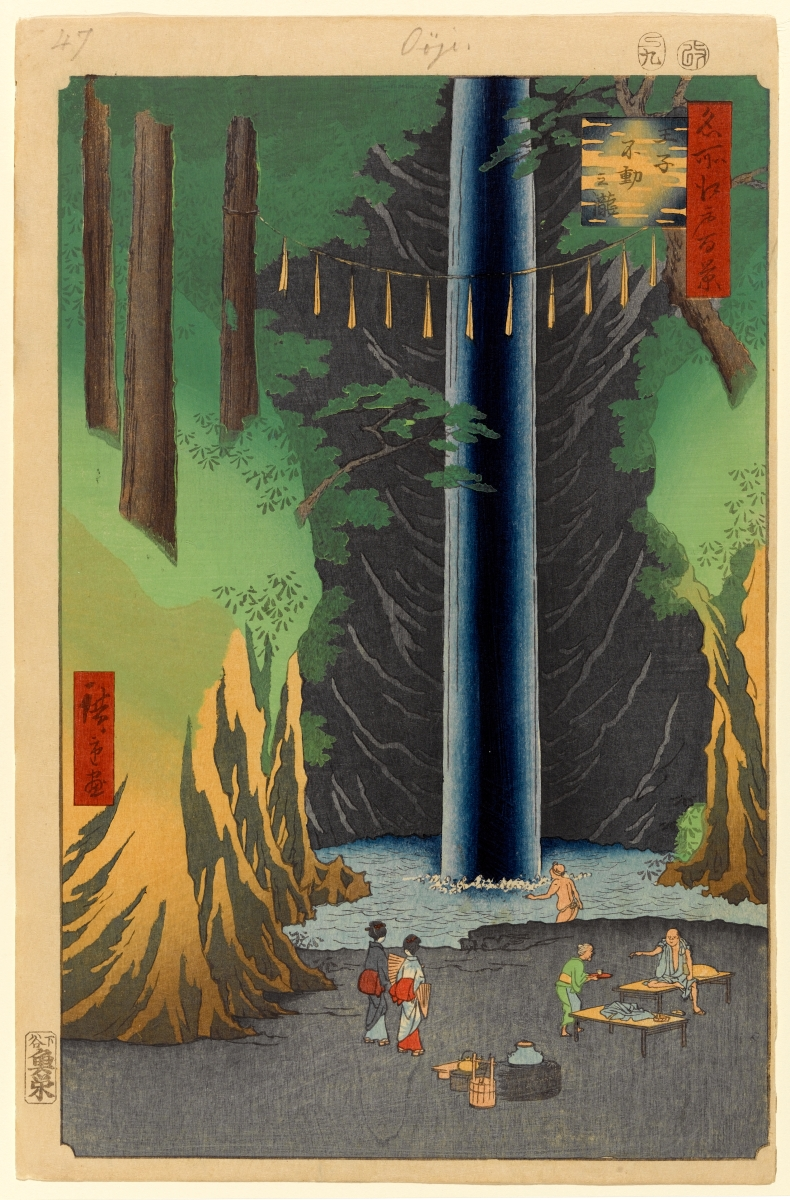
91. Der Fudō-Wasserfall von Ōji
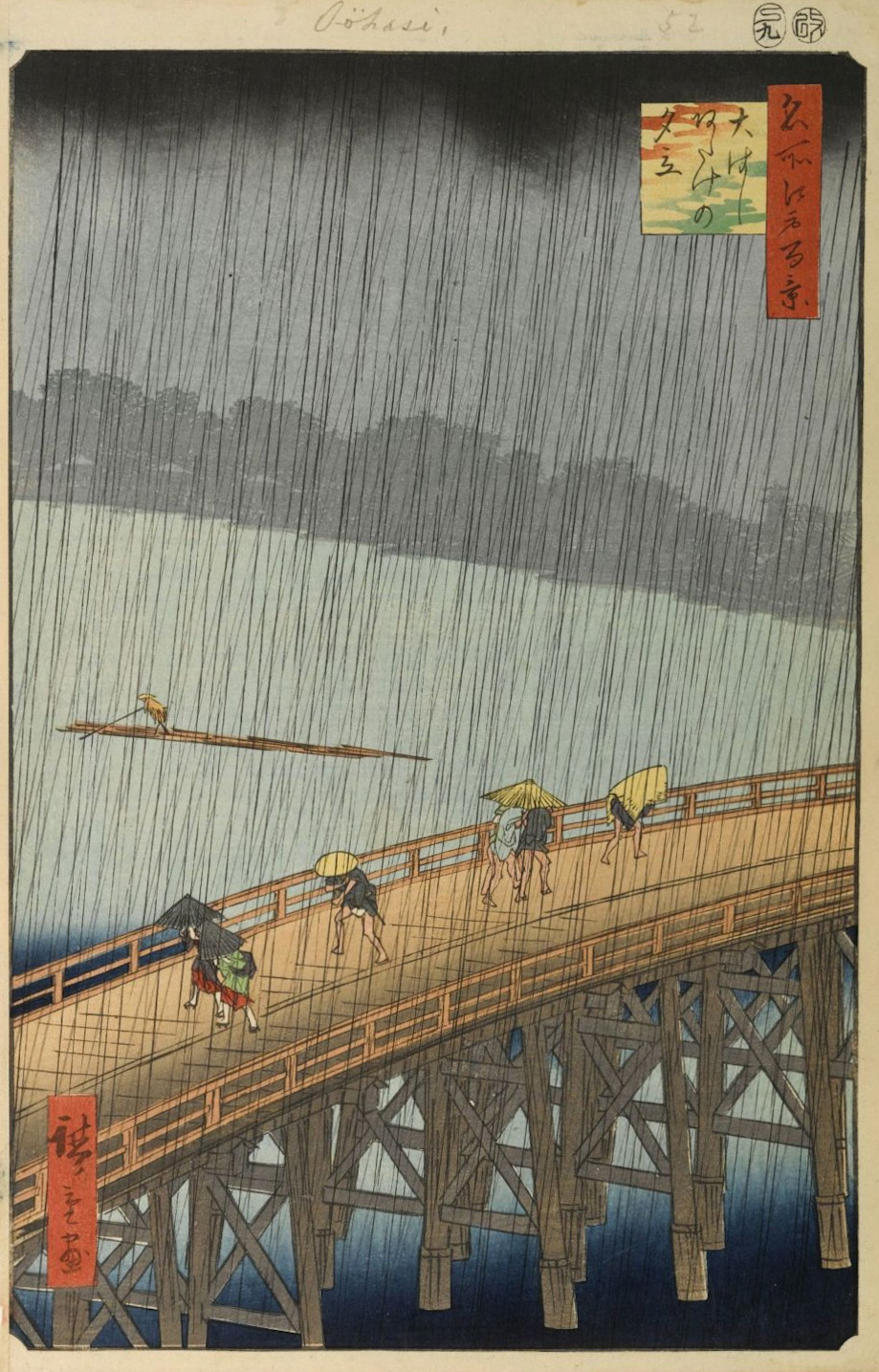
92. Abendschauer über der großen Brücke in Atake
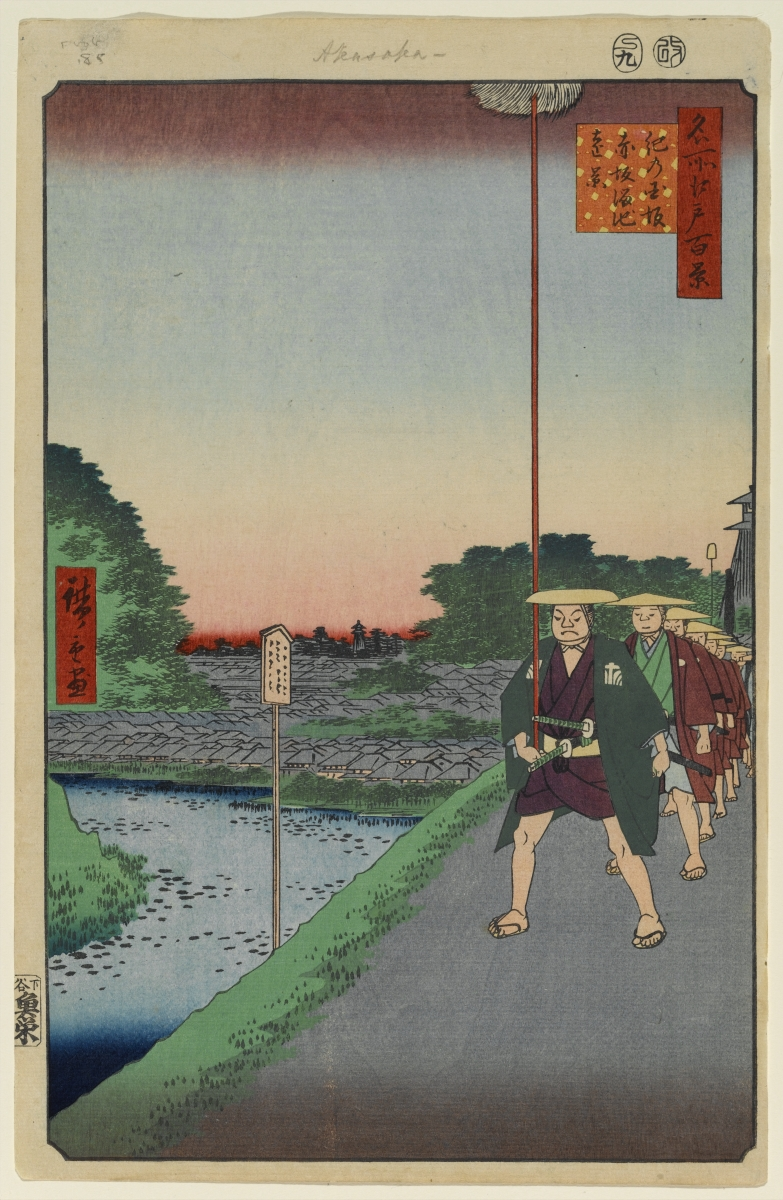
93. Blick auf Akasaka und Tameike vom Kinokunizaka
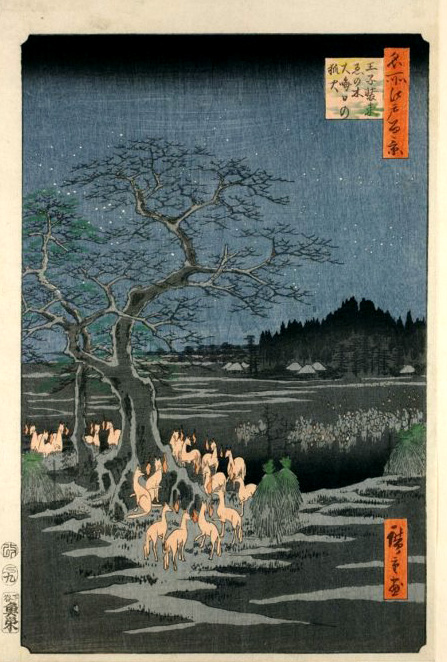
94. Flammenbekränzte Füchse am Silvesterabend unter dem Nesselbaum von Shozoku in Ōji
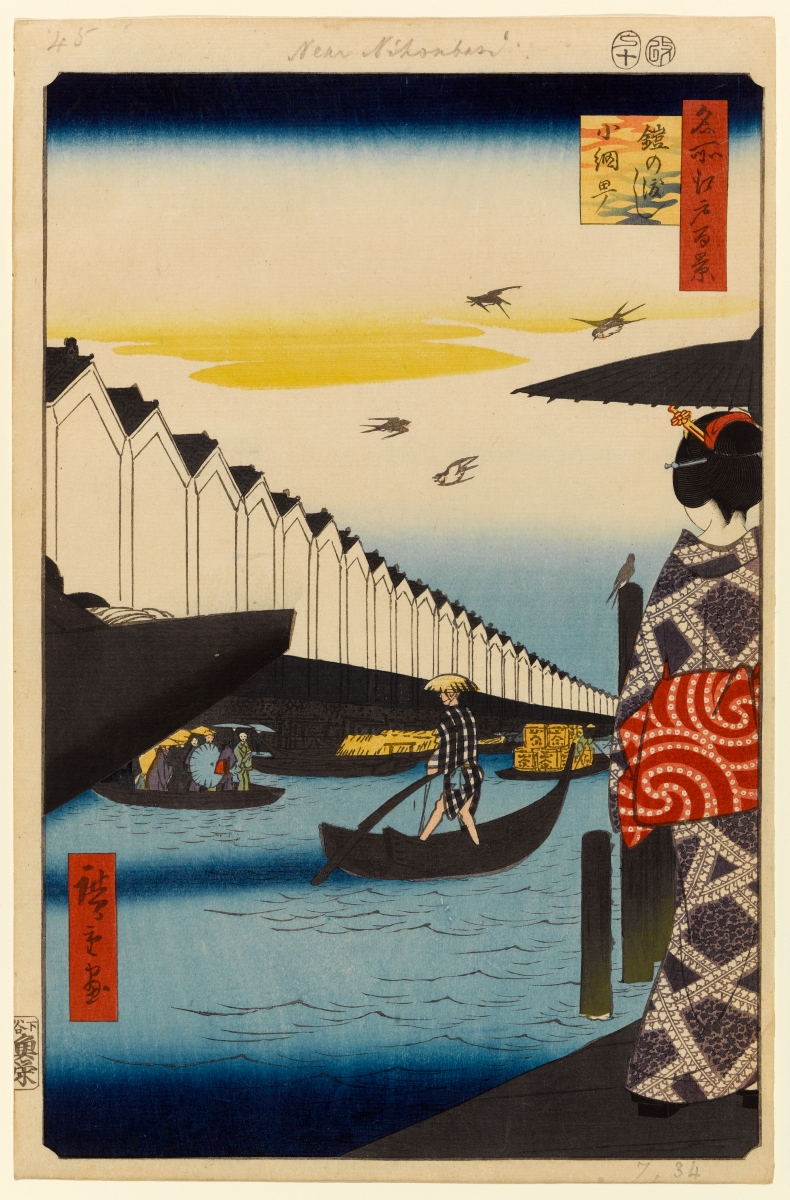
95. Die Yoroi-Fähre und Koami-chō
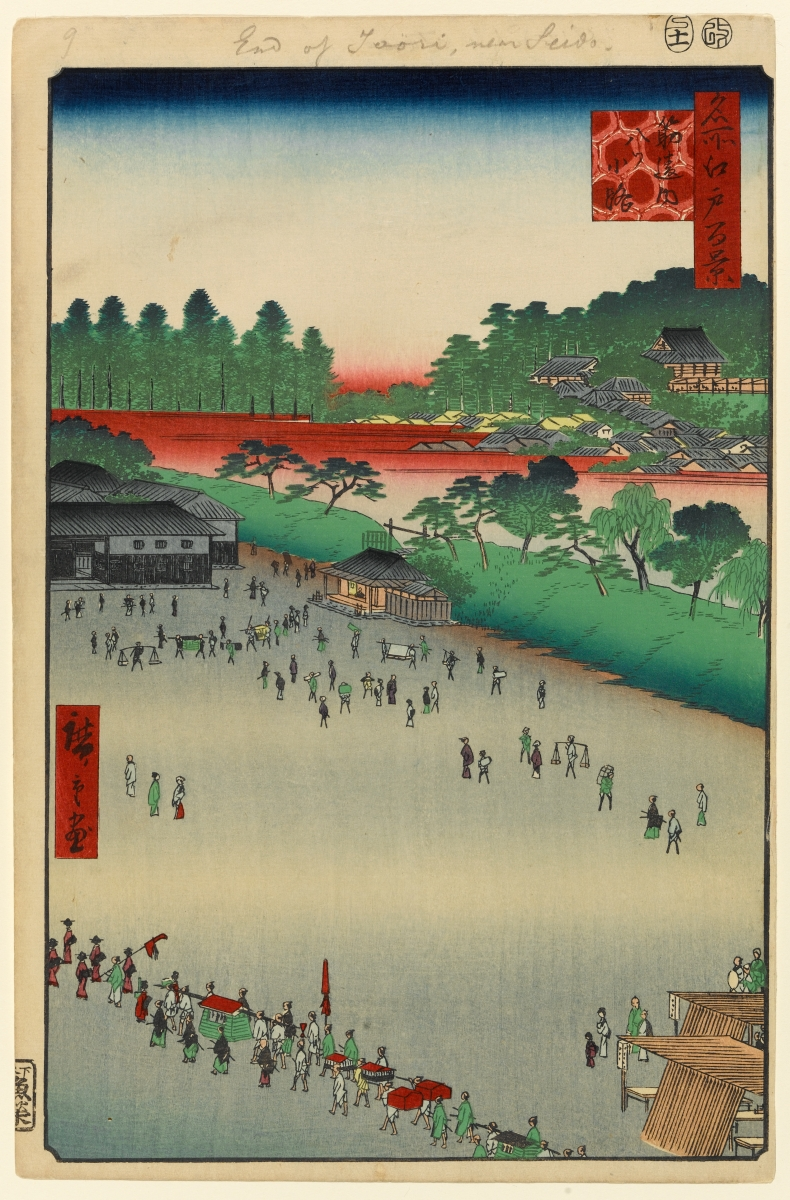
96. Yatsukōji-Straße von Sujikai [1857-11]
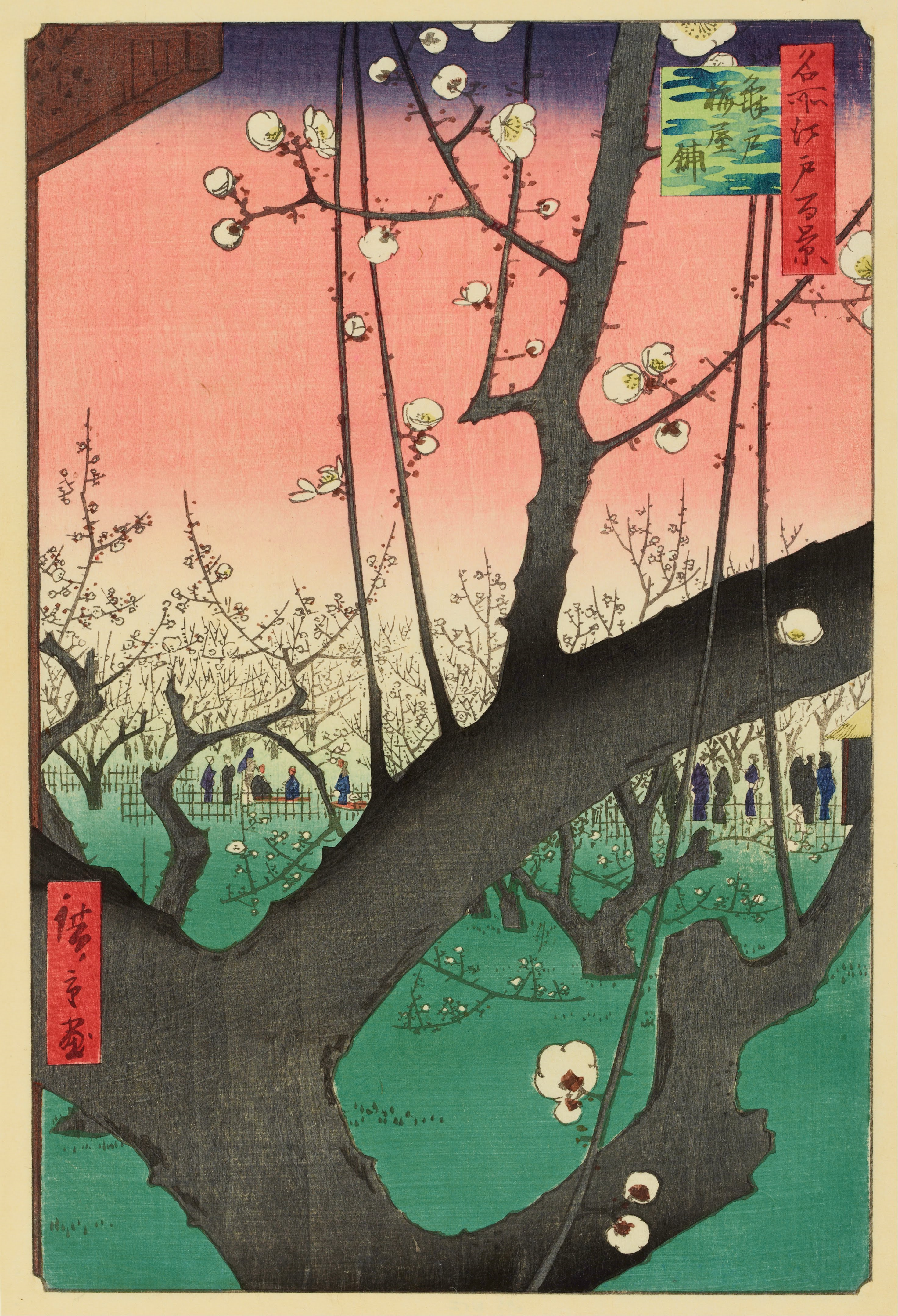
97. Garten der Pflaumenbäume in Kameido
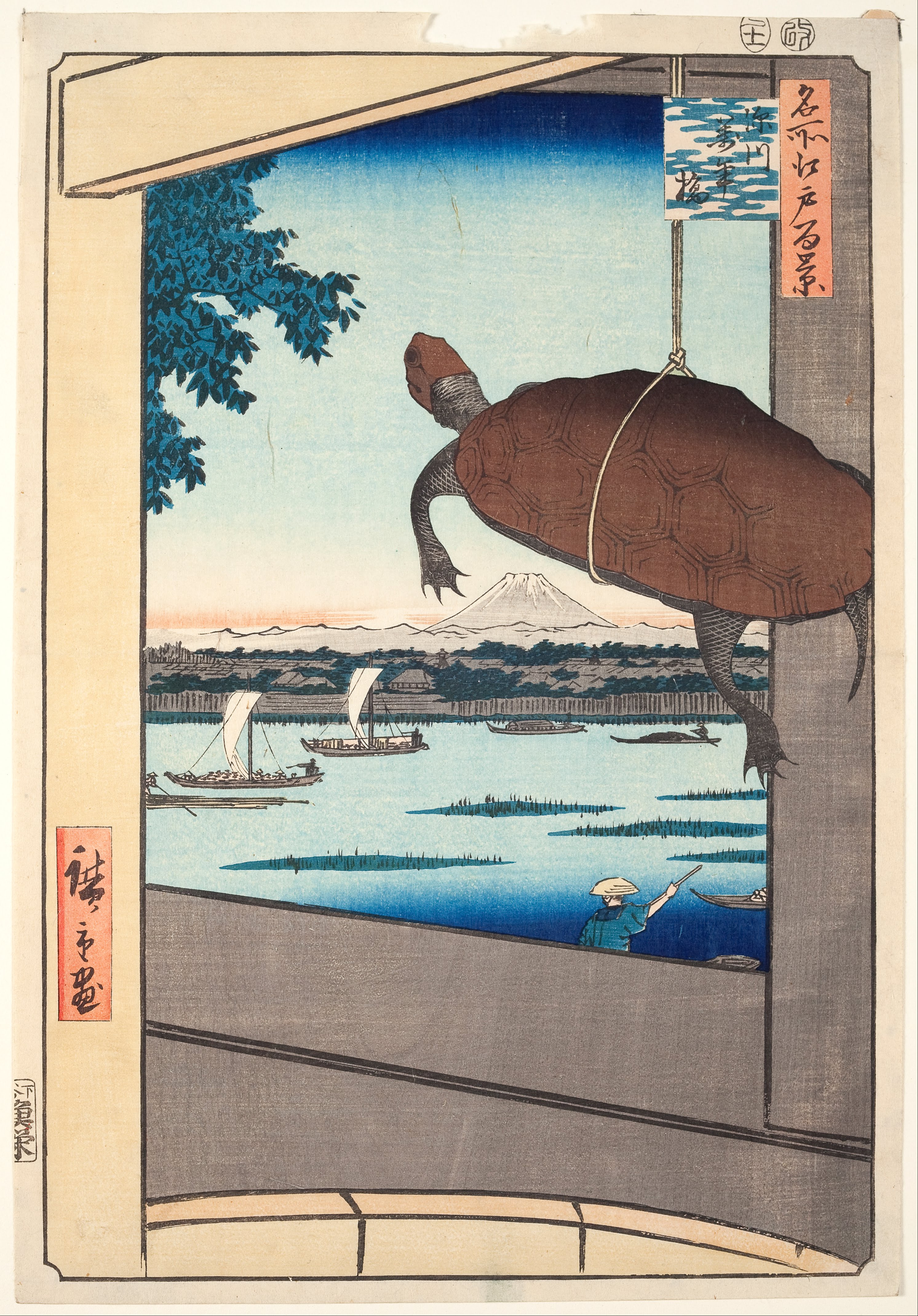
98. Mannen-Brücke am Fukagawa
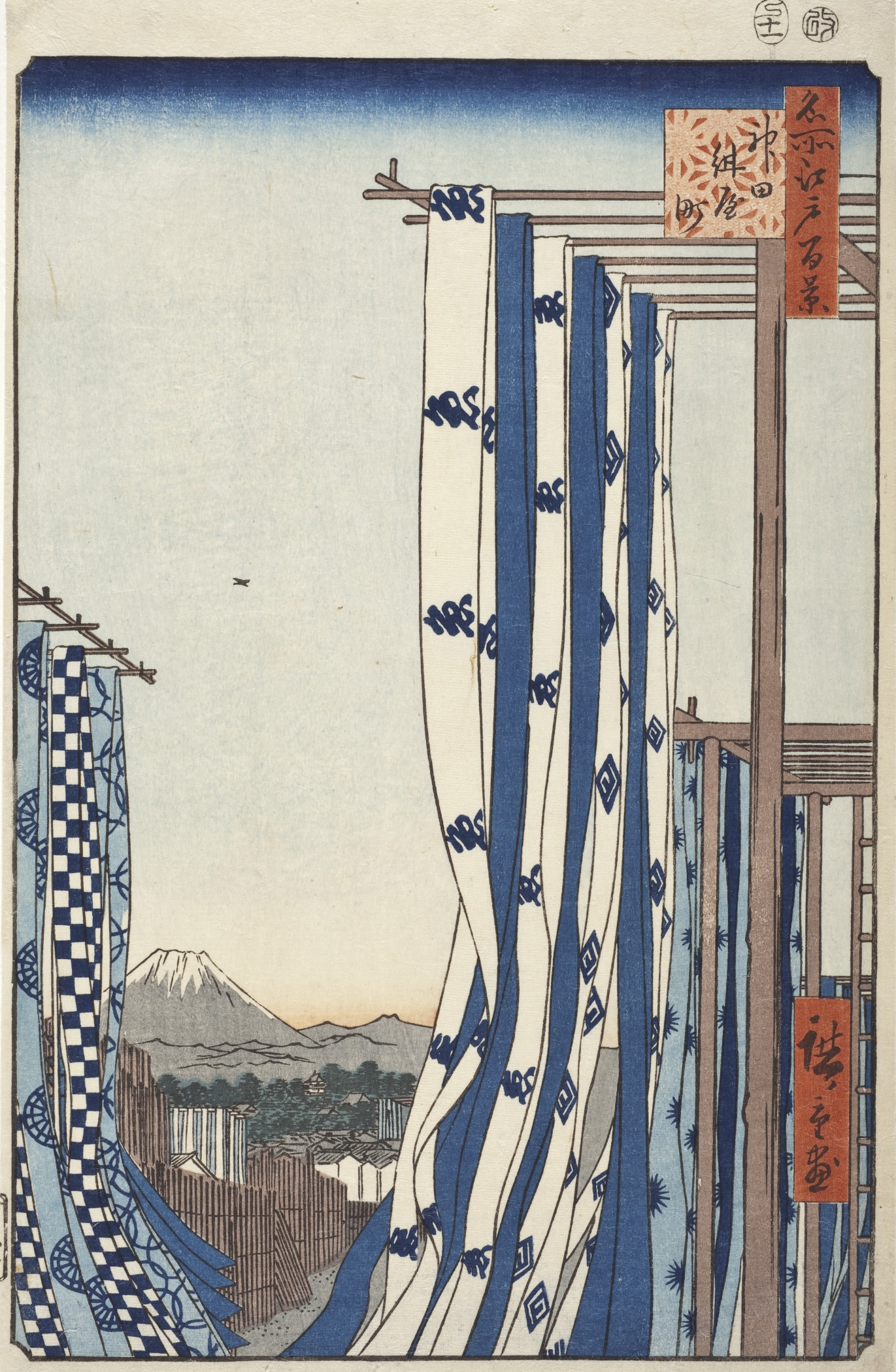
99. Kon’ya-chō in Kanda
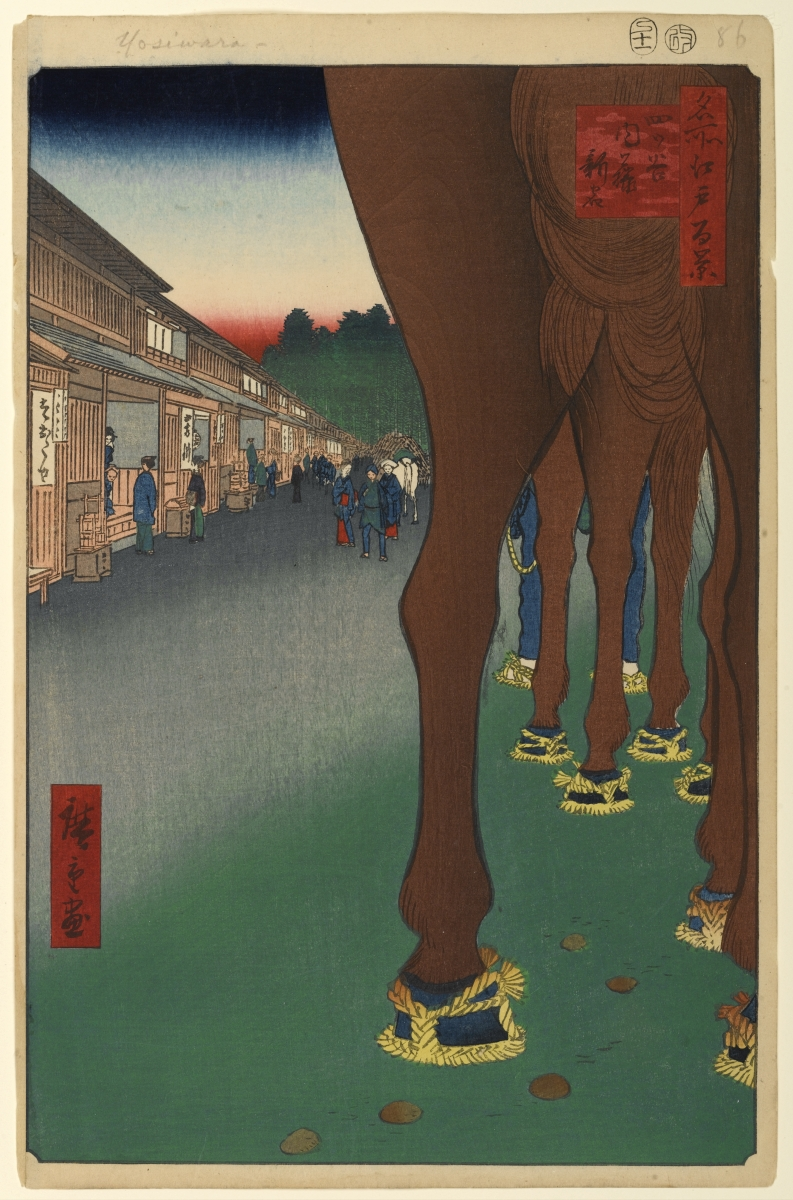
100. Naitō Shinjuku in Yotsuya
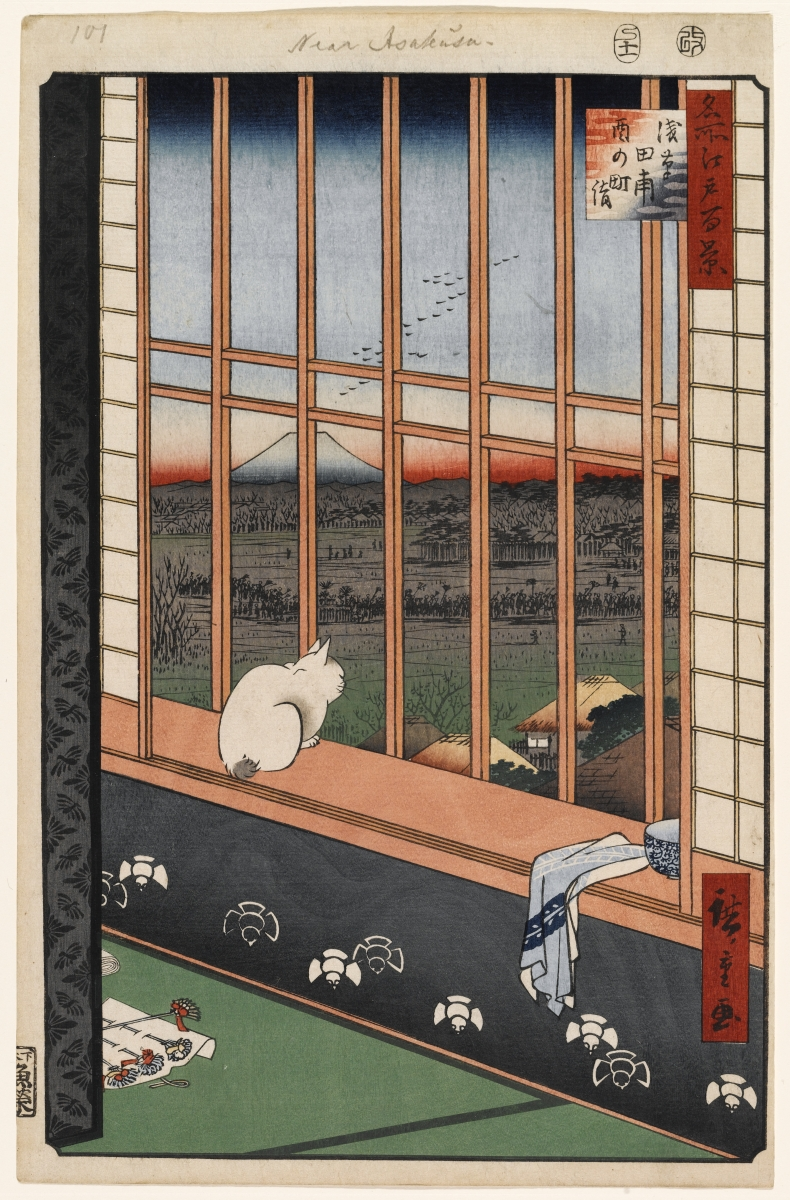
101. Besucher des Tori-no-machi-Marktes von Asakusa Tambo
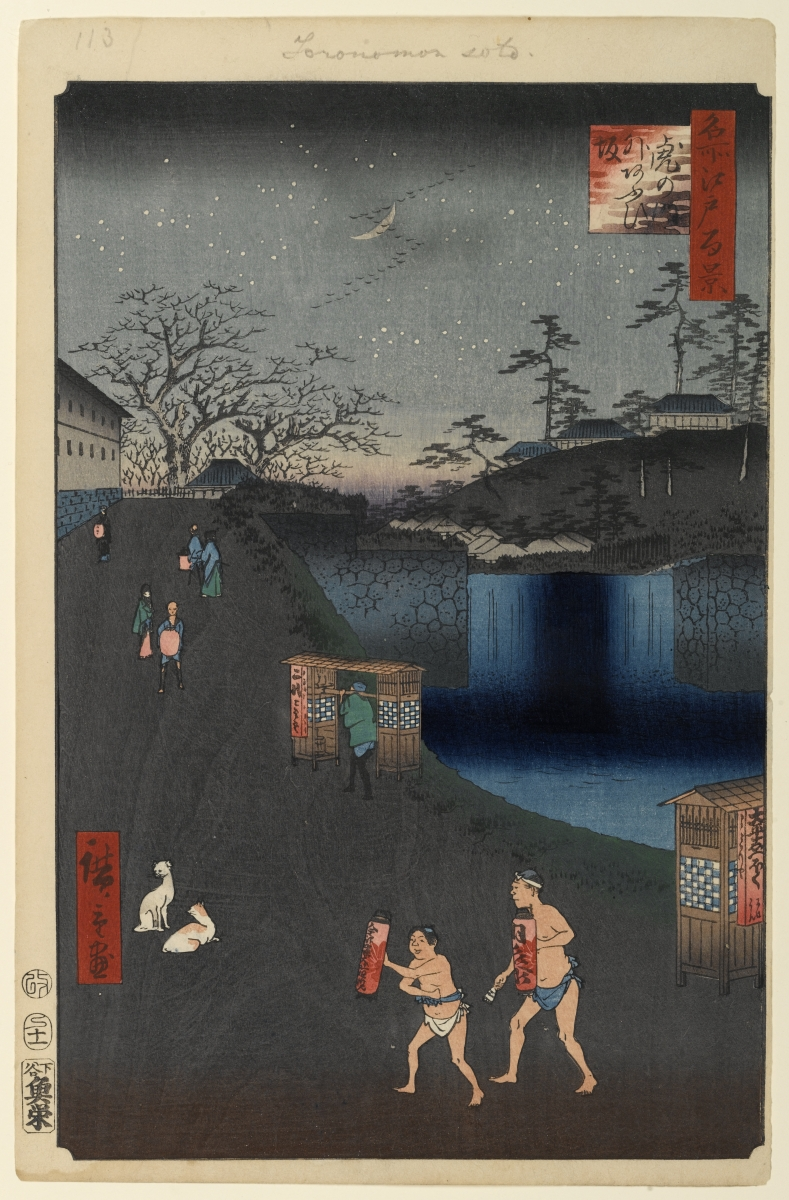
102. Aoi-zaka vor dem Tora-no-mon
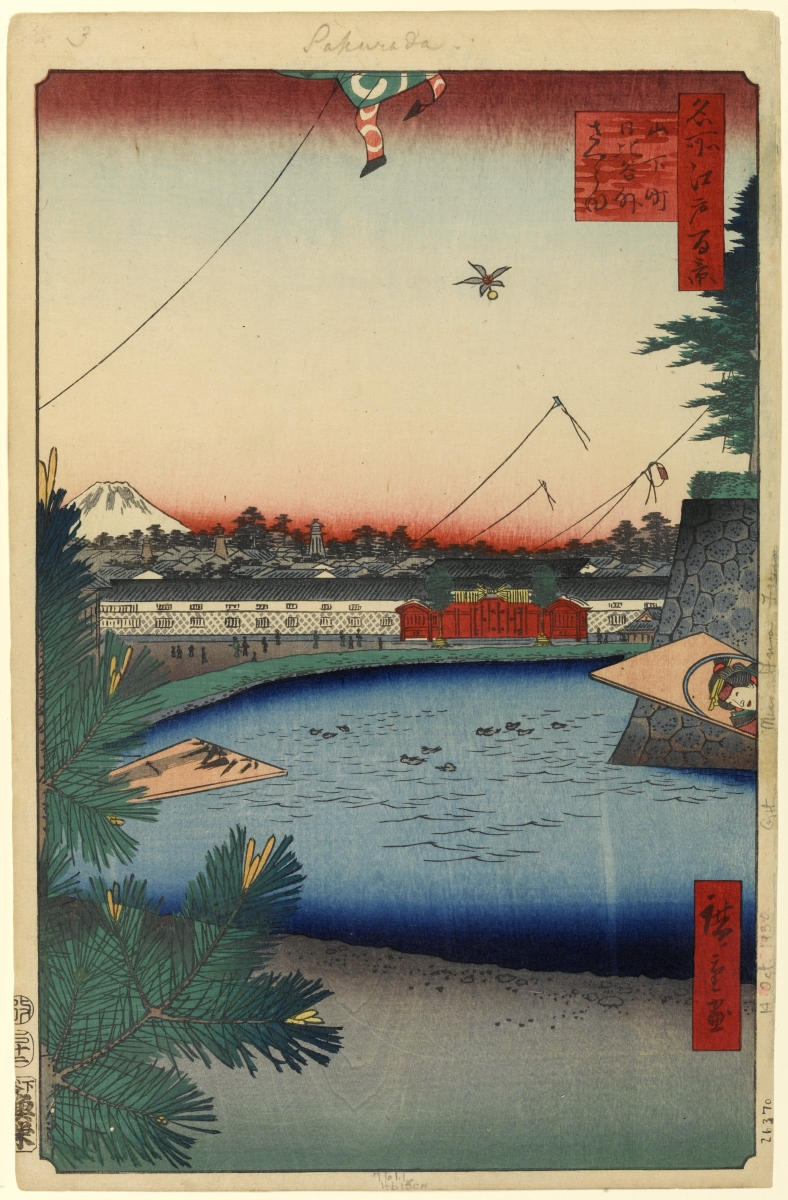
103. Yamashita-chō und Sotosakurada in Hibiya [1857-12]
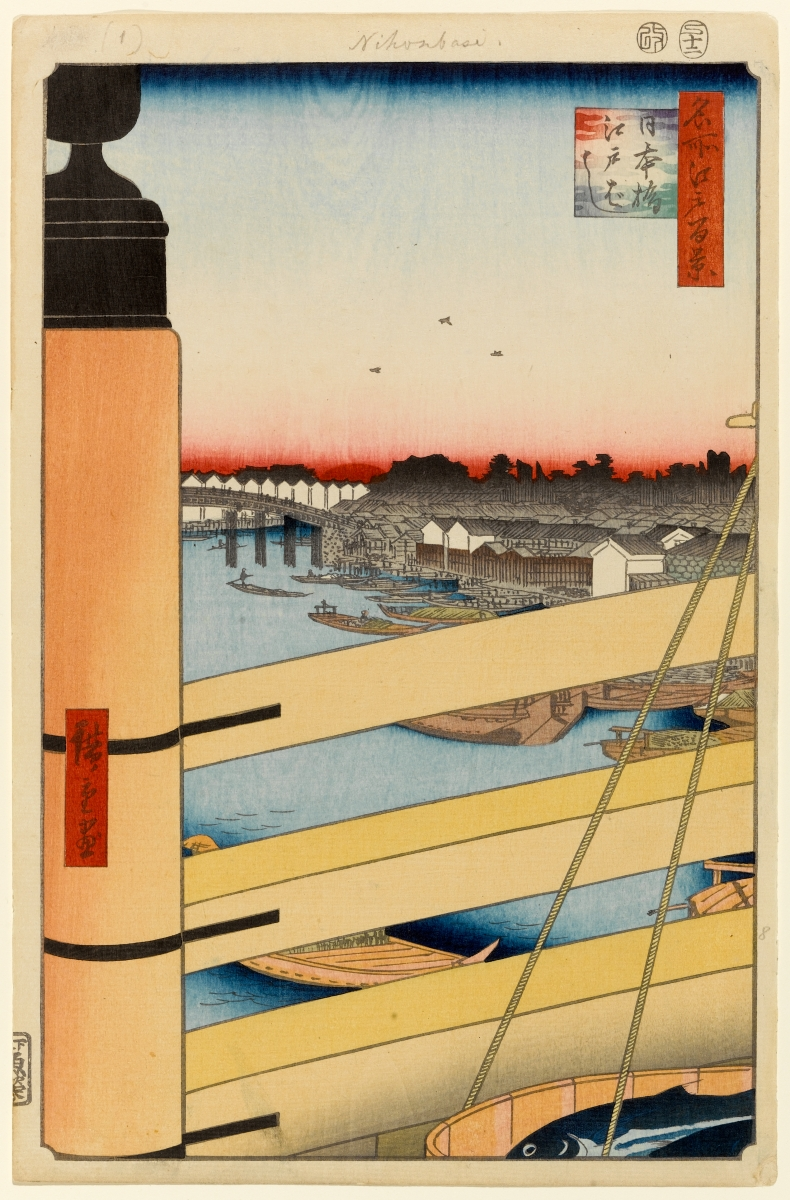
104. Nihon-bashi und Edobashi
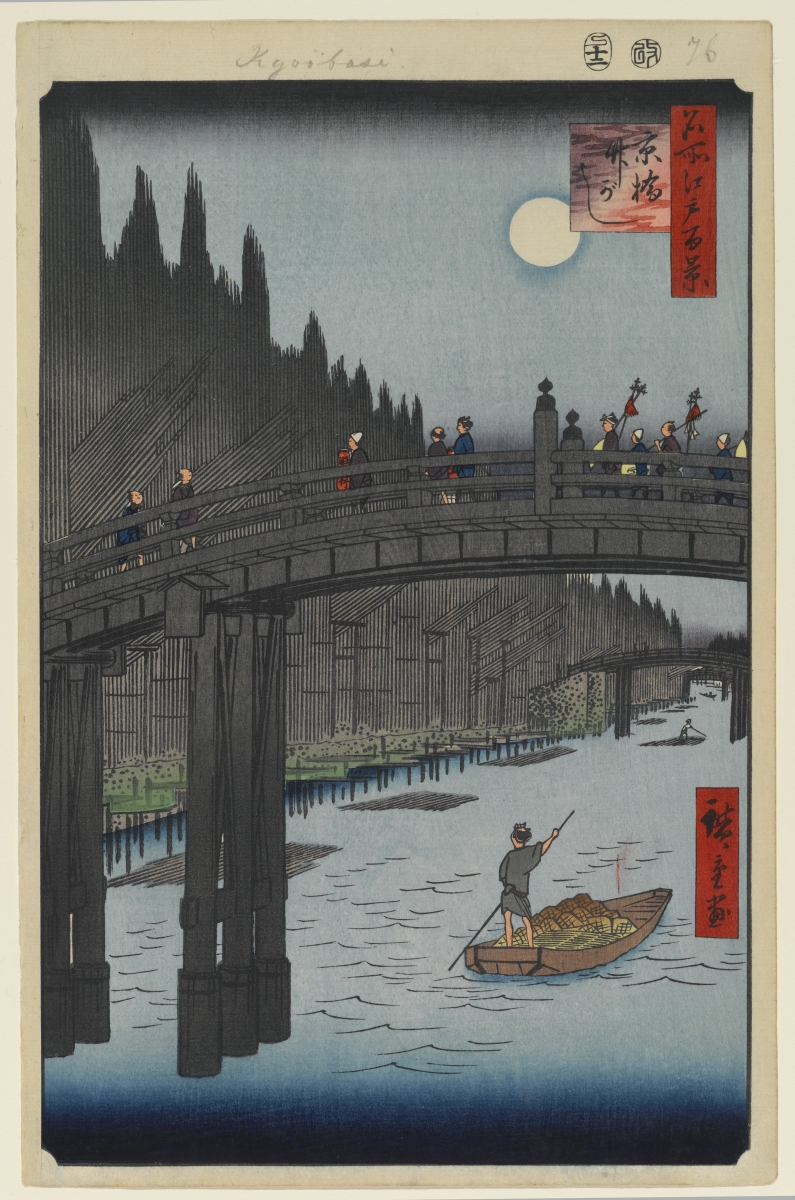
105. Takegashi bei der Kyōbashi
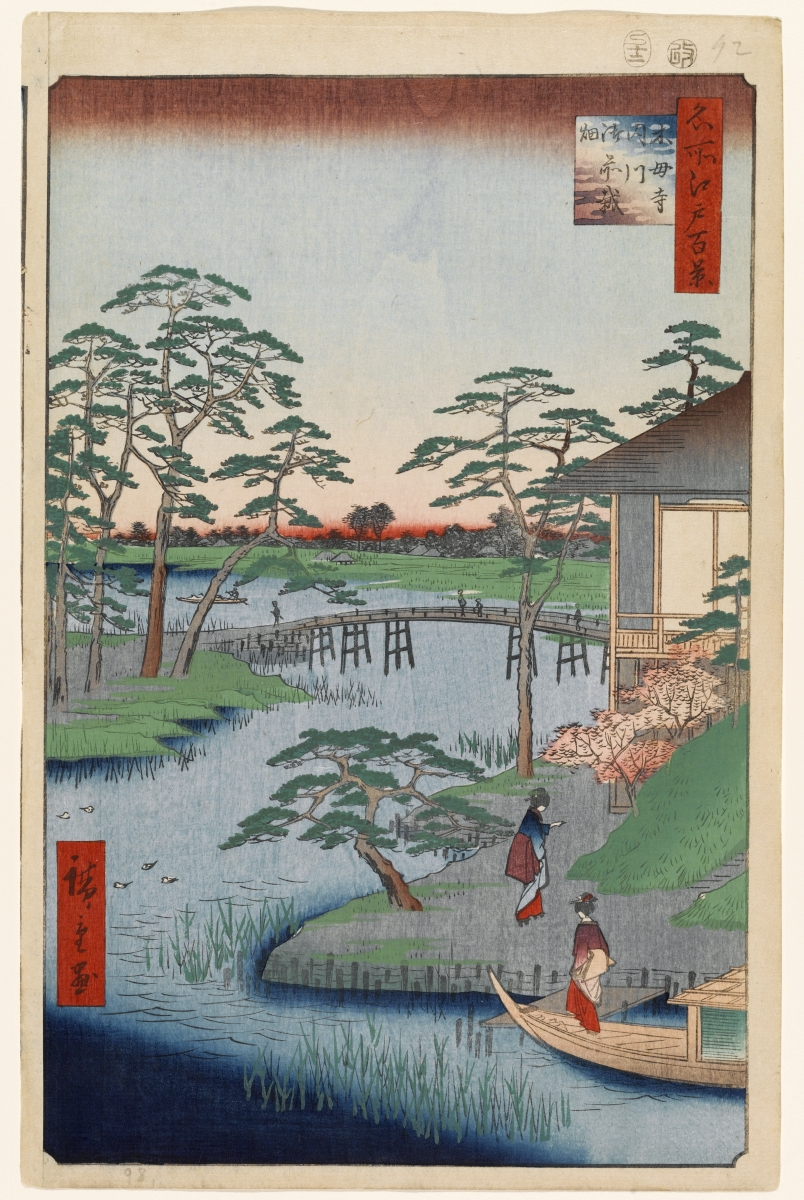
106. Mokubōji und Gemüsefelder am Uchi-kawa
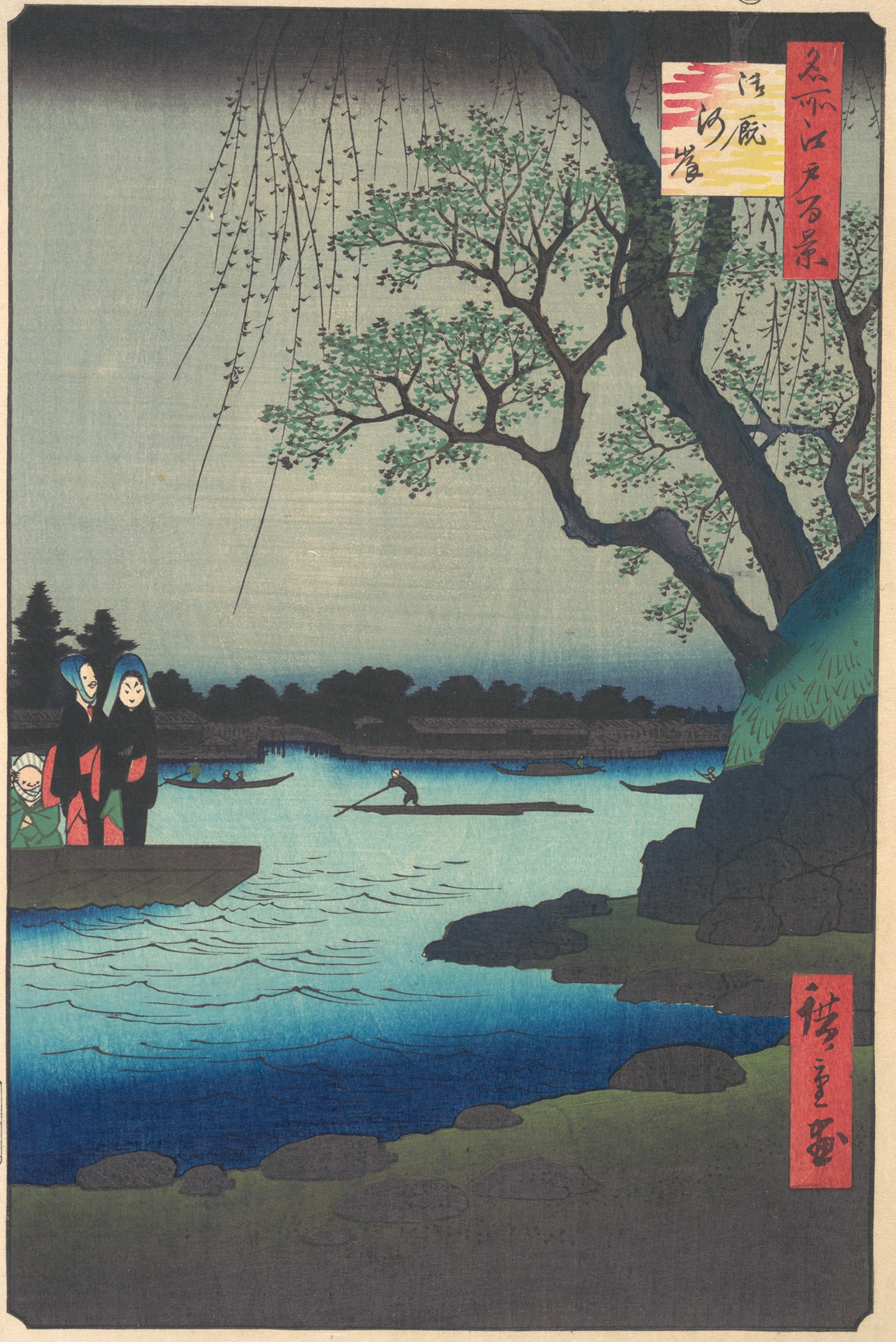
107. Ommayagashi
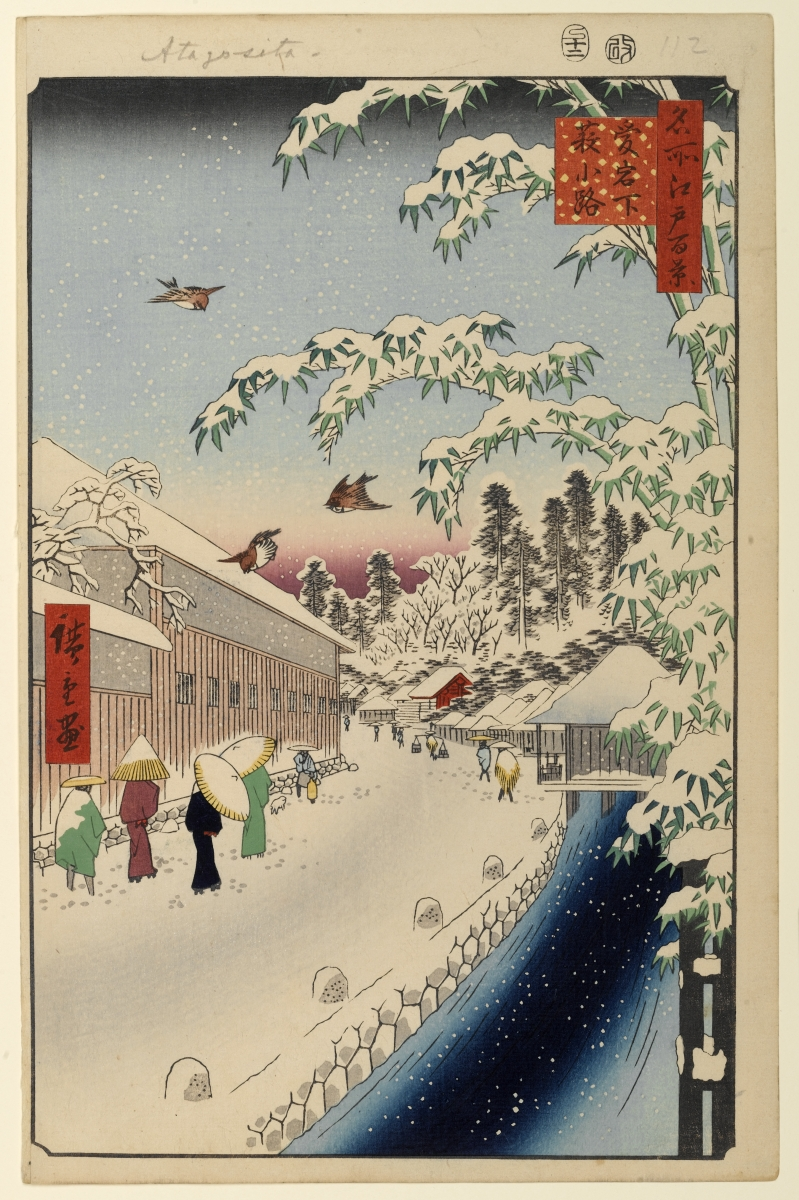
108. Yabukōji [Straße] unter dem Atago
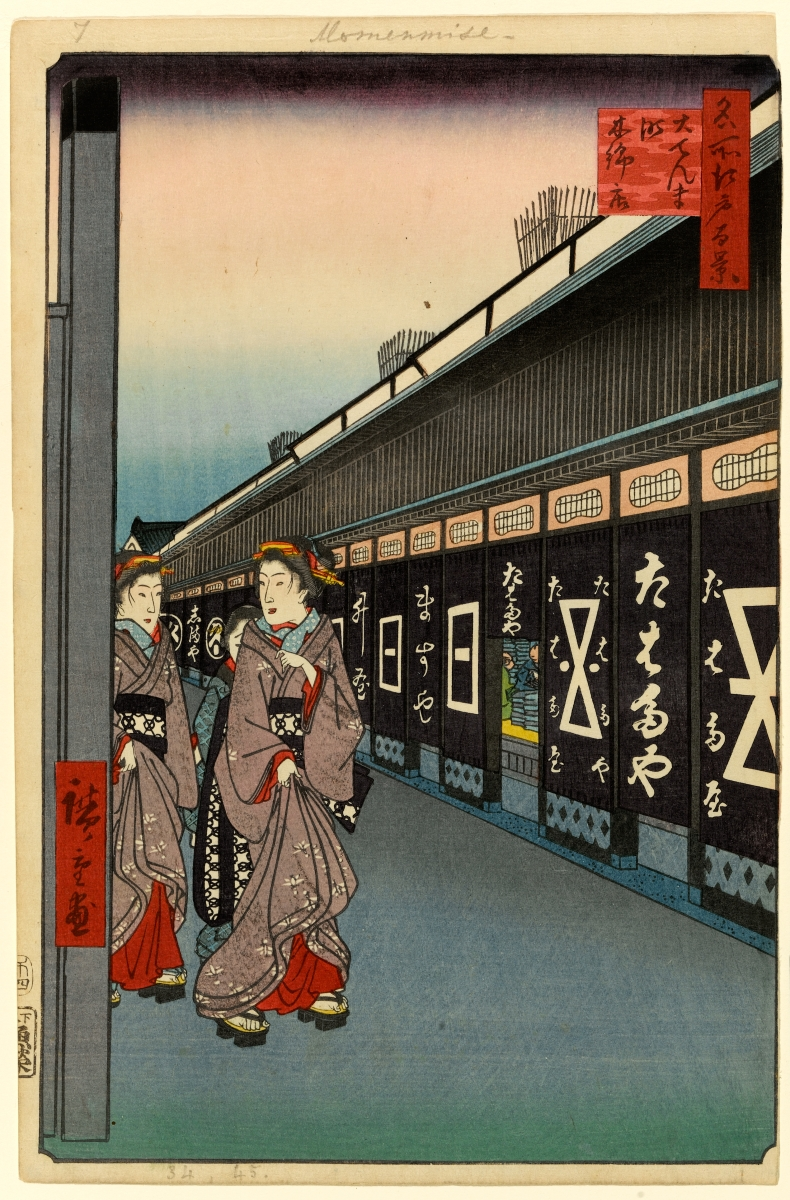
109. Baumwoll-Läden von Odemma-chō [1858-04]
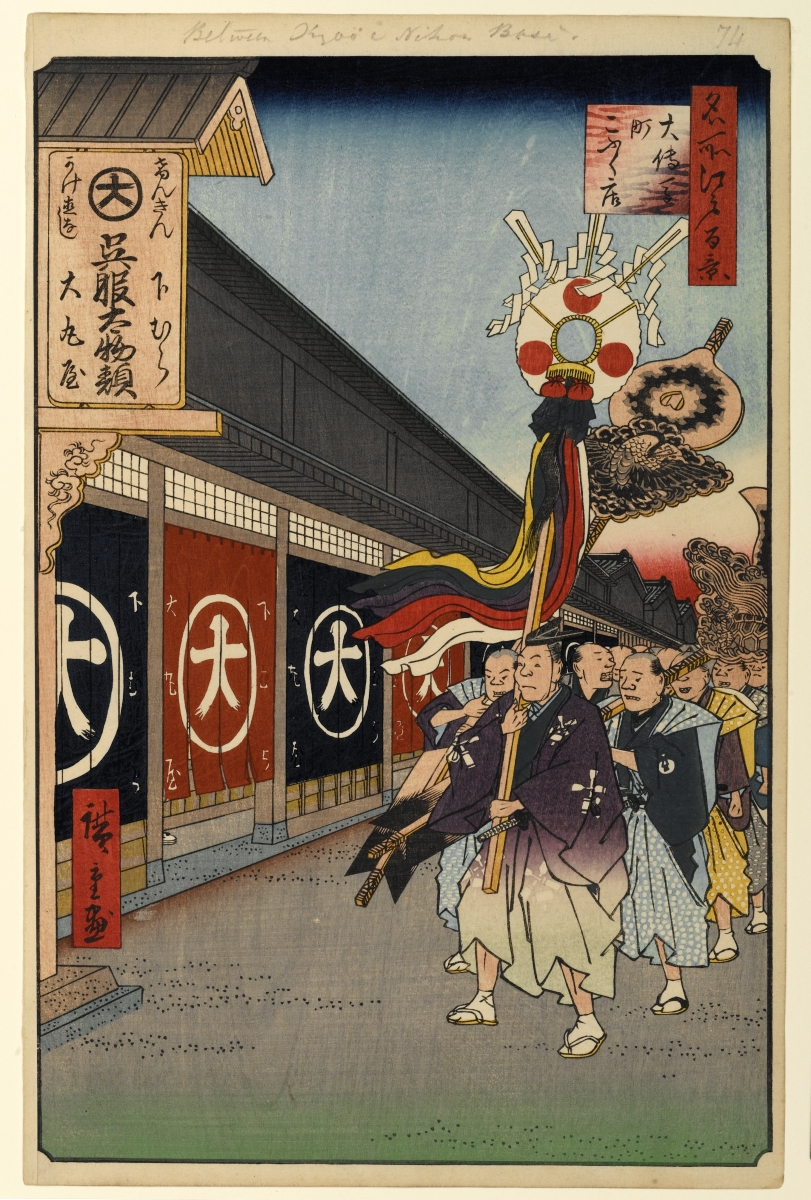
110. Kleidergeschäfte von Odemma-chō [1858-07]
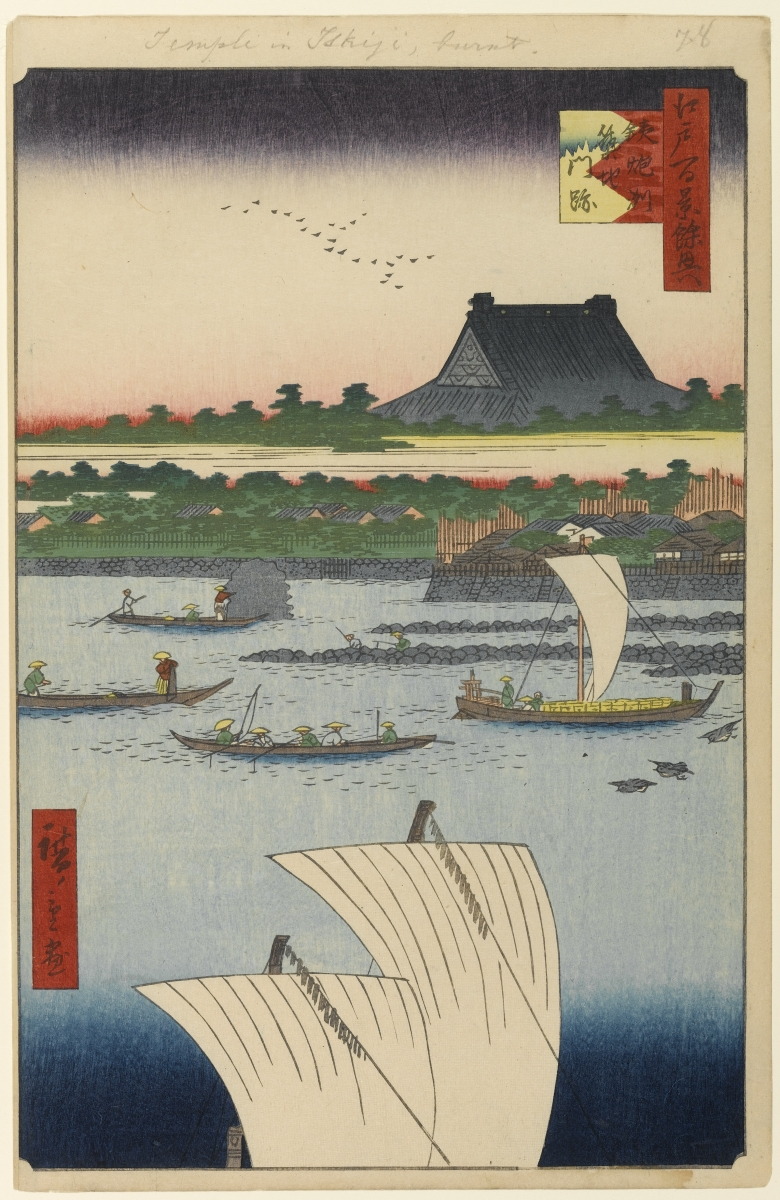
111. Teppōsū und der Tsukiji-Monzeki-Tempel
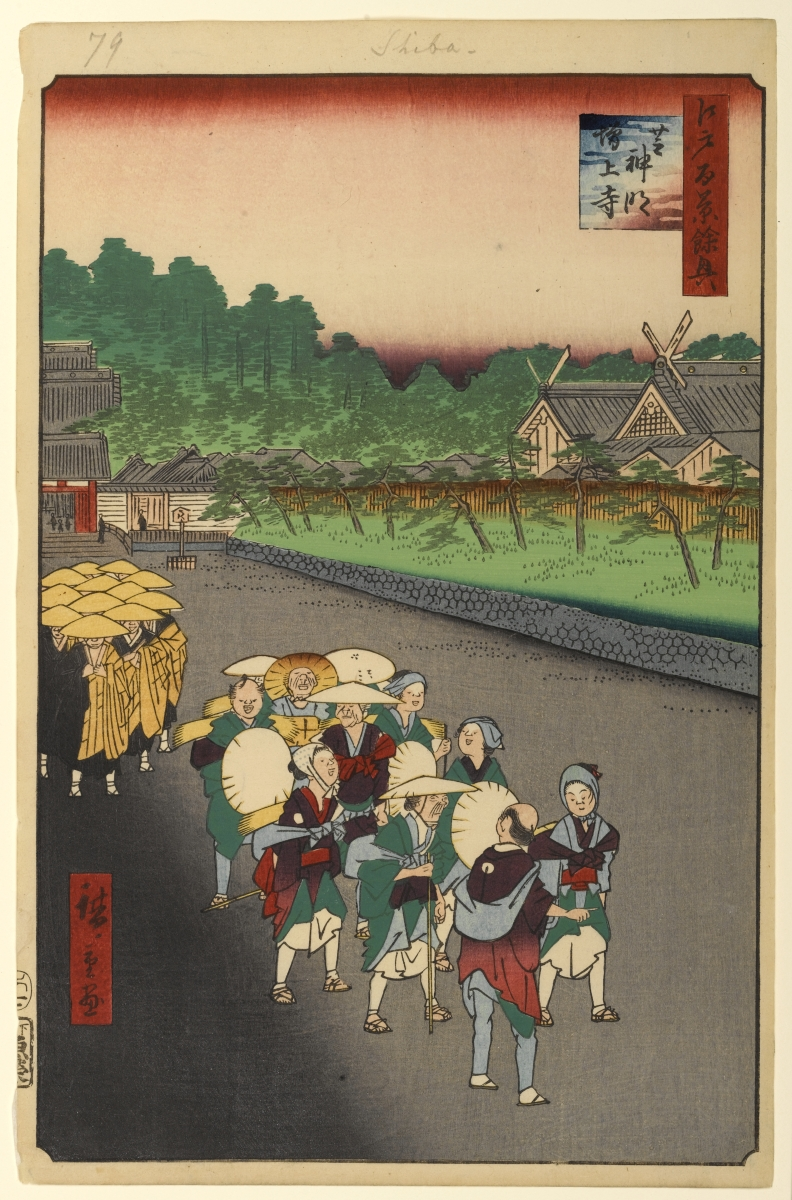
112. Shiba Shimmei-Schrein und der Zōjōji
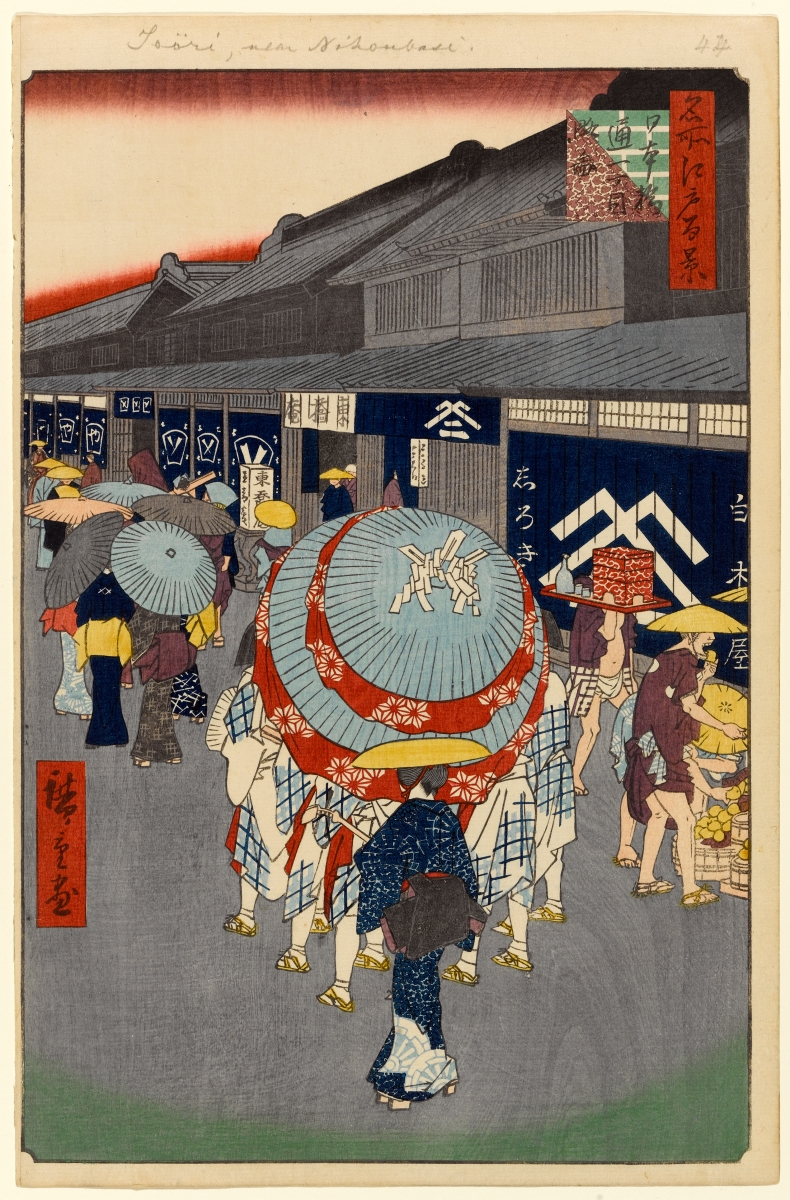
113. Nihonbashi-Straße 1-chome [1858-08]
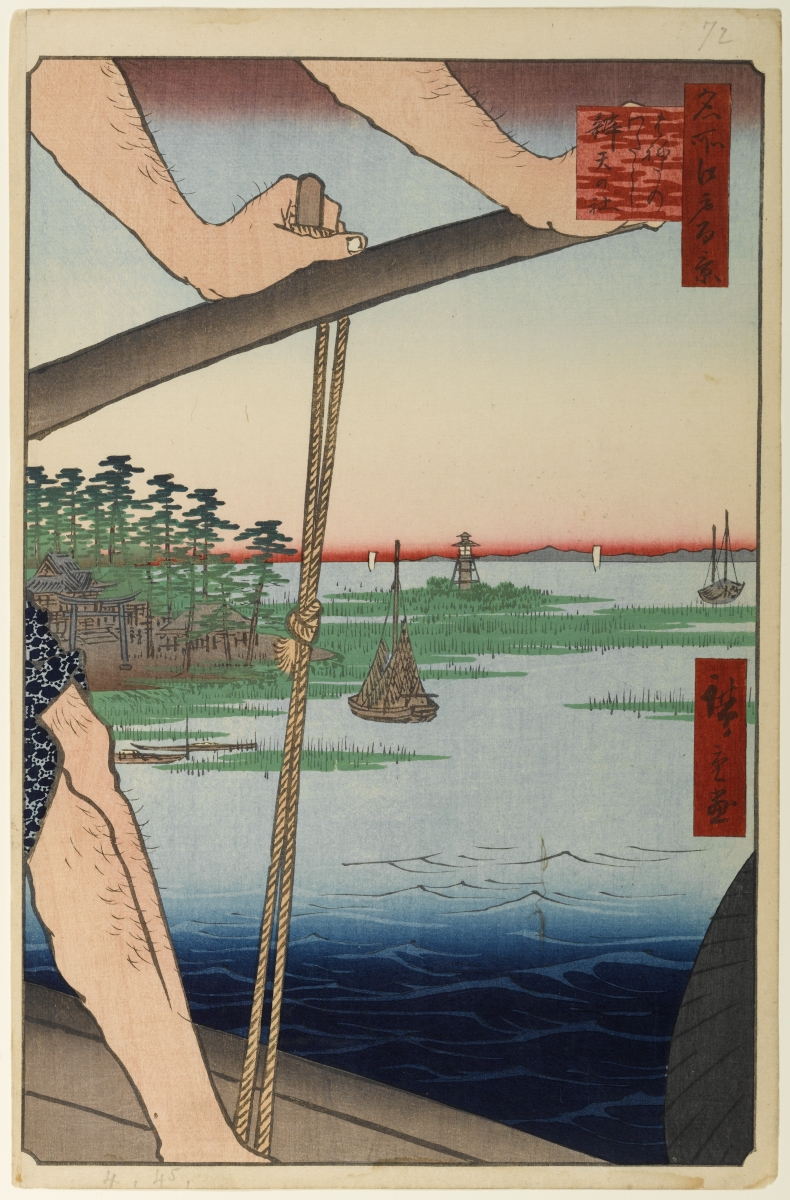
114. Fähre bei Haneda und Benkei-Schrein
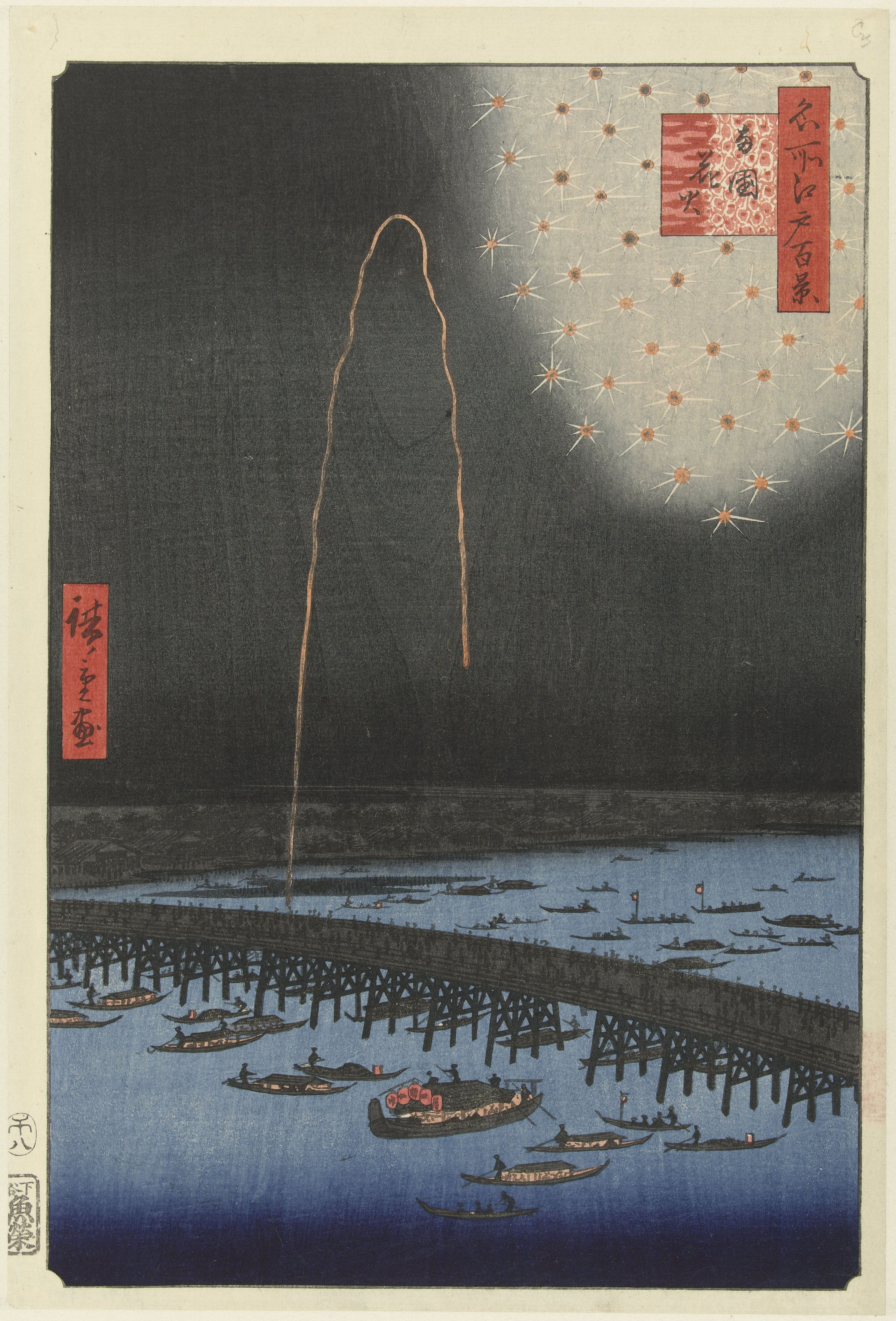
115. Feuerwerk über der Ryōgoku-hashi
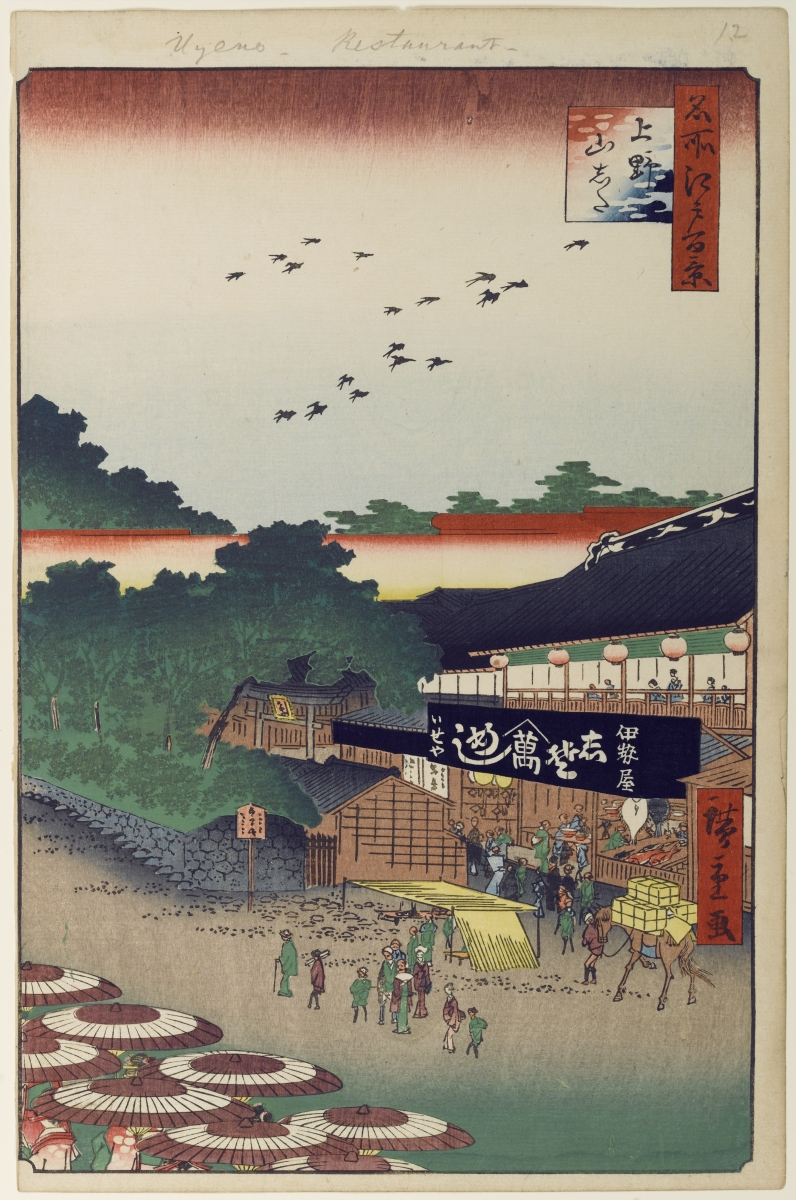
116. Yamashita in Ueno [1858-10]
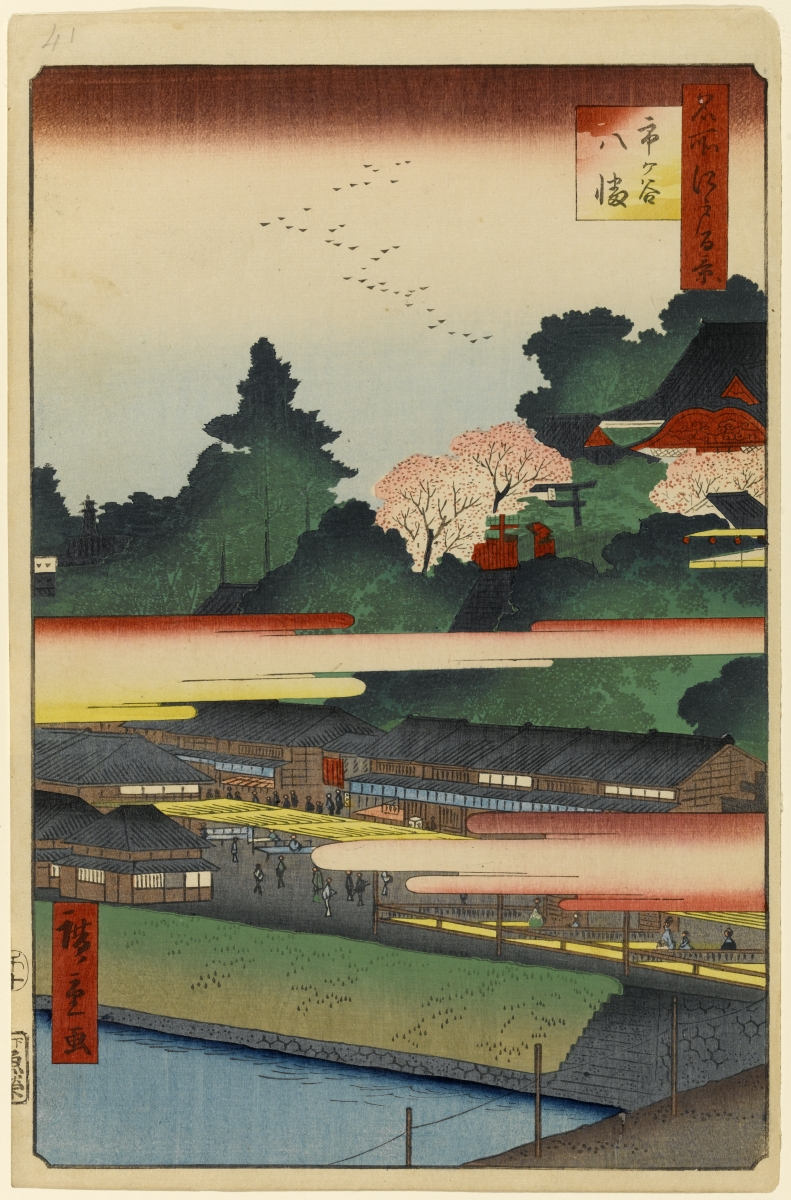
117. Hachiman-Schrein von Ichigaya
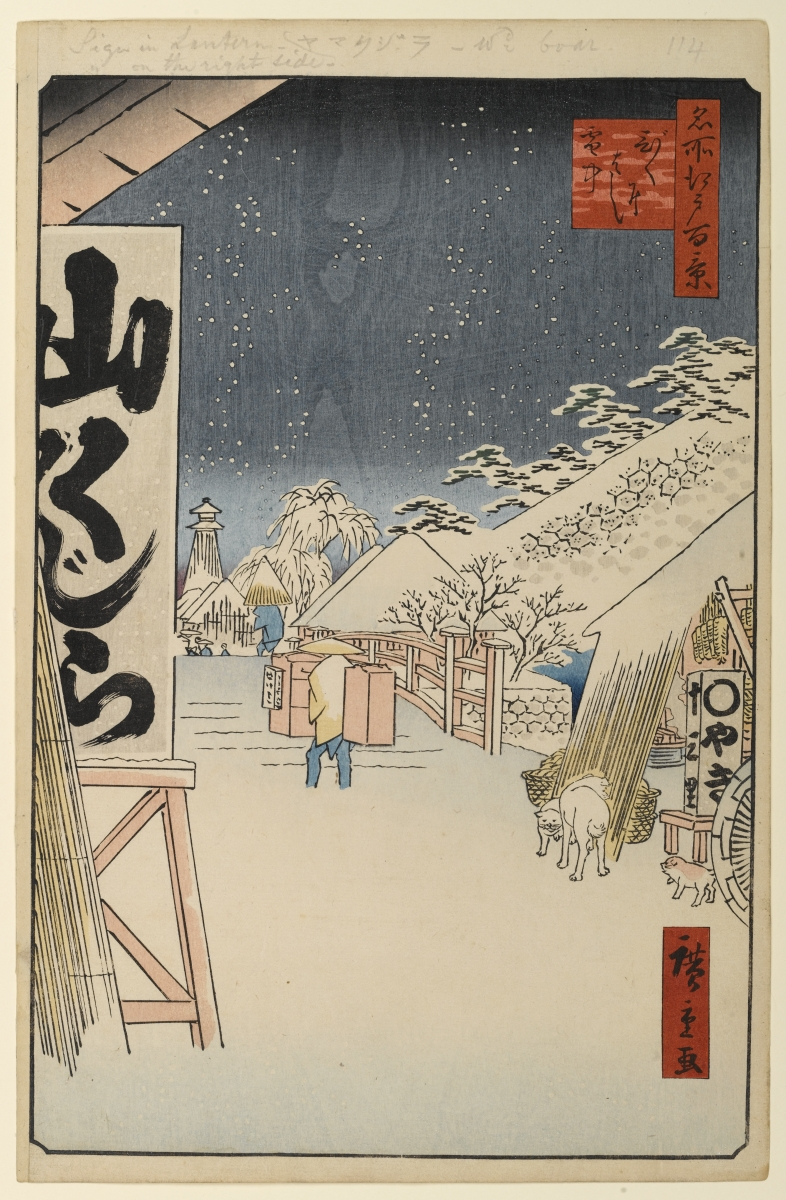
118. Bikunibashi im Schnee
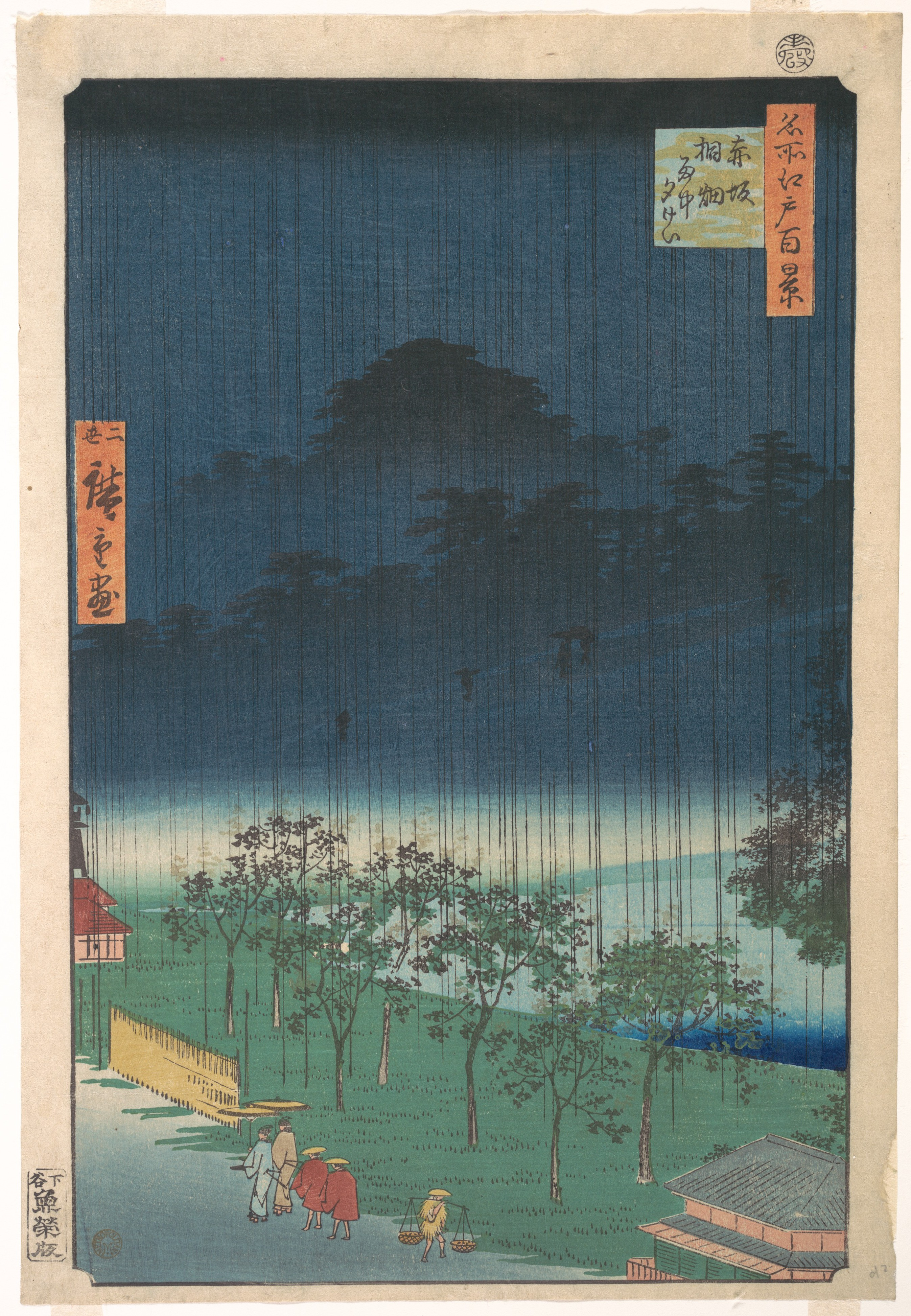
119. Regenabend. Paulownien-Garten von Akasaka [1859-04]